# Guerra de los Treinta Años
La guerra de los Treinta Años fue una guerra librada en la Europa Central (principalmente el Sacro Imperio Romano Germánico) entre los años 1618 y 1648, en la que intervinieron la mayoría de las grandes potencias europeas de la época. Esta guerra marcó el futuro del conjunto de Europa en los siglos posteriores.
Aunque inicialmente se trataba de un conflicto político-religioso entre Estados partidarios de la reforma y la contrarreforma dentro del propio Sacro Imperio Romano Germánico, la intervención paulatina de las distintas potencias europeas convirtió gradualmente el conflicto en una guerra general por toda Europa, por razones no necesariamente relacionadas con la religión: búsqueda de una situación de equilibrio político, alcanzar la hegemonía en el escenario europeo, enfrentamiento con una potencia rival, etc.
La guerra de los Treinta Años llegó a su final con la Paz de Westfalia y la Paz de los Pirineos, y supuso el punto culminante de la rivalidad entre Francia y los territorios de los Habsburgo (el Imperio español y el Sacro Imperio Romano Germánico) por la hegemonía en Europa, que conduciría en años posteriores a nuevas guerras entre ambas potencias.
El mayor impacto de esta guerra, en la que se usaron mercenarios de forma generalizada, fue la total devastación de lugares enteros que fueron esquilmados por los ejércitos necesitados de suministros. Los continuos episodios de hambrunas y enfermedades diezmaron la población civil de los Estados alemanes y, en menor medida, de los Países Bajos e Italia, además de llevar a la bancarrota a muchas de las potencias implicadas. Aunque la guerra duró treinta años, los conflictos que la generaron siguieron sin resolverse durante mucho tiempo.
Durante el curso de esta, la población del Sacro Imperio se vio reducida en un 30 %. En Brandeburgo se llegó al 50 %, y en otras regiones incluso a dos tercios. La población masculina en Alemania disminuyó a la mitad. En los Países Checos la población cayó en un tercio a causa de la guerra, el hambre, las enfermedades y la expulsión masiva de checos protestantes. Solo los ejércitos suecos destruyeron durante la guerra 2000 castillos, 18 000 villas y 1500 pueblos en Alemania.
En el territorio del Sacro Imperio Romano Germánico, que se convirtió en el principal teatro de operaciones. La larga serie de conflictos que forman la guerra pueden dividirse en cuatro etapas diferenciadas
- la revuelta bohemia e intervención imperial (1618-1624).
- la intervención danesa (1625-1629).
- la intervención sueca (1630-1635).
- la intervención francesa (1635-1648).

Los conflictos fuera de Alemania tomaron la forma de guerras locales: la Guerra de España con los Países Bajos, la Guerra de Sucesión de Mantua, la Guerra de la Valtelina, la Guerra de los Grisones suizos, la Guerra anglo-española, la Guerra anglo-francesa, la Guerra Ruso-Polaca, Guerra Polaco-Sueca, Guerra Polaco-Otomana, Guerra Franco-Española, Guerra de Torstenson, Guerra de Restauración portuguesa, etc. Sigfried Steinberg también marca la guerra de los Treinta Años como doce guerras interrumpidas por la tregua y la paz. La guerra de los Treinta Años no fue un único conflicto de 30 años de duración sin interrupciones. Durante este período se desencadenaron 13 guerras y se firmaron 10 tratados de paz. Los historiadores de la época del siglo XVII consideraron cada uno de estos conflictos por separado en lugar de una única guerra. El nombre "Guerra de los Treinta Años" se acuñó a finales del siglo XVII.

## Orígenes de la guerra

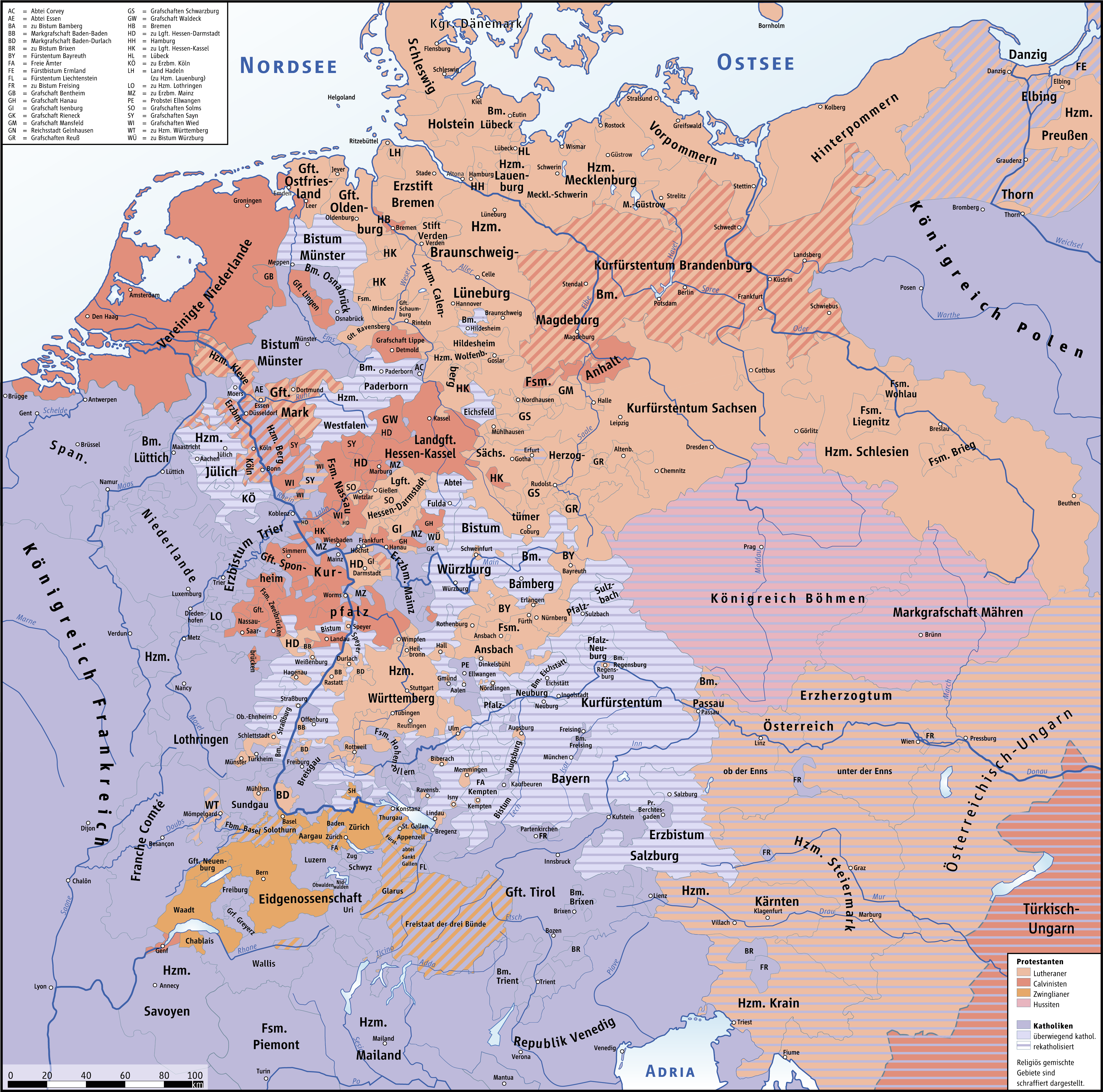
Fragmentación religiosa en el Sacro Imperio Romano Germánico en vísperas de la guerra de 1618

Por la Europa católica, el inicio de la Contrarreforma inició un amplio retroceso del materialismo renacentista. El fortalecimiento de la posición de la Iglesia católica se combinó con la moda de la astrología, la difusión del ocultismo y otros movimientos místicos como la Escuela ascética española. Los conflictos entre la iglesia y los representantes del mundo moderno se intensificaron. Después, en el Concilio de Trento, los miembros de la “Compañía de Jesús” creada por Ignacio Loyola, los jesuitas, se convirtieron en la unidad de combate de la Iglesia católica en reacción a las innovaciones filosóficas cuestionando a la Escolástica y sus derechos políticos.
Desde principios del siglo XVI, el papel principal en la vida política de Europa correspondió a la dinastía de los Habsburgo, que se dividió en las ramas española y austriaca. A principios del siglo XVII, la rama española de la casa poseía, además del Reino de España, también Portugal, los Países Bajos del Sur, el Franco Condado, en Italia el rico Ducado de Milán junto a las coronas siciliana y napolitana, y también tenía a su disposición un enorme imperio colonial hispano-portugués. Los Habsburgo austríacos aseguraron las coronas del Sacro Imperio Romano Germánico, Bohemia, Hungría, Croacia y la propia Austria. A lo largo del siglo XVI, las principales potencias europeas trataron de impedir el establecimiento de la hegemonía de los Habsburgo en Europa y el mayor crecimiento de sus posesiones. La confrontación con los Habsburgo fue dirigida por la católica Francia (en alianza con el Imperio Otomano), e Inglaterra, que desafió el dominio español del mar e invadió las posesiones coloniales de la Corona española. Otros oponentes de España estaban en el norte del continente: estos son la protestante República de las Provincias Unidas de los Países Bajos, que durante varias décadas defendió su independencia en una guerra de secesión prolongada. Los intereses de las partes en conflicto se cruzaron más intensamente en varias regiones a la vez. El mayor número de contradicciones se acumuló en el territorio del Sacro Imperio Romano Germánico, que, además de la tradicional lucha entre el emperador y los príncipes alemanes, se dividió en líneas religiosas 
En 1546, estalló la Guerra de Esmalcalda entre Carlos V, Emperador católico del Sacro Imperio Romano Germánico, y la Liga Esmalcalda de príncipes luteranos. El Emperador derrotó a los príncipes protestantes y se estableció el Acuerdo Provisional de Augsburgo a favor del catolicismo, pero la Paz de Augsburgo se promulgó en 1555 tras el Tratado de Passau con el Elector de Sajonia Moritz, que se entregó. Según este decreto, los católicos y luteranos tienen prohibido la violencia por motivos de fe (los calvinistas y zwinglios están excluidos como herejes). La Paz de Augsburgo se intercambió entre el emperador y los príncipes, independientemente del Papa, y las viejas y nuevas facciones continuaron expandiendo su poder.
A mediados del siglo XVI, la frágil Paz de Augsburgo, un acuerdo firmado por el emperador Carlos V de Alemania y I de España y los príncipes luteranos en 1555, había confirmado el resultado de la primera Dieta de Espira y en realidad había hecho acrecentar con el tiempo los odios entre católicos y luteranos. En dicha paz se había establecido que:
- Los príncipes alemanes (alrededor de 360 de ellos) podían elegir la religión (luteranismo o catolicismo) en sus señoríos de acuerdo con su conciencia. Era el principio de cuius regio, eius religio.
- Los luteranos que viviesen en un Estado eclesiástico (bajo el control de un obispo) podían continuar siendo luteranos.
- Los luteranos podían conservar el territorio que habían tomado a la Iglesia católica desde la Paz de Passau (1552).
- Los obispos de la Iglesia católica que se convirtiesen al luteranismo tenían que entregar su diócesis.

Aunque las disposiciones de la Paz Religiosa de Augsburgo impidieron el estallido de una gran guerra religiosa durante 60 años, hubo discusiones sobre su interpretación, y una actitud de confrontación de una nueva generación de gobernantes contribuyó al agravamiento de la situación de conflicto y la deterioro del orden político. Dentro del Sacro Imperio Romano Germánico, se evitaba la guerra al permitir que diferentes religiones se propagaran libremente. Por otro lado, molestó a quienes querían que hubiera una sola religión que unificase la sociedad política. Sin embargo, debido a la falta de potencial militar por parte de los oponentes, los conflictos fueron en gran medida no violentos durante mucho tiempo. Un efecto de la Paz Religiosa de Augsburgo fue un desarrollo conocido hoy como “ confesionalización”. Los soberanos intentaron crear uniformidad religiosa y proteger a la población de diferentes influencias religiosas. Los príncipes protestantes temían una escisión en el movimiento protestante, que posiblemente perdería la protección de la Paz Religiosa de Augsburgo y utilizaron su posición como obispos de emergencia para disciplinar al clero y a la población en términos de su denominación (disciplina social). Esto condujo a la burocratización y centralización, y se fortaleció el estado territorial, iniciando las primeras nacionalizaciones de iglesias para beneficio de los estados. Debido al fortalecimiento de los estados, la política de confrontación de los nuevos gobernantes, la parálisis de la Corte Imperial de Apelaciones como instancia de resolución pacífica de conflictos en el Imperio y el fortalecimiento de los príncipes católicos por parte del Consejo de la Corte Imperial, se formaron grupos hostiles de príncipes. Como resultado y como reacción a la batalla de la cruz y la bandera en la ciudad de Donauwörth, el Palatinado Electoral se retiró del Reichstag. Por lo tanto, no se materializó una resolución del Reichstag sobre el impuesto turco y el Reichstag, como el órgano constitucional más importante, estaba inactivo.
Tras el reconocimiento de la Paz de Augsburgo en 1555, el catolicismo se consolidó en tierras de la Corona Checa (Reino de Bohemia) sobre la base de la idea medular de la Paz de Augsburgo, Cuius regio, eius religio (De quién es el gobierno, esa religión ). La orden religiosa jesuita tuvo una gran participación en la catolización, confirmada en 1540 por la bula Regimini militantis ecclesiae del Papa Pablo III. La función principal de la orden era la actividad misionera, que era ayudar a los protestantes a encontrar su camino hacia la Iglesia Católica. La orden se dedicaba principalmente a la educación, la ciencia, el arte y la cultura. Fue invitado a Bohemia en 1556 por Fernando I para ayudarlo contra la creciente ola de Reforma protestante. Desde el comienzo de la reforma religiosa, el conflicto católico-protestante continuaba, el Papa habiendo establecido a los jesuitas en respuesta a la reforma, llegó a recatolizar gran parte de Europa y para fines del siglo XVI, Baviera, Austria, Francia, Polonia, España, Italia y la República Checa estaban en el Esfera de influencia católica. Después de la muerte de Fernando, lo sucedió un monarca menos religioso, Maximiliano II Habsburgo, quien prometió a los estados checos la libertad religiosa en la forma de la Confesión Checa. A cambio, se le concedió el derecho de sucesión de su hijo Rodolfo. Rodolfo II era débil como monarca y confirmó las amplias libertades religiosas de los estados checos en su regencia. La Casa de Habsburgo pronto lo declaró incompetente y lo destronó. Su hermano Matias Habsburgo ascendió al trono checo y trató de estabilizar el poder en Bohemia nuevamente, pero los estados no renunciaron a sus derechos previamente establecidos y gradualmente se desarrolló una cierta animosidad entre ellos y el monarca. Por eso, era impopular en la República Checa, mayoritariamente husita, cuya rebelión contra Fernando provocó la guerra de los Treinta Años.

### Relaciones de poder en Europa
En el período anterior a la guerra de los Treinta Años, había tres áreas principales de conflicto: Europa occidental y noroccidental, el norte de Italia y la región del mar Báltico. En el oeste y noroeste de Europa, así como el norte de Italia, se libraron conflictos dinásticos entre los Habsburgo austríacos y españoles y el rey francés, así como los Países Bajos holandeses, que luchaban por la independencia, mientras que Dinamarca-Noruega y Suecia, como posibles grandes potencias, luchaban por supremacía en la región del Báltico, que involucraba ocasionalmente a Polonia-Lituania, Rusia y la liga hanseatica alemana. El conflicto entre Francia y España, que a su vez surgió de la oposición dinástica entre los Habsburgo y los reyes franceses, fue decisivo en el oeste y noroeste de Europa. España era una gran potencia europea con posesiones en el sur de Italia, el valle del Po y los Países Bajos. Las bases españolas dispersas significaban que difícilmente podría haber una guerra en Europa occidental y noroccidental que no afectara los intereses españoles.
De los países adyacentes al Sacro Imperio Romano Germánico, España ocupa los Países Bajos españoles en la frontera occidental del imperio y está conectada a través del Corredor Español desde los países de Italia hasta los Países Bajos. En la década de 1560, la rebelión holandesa fue frecuente y, en el proceso de la rebelión, se dividió en 10 estados en la parte sur de pro-España (más tarde Bélgica y Luxemburgo) y 7 estados en la parte norte de anti-España (después los Países Bajos), que fue reconocido en 1609. Será una guerra de ochenta años que continuara hasta el acuerdo de paz de España.
Desde mediados del siglo XVI hasta mediados del siglo XVII, Francia estuvo rodeada por los Habsburgo: Rosellón al sur, Génova y Milán al sureste, el Franco Condado al este y los Países Bajos al norte, todas posesiones de España y el SIRG. El interés de la familia real francesa superó al de la religión y, como resultado, la Francia católica entró en la guerra del lado protestante. Enrique IV trabajó para romper el cerco en 1609, seguido por el canciller Richelieu y el cardenal Mazarino. Debido a sus muchos enfrentamientos violentos, Francia y España rearmaron sus ejércitos. Los monarcas franceses vieron un gran problema en estar rodeados por los estados de los Habsburgo, por lo que no era extraño que Francia hubiera entrado en guerra. Al principio solo con una aportación económica y luego, cuando se ocupó de problemas de política interna, también con apoyo militar.
En el norte de Italia, España gobernaba el Ducado de Milán. Además de la fortaleza económica del área, su valor estratégico residía principalmente en asegurar el suministro de tropas españolas a los Países Bajos a través del estrecho español. Francia buscó debilitar el poder español en la región e interrumpir los suministros españoles. Ambos poderes intentaron ganarse a los príncipes locales con sus emisarios. La atención se centró especialmente en los duques de Saboya, con cuyos pasos alpinos y fortalezas se podía controlar la ruta de suministro. Las potencias vecinas de rango europeo eran los Estados Papales y la República de Venecia, con la Curia en Roma dominada por cardenales amigos de Francia, España y el Emperador alemán, mientras que los intereses de Venecia estaban más en el Mediterráneo y la costa del Adriático que en Italia.
Los tres actores principales en las guerras en el área del Mar Báltico fueron Polonia, Suecia y Dinamarca. Polonia y Suecia estaban temporalmente en unión personal de Segismundo III, que impidió la expansión del protestantismo en Polonia, que por lo tanto fueron aliados de los Habsburgo durante la guerra de los Treinta Años. En 1599, Segismundo fue depuesto como rey sueco por una revuelta de nobles. Como resultado, la fe luterana se estableció en Suecia y estalló una larga guerra entre Polonia y Suecia. Las primeras campañas del nuevo rey sueco Carlos IX inicialmente no tuvieron éxito y alentaron al rival sueco Christian IV de Dinamarca a atacar. Dinamarca estaba menos poblada que Suecia o Polonia, pero al poseer Noruega y el sur de Suecia con el control exclusivo de Øresund, registró altos ingresos aduaneros. Carlos IX Suecia, por otro lado, fundó Gotemburgo en 1603 con la esperanza de recaudar parte de los ingresos aduaneros de Øresund. Cuando Christian IV inicia la guerra de Kalmar en 1611, Carlos IX esperaba el ataque a Gotemburgo, en cambio, el ejército danés marchó sorprendentemente sobre Kalmar y tomó la ciudad. Carlos IX murió en 1611. y su hijo Gustavo II Adolfo tuvo que pagar un alto precio por la paz con Dinamarca: Kalmar, el norte de Noruega y Ösel cayeron en manos de Dinamarca, más contribuciones de guerra de un millón de Reichsmarks. Para poder pagar esta suma, Gustavo Adolfo se endeudó con los Países Bajos Unidos. Estas deudas de guerra pesaron mucho sobre Suecia y debilitaron su posición en política exterior. Dinamarca, por otro lado, se había convertido en una potencia en el Mar Báltico como resultado de la guerra y, por lo tanto, Christian IV se consideraba un gran general por un lado y creía que tenía suficiente dinero para futuras guerras. Suecia y Dinamarca, que querían dominar los Estados alemanes del Mar Báltico, eran países de confesión luterana y estaban en conflicto por el dominio comercial en el Norte. Suecia se apoderó de la base en el Mar Báltico oriental de Dinamarca. Suecia se levantó como gran poder mientras Dinamarca decaía, y el rey Gustavo II Adolfo de Suecia tenía un plan para conectar el anillo del territorio alrededor del mar Báltico, pero el desafío del ejército del emperador lo obligó a participar en el problema alemán. Además, el "goticismo antiguo" fue uno de los motivos para participar en la guerra.
En los inicios del siglo XVII se incrementaron las tensiones entre las naciones de Europa. España estaba interesada en los principados alemanes, debido a que Felipe III, nieto de Carlos V, era un Habsburgo y tenía territorios alrededor de la frontera occidental de los Estados alemanes (Flandes, el Franco Condado). Francia también estaba interesada en los Estados alemanes, porque deseaba recuperar la hegemonía a costa del poder de los Habsburgo, como había tenido durante la Edad Media. Suecia y Dinamarca (que controlaba el Ducado de Holstein) estaban interesadas por razones económicas en los Estados germánicos del norte, a orillas del mar Báltico, con la política del Dominium maris baltici, por lo que si la situación política en el imperio cambiaba a favor de los católicos, sin duda tendría un efecto adverso en estos estados.
Durante la segunda mitad del siglo XVI, las tensiones religiosas también se habían intensificado. La Paz de Augsburgo tuvo consecuencias a lo largo de la segunda mitad del siglo XVI, ya que los obispos se negaban a abandonar sus obispados. De hecho, los términos del tratado de Augsburgo fueron utilizados para un resurgimiento del poder católico. Las tensiones y resentimientos entre católicos y protestantes no habían hecho sino acrecentarse desde la firma del tratado, y en muchos lugares de Alemania se destruían iglesias protestantes y había limitaciones y obstáculos al culto protestante. A la disminución de estas tensiones no ayudó nada el calvinismo que se extendía por toda Alemania, y cuya exclusión, junto a los anabaptistas, de las congregaciones protegidas específicamente en la paz de Augsburgo, pudo contribuir al conflicto[cita requerida], lo que añadió otra religión a la disputa pues los católicos de Europa central (los Habsburgo de Austria o los reyes de Polonia) estaban tratando de restaurar el poder del catolicismo tras la Contrarreforma.

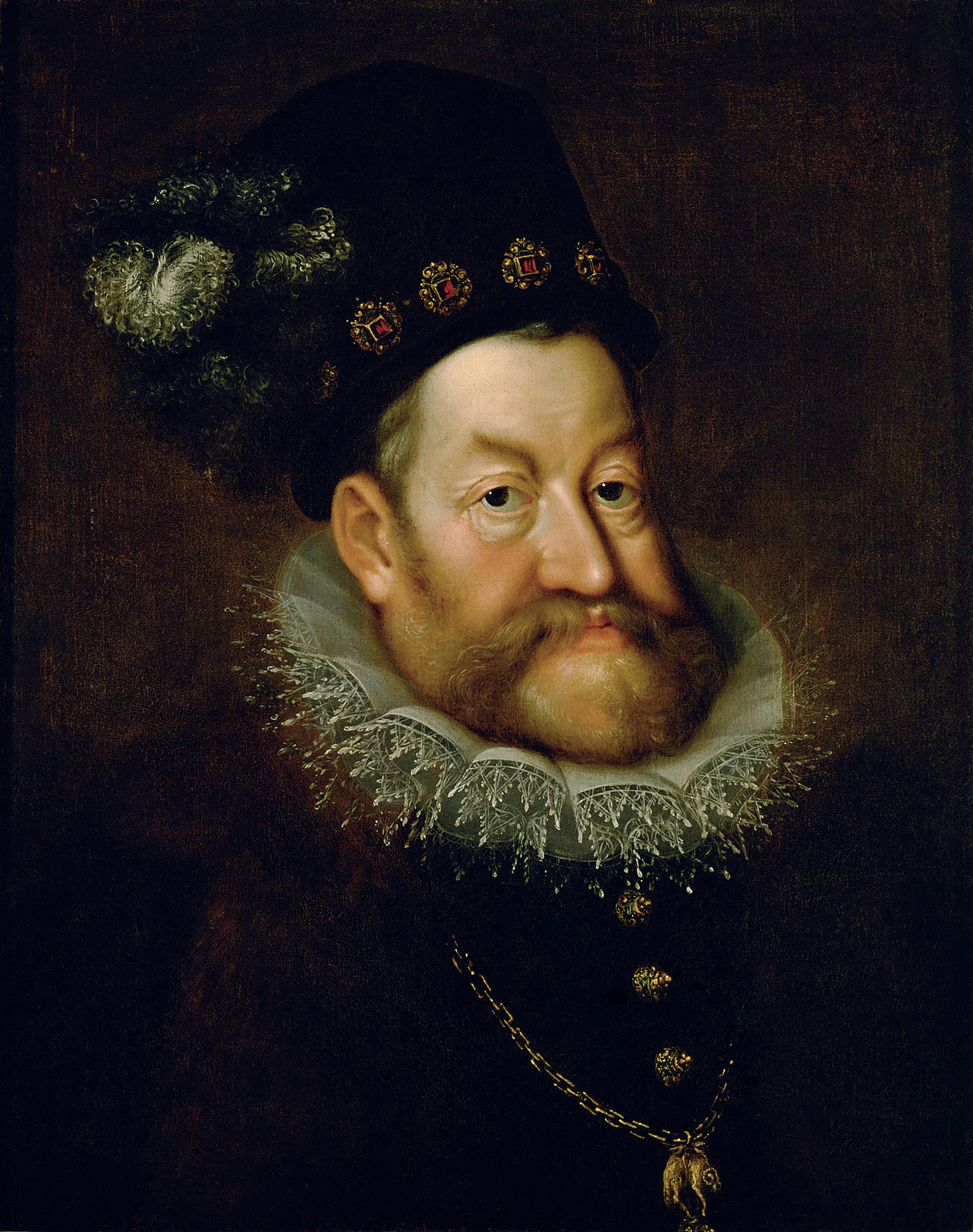
Rodolfo II del Sacro Imperio Romano Germánico.

Los Habsburgo estaban principalmente interesados en extender su poder, así que estaban a veces dispuestos a transigir y permitir el protestantismo. A la larga, esto incrementó las tensiones. Rodolfo II, emperador del Sacro Imperio Romano Germánico, y su hermano y sucesor, Matías I, no practicaban una política católica agresiva, ya que estaban más interesados en incrementar el poder y las posesiones de los Habsburgo. Eran también muy tolerantes (como su abuelo y su padre, Fernando I y Maximiliano II), lo que permitió que diferentes religiones se extendieran a su aire y que chocasen entre sí libremente. El Sacro Imperio Romano Germánico era un conjunto de naciones altamente independientes, pero los propios Habsburgo, que tenían el trono, controlaban directamente gran parte del imperio (Archiducado de Austria, Bohemia y Hungría). Austria era una gran potencia que gobernaba a 8 millones de personas. El imperio también incluía fuerzas regionales como Baviera, Sajonia, Brandeburgo, Palatinado, Hesse, y Württemberg (cada una con una población de 500.000 a 1 millón). También hubo una gran cantidad de otras naciones (eslavos, magiares, borgoñones, italianos, etc), incluidos territorios, ciudades libres, monasterios, obispos y pequeños señores (algunos de los cuales tenían solo un pueblo). Con la excepción de Austria y Baviera, estas naciones son incapaces de participar en la política a nivel nacional, y son comunes las alianzas basadas en clanes que resultan de la herencia dividida de sus descendientes.
Las tensiones políticas y económicas crecieron entre las naciones más poderosas de Europa a principios del siglo XVII, debido a la posición geopolítica de Alemania en el centro de Europa.
- España (en unión con Portugal) y Holanda estaba interesadas en los estados alemanes porque bordeaban el territorio de los Países Bajos, lo que atrajo también a Inglaterra (en unión con Escocia) como enemigo de España.
- Francia (y sus aliados italianos como Venecia o Saboya) estaba interesada en los estados alemanes porque eran el vecino más débil, a diferencia de los fuertes países de los Habsburgo, que rodeaban a Francia, como España y sus posesiones en Italia y Valonia.
- Suecia y Dinamarca estaban interesadas en hacerse con el control de los estados protestantes del norte de Alemania, que bordean el Báltico, lo que atrajo en cierto grado a Polonia-Lituania (potencia católica y rival de ambas potencias balticas en Europa del Este) a interesarse en los estados alemanes, así como la Rusia ortodoxa en mucha menor medida.
- Transilvania y el Imperio Otomano estaban interesados en hacerse con el control de los estados húngaros y eslavos en unión con los Habsburgos alemanes, además de convertir a las poblaciones al protestantismo o al islam en detrimento del catolicismo.
- Los Estados Papales estaban interesados en sellar la Contrarreforma en los estados alemanes, en alianza con el Emperador y otras monarquías católicas, para evitar la propagación del protestantismo y las ideologías humanistas de la modernidad que cuestionaban el enfoque político teocentrico de la escolástica y la supremacía del poder espiritual de la Iglesia sobre el poder temporal de los gobiernos terrenales, para así recuperar su hegemonía previa a la Reforma Protestante.

Estas tensiones estallaron con violencia primero en la Guerra de Colonia por la que en 1582, Gebhard Truchsess von Waldburg, el príncipe elector de Colonia, se convirtió al calvinismo. El principio de reserva eclesiástica le obligaba a abdicar en lugar de forzar la conversión de sus súbditos (la reserva sólo fue tolerada por los príncipes protestantes porque la Declaratio Ferdinandea les aseguró que las ciudades y haciendas ya reformadas en territorios espirituales no serían convertidas por la fuerza ni forzadas a emigrar), pero se declaró en paridad religiosa con sus súbditos y en 1583 se casó con Agnes von Mansfeld-Eisleben, tratando de transformar el principado eclesiástico en uno secular, un ducado dinástico. Una facción del capítulo catedralicio eligió a otro arzobispo, Ernesto de Baviera (hermano menor de Guillermo V, duque de Baviera). Inicialmente, las tropas del arzobispado de Colonia lucharon por el control de partes de su territorio. Muchos barones y condes mantuvieron el territorio por obligaciones feudales para con el Electorado, también defendieron el territorio en zonas cercanas a las Provincias flamencas, Westfalia, Lieja y el sur de los Países Bajos Españoles. Los problemas causados por el repartimento de tierras y el infantazgo dinástico provocaron que la lucha por un feudo se agravara y que tomaran partido diversas casas, tales como el Electorado del Palatinado y flamencos, escoceses y mercenarios ingleses por el lado protestante; y del duque de Baviera, mercenarios papales en el bando católico. En 1586, el conflicto se extendió, con la llegada de tropas españolas y mercenarios italianos al bando católico y la financiación y apoyo diplomático de Enrique III de Francia e Isabel I de Inglaterra al lado protestante. El conflicto coincidió con la guerra de los Ochenta Años, motivando la participación de los rebeldes flamencos y los españoles en este conflicto. El exitoso final de la guerra consolidó a los Wittelsbach en el noroeste de Alemania y supuso el triunfo de la contrarreforma en la zona del Bajo Rin. Sirvió también de precedente para la intervención extranjera en los asuntos dinásticos y religiosos alemanes que se repetiría en el futuro, las cuales se intensificaron en la Crisis de la sucesión de Juliers-Cléveris.
Además, la Alta Austria había sido rebelde durante siglos, con 62 levantamientos conocidos entre 1356 y 1849, 14 de los cuales ocurrieron en el siglo XVI y siendo la más famosa la Guerra de los campesinos alemanes por los Anabaptistas contra los Católicos y el rechazo del propio Martín Lutero. Esto convierte a la Alta Austria en una de las regiones donde ocurrieron con mayor frecuencia los disturbios y la violencia en una lucha de clases entre los agricultores y sus terratenientes. Además del componente social, estos levantamientos también tuvieron motivos religiosos desde la época de la Reforma, ya que los campesinos ya no solo se oponían a los altos impuestos, el reclutamiento forzoso y el trabajo obligatorio (Frondienst) se resistía, pero también defendía la libre práctica de la religión y en particular la elección del pastor por la comunidad. Además, hasta la época Josefina, las iglesias y los monasterios eran a menudo señores de los propios campesinos. El impacto económico de la muerte en estas revueltas de entre 100.000 y 130.000 campesinos fue muy grave e hizo que Alemania no fuera una fuerza importante durante la guerra de los Treinta Años. Después de la represión de las revueltas campesinas de 1594-1597, el emperador Rodolfo II vio la oportunidad de comenzar con la recatolicización de la región de Ob der Enns. Porque según la paz religiosa de Augsburgo de 1555, concluida tras los primeros conflictos entre países protestantes y católicos en el Sacro Imperio Romano Germánico, todo el pueblo debía pertenecer a la religión de su soberano (según el principio jurídico cuius regio, eius religión). Sin embargo, estos esfuerzos tuvieron poco éxito y la Contrarreforma avanzó poco incluso bajo su sucesor, el emperador Matías. El punto culminante de los levantamientos campesinos en la región sería la Guerra de los Campesinos de Alta Austria de 1625/26 en medio de la Guerra de los 30 años.
Más episodios de violencia sucedieron cuando en la ciudad alemana de Donauwörth en 1606, la mayoría luterana obstaculizó los intentos de los residentes católicos de hacer una procesión y provocaron así una revuelta violenta. Los católicos de la ciudad solicitaron la intervención del duque Maximiliano I de Baviera en su apoyo. De 1607 a 1608, Maximiliano I de Baviera convirtió y anexó la ciudad imperial luterana de Donauworth al catolicismo. En 1608, las dos facciones se enfrentaron. Después de la Dieta Imperial de 1608, tanto los príncipes protestantes como los católicos crearon uniones formales que buscaban alianzas con potencias no alemanas.

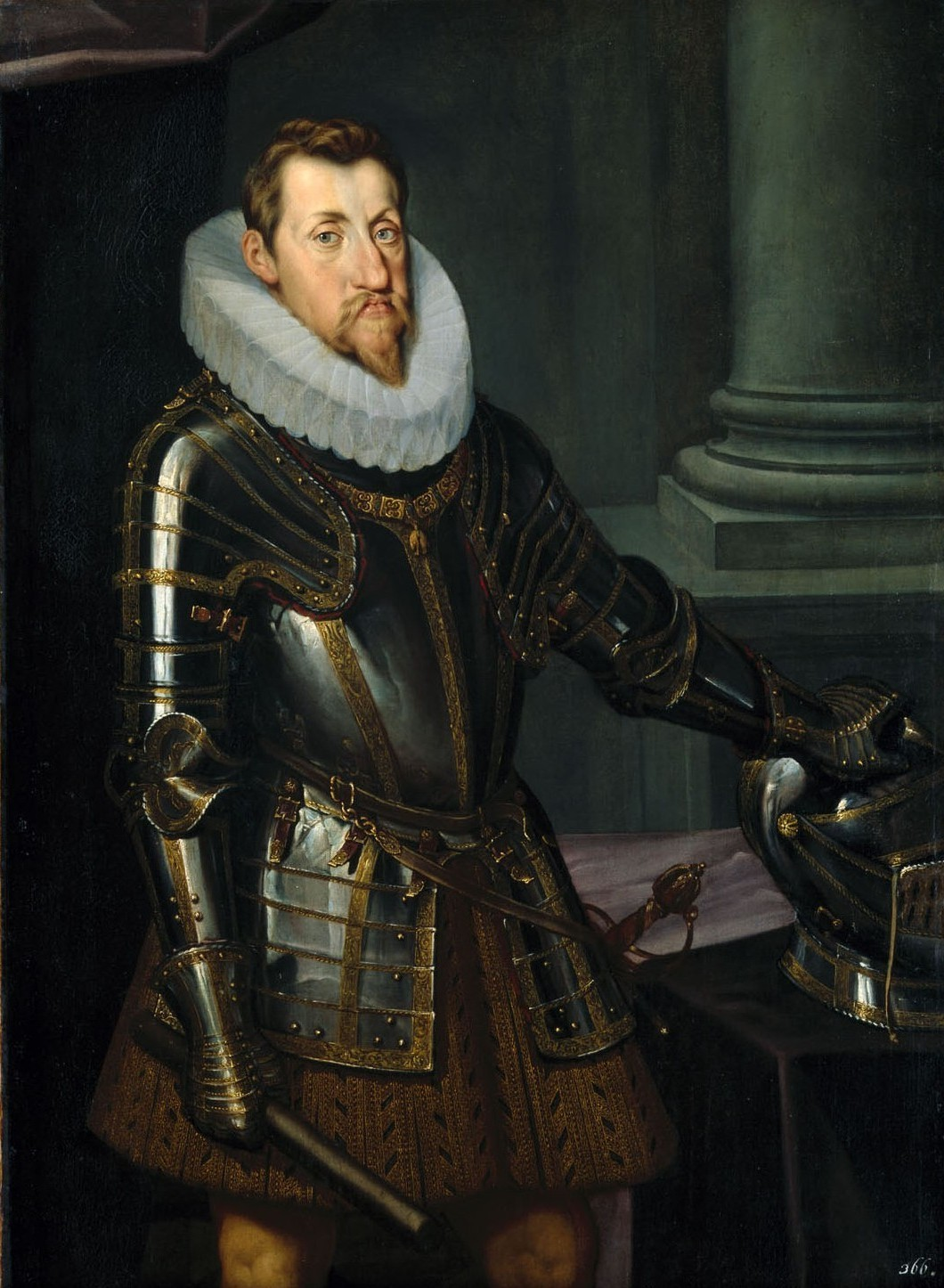
Fernando II, emperador del Sacro Imperio, cuyas acciones provocaron la tercera defenestración de Praga al enviar delegados a dicha ciudad.

Una vez hubo cesado la violencia, en Alemania los calvinistas, cuya religión estaba todavía en sus comienzos y constituían una minoría, se sintieron amenazados y se agruparon en la Liga de la Unión Evangélica (también conocida como Liga Protestante), creada en 1608, bajo el liderazgo de Federico IV del Palatinado, el príncipe elector del Palatinado. Este príncipe tenía en su poder el Palatinado de Renania, uno de los Estados que España deseaba para sí a fin de proteger el camino español. Esto provocó que los católicos también se agrupasen en la Liga Católica, bajo la jefatura del duque Maximiliano I, con apoyo de España y oposición de Gran Bretaña. En simultáneo, Holanda, enemiga de España, cooperó con la Unión Protestante, e inició negociaciones con Francia, enemiga del Sacro Imperio. La Unión protestante, en particular, había firmado tratados con Inglaterra en 1612 y con las Provincias Unidas en 1613. España, Austria y los Países Bajos invadieron repetidamente los Ducados Unidos de Jürich-Klefe-Berg, pero el asesinato de Enrique IV de Francia (ex-protestante y jefe de la Dinastía Borbon) impidio que resultara en una guerra importante. El 24 de octubre de 1610, la Unión Protestante y la Liga Católica se reconciliaron, excluyendo a otros demandantes, y bajo el Tratado de Xanten en 1614, Brandeburgo dividió Klefe-Berg y Pfalz-Neuburg se dividió y heredó Eurich-Berg.
En 1617, ambas ramas de la dinastía de los Habsburgo firmaron un acuerdo secreto, el Tratado de Oñate, que resolvió las diferencias que se habían acumulado entre ellos. Según sus términos, a España se le prometieron tierras en Alsacia y el norte de Italia, lo que haría posible finalmente cerrar a Francia en el anillo de las posesiones españolas y mover libremente las tropas de los Países Bajos a Italia. A cambio, el rey español Felipe III renunció a sus pretensiones a la corona del imperio y accedió a apoyar la candidatura de Fernando de Estiria.
Mientras, el anciano emperador Matias de Habsburgo persuadió a los estados checos para que eligieran a su primo Fernando de Estiria (gobernaba en las tierras de la corona checa como Fernando II). Esto también fue ayudado por Jáchym Ondřej Šlik, quien fue persuadido y finalmente apoyó la coronación de Fernando, aunque originalmente iba a dar un discurso apoyando las opiniones de los estados sobre la elección de reyes al trono checo. Fernando era partidario de una política de recatolización consistente, lo que no tranquilizó a los estados checos, sin embargo, la mayoría de las quejas se presentaron principalmente ante el gobierno del gobernador establecido. Las disputas sobre la competencia de los estados y el gobierno culminaron el 23 de mayo de 1618, cuando dos gobernadores: Vilém Slavata de Chlum y Košumberk, y Jaroslav Bořita de Martinice, junto a su secretario Fabricius, fueron expulsados de las ventanas del Castillo de Praga durante la defenestración de Praga, quienes fueron acusados de tergiversar a los checos en la corte de Viena. El emperador del Sacro Imperio y rey de Bohemia, Matías de Habsburgo, falleció en 1619, pero habiendo testado a favor de su primo hermano, Fernando III de Estiria. Fernando, que al convertirse en rey de Bohemia y emperador del Sacro Imperio había pasado a llamarse Fernando II, era un católico convencido de que había sido educado por los jesuitas y quería restaurar el catolicismo. Por ello, era impopular en Bohemia, la cual era predominantemente calvinista. El rechazo de Bohemia a Fernando fue el detonante de la guerra de los Treinta Años. Para Zúñiga y sus aliados en la corte española, estas acciones amenazaban la supervivencia de la dinastía de los Habsburgo. De los siete electores imperiales, tres ya eran protestantes. Si los bohemios elegían a un protestante como prometieron, los católicos quedarían en minoría y, tarde o temprano, el Sacro Imperio Romano Germánico caería en manos de los protestantes. Ante las protestas de los restantes partidarios de Lerma, Zúñiga convenció al rey de abortar un ataque a Argel y desviar el dinero a Austria junto con 7000 españoles del ejército de Flandes.

Mapa de Europa y la ubicación de algunos de los frentes de combate relevantes durante la guerra de los Treinta Años.

Los Habsburgo alemanes tienen como aliados al papado, su primo Felipe III de España, Maximiliano I de Baviera y su Liga Católica cuyos ejércitos están comandados por el Conde de Tilly. Los electores eclesiásticos (príncipes-arzobispos de Maguncia, Colonia y Tréveris, líderes temporales tanto o más que espirituales) forman parte de la Liga Católica (el arzobispo de Colonia es incluso hermano del propio Maximiliano). Sin embargo, el arzobispo de Trèves hará más tarde, con sus intrigas y su política francófila, que Francia entre en guerra. La estrategia que heredó España de sus predecesores se centró en la alianza con Austria, el control del norte de Italia y la guerra con los holandeses. Envolvería a España en casi todos los frentes de la guerra de los Treinta Años y, finalmente, en una confrontación con Francia por la hegemonía total de Europa.

## Revuelta de Bohemia y Fase palatina (1618-1625)

### Guerra de Bohemia
Para 1618, el anciano y sin hijos emperador Matías estaba a punto de morir. Se esperaba que su sobrino, el devoto católico Fernando de Estiria (que había sido educado por los jesuitas de Ingolstadt), lo sucediera y ya había sido designado rey electo de Bohemia por la Dieta de Bohemia, la mayoría de cuyos miembros eran protestantes.
La elección del católico Fernando II —heredero del trono imperial— como rey de Bohemia había puesto a la nobleza de ese reino, de mayoría protestante, en una situación prácticamente de rebelión. Luego, el 28 de mayo, una disputa a fuego lento durante mucho tiempo sobre la reversión de las propiedades eclesiásticas llevó a los protestantes bohemios a la insurrección.
Además, dado que la dignidad de rey de Bohemia se confería por elección, los bohemios eligieron como su líder a Federico V del Palatinado (sucesor de Federico IV, que había creado la Liga de la Unión Evangélica), a quien le ofrecieron la corona. Cuando Fernando II envió a dos consejeros católicos (Martinitz y Slavata) y sus representantes al castillo de Hradčany, en Praga, en mayo de 1618 para preparar el camino a su llegada, los calvinistas de Bohemia los secuestraron y los arrojaron por una ventana del palacio. Federico era un firme calvinista y ya un elector por derecho propio. También fue yerno de Jaime I de Inglaterra y Escocia. Si sobrevivía, tendría dos votos de siete en el Colegio Electoral.

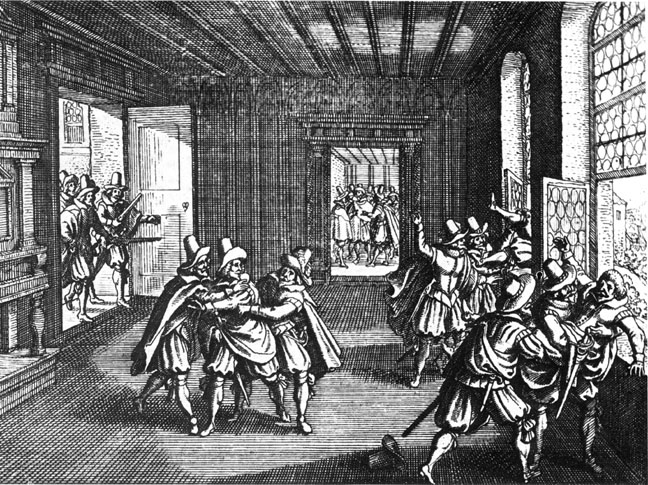
Grabado que representa la defenestración de Praga de 1618. Desde una ventana del castillo de la ciudad fueron arrojados los dignatarios católicos, dando comienzo a la Guerra de los treinta años.

Los dos dignatarios y el escriba que fueron arrojados, cayeron sobre una pila de estiércol y no sufrieron lesiones importantes (al contrario que en la primera defenestración, acontecida 200 años antes y en la que murieron siete concejales). Este evento, conocido como la Tercera Defenestración de Praga, se toma como punto de referencia del comienzo de la rebelión bohemia, aunque la rebelión ya estaba gestándose mucho tiempo antes. El conflicto bohemio se extendió pronto a la totalidad de los Países Checos (Bohemia, Silesia, Lusacia y Moravia), que ya estaban divididos por enfrentamientos entre católicos y protestantes, y establecieron un gobierno provisional. Esta confrontación iba a encontrar muchos ecos en todo el continente europeo, viéndose afectada Francia y Suecia, inter alia. Ante ello, Fernando II quiso tomar el poder en 1619. Ya había impuesto la recatolicización en Estiria, Carintia y Carniola, y ahora también trató de aplicar esta política en la Alta Austria. Sin embargo, los jefes de los estados de Ennsian bajo el calvinista Georg Erasmus von Tschernembl se negaron a seguir y se aliaron con los insurgentes bohemios. En el transcurso del verano, otros tres territorios de los Habsburgo, Lusacia, Silesia y Alta Austria, se unieron a los bohemios y comenzaron la búsqueda de un nuevo rey. La Unión Protestante prometió su apoyo y en mayo de 1619 sus ejércitos sitiaron Viena. Para entonces, Fernando había formado un ejército propio. El sitio protestante de Viena colapsó en junio, pero Moravia y la Baja Austria se unieron a la revuelta. Después de que Fernando fuera elegido nuevo emperador en Frankfurt el 28 de agosto de 1619, viajó de regreso a Viena vía Baviera. En Múnich hizo una alianza (Tratado de Múnich) con el duque bávaro Maximiliano I, quien también fue líder de la Liga Católica. El Emperador lo nombró Comandante en Jefe del ejército de la Liga y le prometió empeñar la Alta Austria a cambio de los costos involucrados. Dado que el cofre de guerra de los Habsburgo estaba vacío debido a las guerras turcas y la rebelión que estalló en Bohemia, el emperador solo podía compensar a la liga de esta manera. Después de que un ejército bohemio al mando de Heinrich Matthias von Thurn fuera rechazado a las puertas de Viena el 26 de noviembre de 1619, Fernando le dio al duque de Baviera la orden el 30 de junio de 1620 de comenzar a reprimir el levantamiento en el país sobre el Enns también.
El emperador, que estaba ocupado en la Guerra Uzkok contra Venecia, se apresuró a formar un ejército para detener a los bohemios y sus aliados, que anegaban completamente su país. El conde de Bucquoy, el comandante del ejército imperial, derrotó a las fuerzas de la Unión Protestante lideradas por el conde Ernesto de Mansfeld en la batalla de Sablat, el 10 de junio de 1619. Esto cortó las comunicaciones del conde de Thurn con Praga, el cual abandonó inmediatamente el sitio de Viena. En julio de 1620, un ejército imperial invadió la Alta Austria, mientras los sajones marchaban hacia Lusacia.
Si la rebelión bohemia se hubiera limitado a un asunto puramente de la Europa central, la guerra de los Treinta años podía haberse concluido en solo treinta meses. Sin embargo, la debilidad tanto de Fernando II como de los propios bohemios llevó a la extensión de la guerra al oeste de Alemania. Fernando se vio obligado a reclamar la ayuda de su sobrino y yerno, el rey Felipe III de España, hijo y sucesor de Felipe II. Por otro lado, en mayo de 1619, los estados de Moravia se unieron a la resistencia checa; este fue el mérito del general conde Thurn del ejército estatal checo, quien provocó el golpe de Estado de la nobleza protestante. Ladislav Velen de Žerotín se convirtió entonces en gobernador de Moravia.
Los rebeldes inicialmente celebraron el éxito. El general de artillería Petr Arnošt Mansfeld mereció una gran victoria cuando logró conquistar Pilsen. El ejército no se detuvo y, bajo el mando del conde Thurn, se acercó a Viena, a la que estuvo a punto de conquistar, pero tuvo que retirarse tras la derrota de las tropas protestantes al mando del conde Mansfeld, que venían del ejército de represalia dirigido por el mariscal de campo, Buquoy, en Záblatí. Tras la victoria en la Batalla de Sablat, los Habsburgo lograron algunos éxitos diplomáticos. Fernando fue apoyado por la Liga Católica, y el Rey de Francia prometió facilitar la elección de Fernando como emperador, usando su influencia sobre uno de los electores indecisos, el Elector de Tréveris. El 24 de julio, el ejército bávaro dirigido por Johann t'Serclaes von Tilly, procedente de la región de Innviertel de Baviera, cruzó la frontera en Haag am Hausruck, conquistó el castillo de Aistersheim, que estaba ocupado por campesinos, y entró en Linz el 4 de agosto. Tschernembl (calvinista austríaco) luego huyó a Bohemia para unirse a los insurgentes. Bohemia, Lusacia, Silesia y Moravia se negaron a reconocer a Fernando como su rey el 19 de agosto. Federico V fue elegido rey de Bohemia el 26 de agosto, y dos días después en Frankfurt, donde aún no habían llegado noticias de Bohemia, Fernando fue elegido emperador.

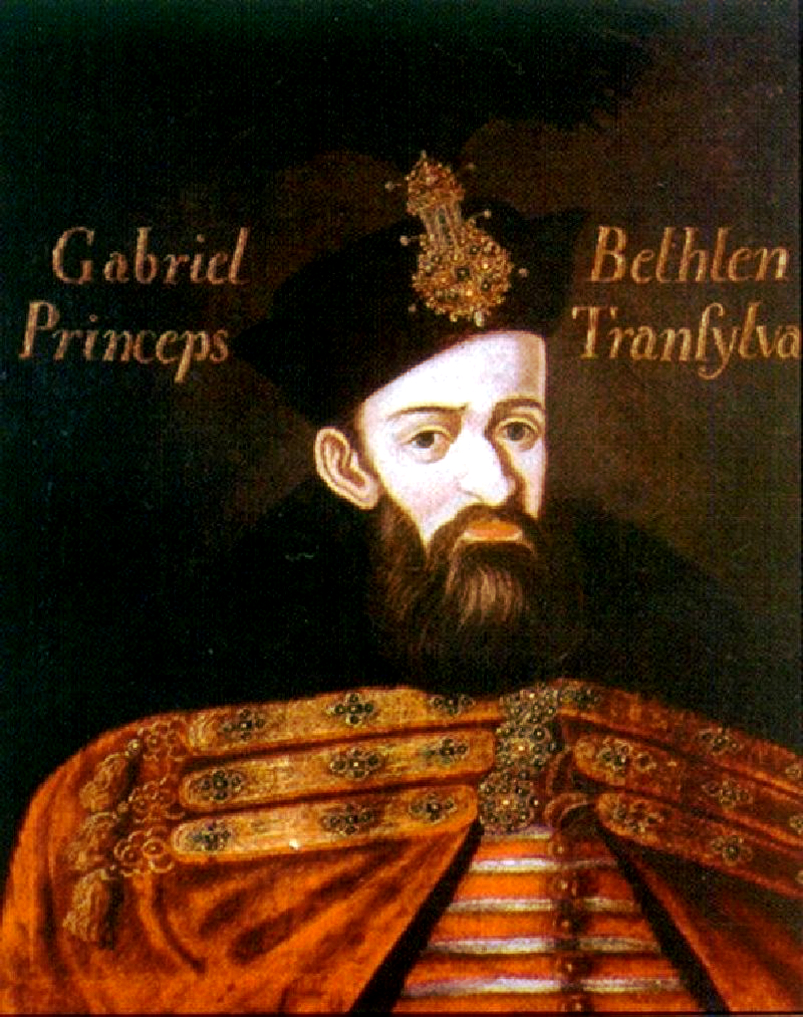
El Conde húngaro Gabriel Bethlen, Príncipe de Transilvania.

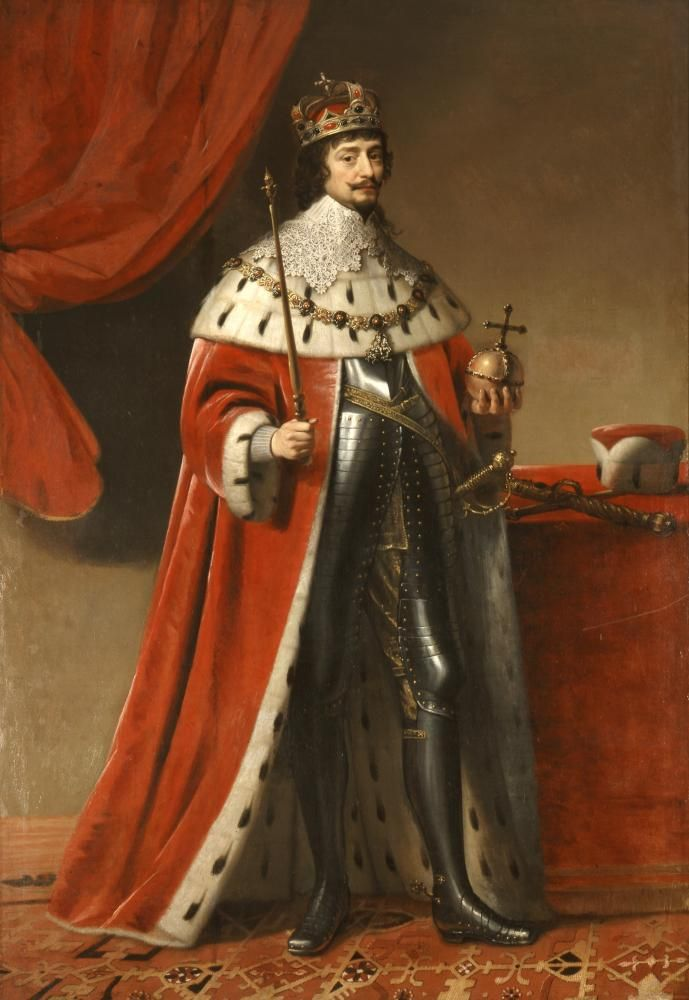
Federico V, Elector del Palatinado y Rey de Bohemia

Los bohemios, desesperados por encontrar aliados frente al emperador, solicitaron ser admitidos en la Unión Protestante, liderada por el calvinista Federico V del Palatinado. Los bohemios acordaron que el Elector Palatino podría convertirse en rey de Bohemia si les permitía adherirse a la Unión y así quedar bajo su protección. Sin embargo, otros miembros de los Estados bohemios hicieron ofertas similares al duque Carlos Manuel I de Saboya, al Elector Juan Jorge I de Sajonia y al húngaro Gabriel Bethlen, soberano del Principado de Transilvania. Los austriacos, que parecían haber interceptado todas las cartas que salían de Praga, hicieron públicas estas duplicidades y desentrañaron gran parte de este apoyo a los bohemios, particularmente en la corte de Sajonia. Lo que fue una rebelión local, debido a la debilidad de Fernando II y Federico V, se convirtió en una guerra que se extendió mucho más allá de las fronteras de Bohemia.
En el otoño de 1619, la política española se movió decisivamente hacia la guerra abierta. La perspectiva de un Sacro Imperio Romano Germánico dominado por calvinistas y aliado con los holandeses era intolerable. Oñate, el embajador español en Viena, ayudó a Fernando a reactivar la Liga Católica del imperio ofreciendo el Alto Palatinado a Maximiliano de Baviera si Federico era derrotado. James de Inglaterra, influenciado en parte por la diplomacia española, se negó a apoyar a su yerno, y los agentes españoles en la corte turca convencieron al sultán de que abandonara su apoyo a Bethlen Gabor, la gobernante calvinista de Transilvania que había conquistado la Hungría de los Habsburgo en noviembre. Para la primavera siguiente, el apoyo de Federico en la Unión Protestante había disminuido cuando los príncipes luteranos retiraron su apoyo. Empezaban a temer más a los calvinistas que a los católicos.
La rebelión fue inicialmente favorable a los bohemios. Gran parte de la Alta Austria, cuya nobleza era luterana y calvinista, se les unió (sin embargo, las simpatías religiosas de esta zona cambiarían en los siguientes años). La zona meridional de Austria se rebeló durante el año 1619. El conde de Thurn llegó a llevar un ejército hasta los mismos muros de Viena, antes de ser derrotado en la batalla de Záblatí por Karel Bonaventura Buquoy. En el este, el Príncipe protestante de Transilvania, Gabriel Bethlen, condujo una inspirada campaña en el interior de Hungría (donde se le unió gran parte de la nobleza), con las bendiciones del sultán turco Osman II, en agosto de 1619, rebelando al pueblo húngaro contra los Habsburgo. Fernando II se había convertido en 1618 en rey de Hungría e intentó implementar en sus territorios húngaros las mismas medidas que había aplicado en Bohemia contra los protestantes. Sintiéndose agraviados, los húngaros de Transilvania declararon la guerra contra Fernando aprovechando como excusa el asunto religioso, pues los príncipes transilvanos tenían como objetivo desde hacía décadas liberar a Hungría del control de los Habsburgo y reunificar el reino. Así, los protestantes apelaron inclusive a la ayuda musulmana del imperio otomano en muchas ocasiones (pues Gabriel Bethlen solicitó un protectorado de Osman II), quien también deseaba ver al Sacro Imperio Romano Germánico de rodillas.
Con ello, el imperio otomano, por medio de Transilvania, se convirtió en el único aliado oficial, con estatus de gran potencia, para Bohemia, después de que se sacudieron del dominio de los Habsburgo y habían elegido a Federico V como rey protestante, Heinrich Bitter visitó Estambul en enero de 1620 y Mehmet Aga visitó Praga en julio de 1620. La caballería otomana le dio a Federico V unos 60.000 jinetes, y con un ejército de 400.000 planeó invadir Polonia (aliado de los católicos), todo a cambio de un tributo anual al sultán. Esta negociación desató la guerra polaco-otomana, que estalló entre 1620 y 1621. En 1620, la 'Guerra de los magnates de Moldavia' estaba llegando a su fin, y el archiduque de Moldavia, Kaspar Graziani, intentó romper con el dominio otomano y se alió con la Mancomunidad polaco-lituana, creyendo que era mejor ser gobernado por Polonia que por los turcos, este movimiento llevó a los otomanos a enviar tropas a Moldavia, y el rey Segismundo III de Polonia también envió tropas de apoyo, lo que finalmente condujo a la guerra polaco-otomana. El Imperio Otomano invadió la Mancomunidad polaco-lituana, que apoyó a los Habsburgo durante la Guerra de los 30 Años, de septiembre a octubre de 1620. Derrotado los polacos en la Batalla de Chechora en octubre, en la que también cayó el famoso comandante polaco Stanislav Zolkiewski. Durante el invierno, se detuvieron las hostilidades, pero continuaron en 1621. Sin embargo, el Imperio Otomano no pudo intervenir cuando los bohemios fueron derrotados en noviembre de 1620. En 1621, el ejército polaco se reorganizó y derrotó al Imperio Otomano en la Batalla de Chocim, restableciendo la guerra entre ambos países lejos de Alemania y que terminaría en un statu quo. Tras ello, los embajadores Habsburgo persuadieron a los otomanos para que evitaran la participación directa, ayudados por el estallido de las hostilidades con Polonia en 1620, seguido de la guerra de 1623-1639 con Persia.
El rey de Francia Luis XIII desea ayudar al emperador. A pesar de la rivalidad de las dos familias, tienen en común el ideal monárquico, el deseo de consolidar el catolicismo frente a los protestantes y los turcos, siempre amenazantes en el este. Francia ofrece su mediación. Francia creía que Federico no podría conservar Bohemia, y temía que la Unión Evangélica, exhausta por la guerra, no pudiera resistir a las tropas españolas en la frontera francesa si el emperador o el rey de España utilizaban la guerra. en Bohemia como excusa para apoderarse de la propiedad de Federico: el Rin Palatinado. En este sentido, contribuyó activamente a la conclusión de un pacto de no agresión. Finalmente, el 3 de julio de 1620, los representantes de la Unión Evangélica y la Liga Católica firmaron el Tratado de Ulm por una tregua entre católicos y luteranos.
La derrota de los protestantes bohemios en Sablat también costó a los protestantes un importante aliado, Saboya, que había sido durante mucho tiempo un oponente a la expansión de los Habsburgo y había enviado ya considerables sumas de dinero y tropas irregulares a las guarniciones de las fortalezas de Renania. La captura de la cancillería de campo de Mansfeld desenmascaró el complot de los sardos y forzó al avergonzado duque a abandonar la guerra a cambio de la cesión de Lusacia. Aunque volverían intervenir después de que los franceses y suecos entraran en guerra. Además, el elector de Sajonia se puso del lado de los Habsburgo; su suegro Jaime I, rey de Inglaterra, negó su ayuda militar; la misma Unión Evangélica fundada por el padre de Federico se negó con el tratado de Ulm a apoyar al Rey de Bohemia. Las pocas ayudas vinieron de las Provincias Unidas, que envió pequeños contingentes y prometió una modesta ayuda económica, y del Príncipe de Transilvania con soporte otomano. La causa de Frederick V, sin embargo, fue vista como análoga a la de Elizabeth Stuart, y esto le garantizó un flujo de decenas de miles de voluntarios a su favor.
A pesar de la derrota de Sablat, el ejército del conde de Thurn continuó existiendo como fuerza efectiva, y Mansfeld consiguió reformar su ejército más al norte, en Bohemia. Los estados de Austria septentrional y meridional, todavía en rebelión, firmaron una alianza con los bohemios a comienzos de agosto, y el día 22 Fernando fue depuesto oficialmente como rey de Bohemia y sustituido por el Elector Palatino Federico V. En Hungría, incluso a pesar de que los bohemios habían rechazado la oferta de su corona, los transilvanos continuaron haciendo progresos sorprendentes, obligando a los ejércitos del emperador a retirarse de ese país en 1620.
Los españoles enviaron un ejército desde Bruselas bajo las órdenes de Ambrosio Spinola para dar apoyo al emperador, y el embajador español en Viena, don Íñigo Oñate, convenció a la Sajonia protestante para intervenir contra Bohemia a cambio de ofrecerles el control sobre Lusacia. Los sajones invadieron, y el ejército español en el oeste evitó que las fuerzas de la Unión Protestante pudieran prestar auxilio. Oñate conspiró para transferir el título electoral del Palatinado al duque de Baviera a cambio de su apoyo a la Liga Católica.
El rey Segismundo III de Polonia envía a ayudar a las tropas católicas. Lisowczyk: soldados de tipo cosaco que saquearon todo lo que se les ocurrió cuando invadieron Moravia. Solo la ciudad de Holešov se salvó gracias a la intervención del sacerdote Jan Sarkander, quien, según algunas "invitaciones" de los encargados de prensa, participó. El ejército checo se retiró a Praga.

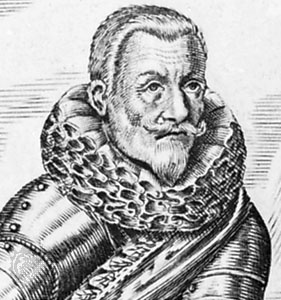
Johan Tzerclaes, conde de Tilly, general de los ejércitos imperial y bávaro.

En este momento, estalló la 'Guerra Valtelina' (1620-1639) en los Grisones suizos, que va desde Milán hasta los Alpes y el Tirol, camino más corto que conectaba Austria y la Italia española, razón por lo que los Habsburgo querían controlarla. Los católicos de Valtelina, bajo el liderazgo del caballero Giacomo Robustelli, levantaron un levantamiento el 19 de mayo (la masacre de Veltlin), con el objetivo de limpiar el valle montañoso de protestantes. Gracias al éxito de los rebeldes, las tropas de los católicos españoles obtuvieron acceso a Valtellina, y con ello la capacidad de transportar libremente tropas y material desde el norte de Italia a Austria. Francia y Venecia se opusieron a los Habsburgo, y España ocupó Valtelina en 1620, cuando surgió una disputa de facciones en torno a Georg Jenatch. Luego fue ocupada por Francia en 1624.
Después de la conquista de Bohemia, la guerra se extendió a territorios mucho más amplios, ya que todos los principados alemanes y casi todos los países vecinos se unieron (o fueron atraídos): España-Portugal, Francia, Suiza, Saboya, los Países Bajos, Inglaterra-Escocia, la Mancomunidad Polaco-Lituana, Dinamarca-Noruega, Suecia, Transilvania, Moldavia, Valaquia, el Imperio Otomano y hasta el Zarato Ruso, preocupados por sus propios intereses, entraron a la guerra en diferentes momentos y con distintos grados de compromiso.
Varias unidades mercenarias, pagadas por las partes beligerantes, participaron en las hostilidades a gran escala. Incluyeron, entre otros las tropas polacas a caballo de Lisowczyk, que lucharon en los años 1619-1620 en el territorio de Hungría, y luego en las tierras del Imperio (República Checa) y en los países del Reich (Renania). Bajo el mando de Walenty Rogowski, derrotaron a las fuerzas translivanas lideradas por George I Rákóczi en la Batalla de Zavada y en la Batalla de Humienne en noviembre de ese año, lo que obligó a Gábor Bethlen el 4 de diciembre a retirarse del sitio de Viena y regresar al país en peligro. La batalla de Humenné fue una parte importante de la guerra ya que la intervención polaca salvó a Viena, la capital del Sacro Imperio Romano Germánico, del asedio de Transilvania con apoyo otomano. Es por eso que algunas fuentes polacas lo llaman el primer alivio de Viena, el segundo es la famosa Batalla de Viena en 1683. Después de la victoria, se dedicaron a su pasatiempo tradicional, saqueando las tierras cercanas, matando incluso a niños y perros, como recuerdan las crónicas contemporáneas. Fue entonces cuando se ganaron su nuevo sobrenombre: Jinetes del Apocalipsis. En ese momento la Lisowczycy se dividió: una parte, con Rogowski, decidió volver a Polonia, saqueando los altiplanos húngaros (Magyar Felvidék, desde 1920 es llamado Eslovaquia) en su camino. Otros, bajo el mando de Jarosz Kleczkowski, permanecieron al servicio del emperador durante unos años más. Después de la muerte de Kleczkowski (4 de marzo de 1620) en la Batalla de Krems, Stanisław Rusinowski se convirtió en el nuevo comandante de la Lisowczycy.Bajo Rusinowski, la Lisowczycy tomó parte en la batalla de la Montaña Blanca (8 de noviembre) en la que capturaron veinte estandartes. El 7 de mayo de 1621, el Emperador les pagó sus salarios y los liberó de servicio, debido a las numerosas quejas por su comportamiento. Algunos de los Lisowczyks volvieron a Polonia, otros se fueron a servir a Maximiliano I, Elector de Baviera.

Batalla de la Montaña Blanca

Bajo el mando del general Tilly, el ejército de la Liga Católica, que incluía a René Descartes en sus filas, pacificó la Austria Alta, mientras que las fuerzas del emperador pacificaban la Austria meridional. Una vez unidos los dos ejércitos, se desplazaron hacia el norte, dentro de Bohemia. A pesar de la posición relativamente buena del Ejército de los Estados en comparación con la invasión del Ejército Imperial en uno de los primeros enfrentamientos. Fernando II derrotó decisivamente a Federico V en la batalla de la Montaña Blanca (en checo: Bílá Hora) cerca de Praga, en 1620, las Fuerzas de los Estados protestantes fueron derrotadas después de una o dos horas de lucha. Cuando esta noticia llegó a manos de Federico V, quien se encontraba actualmente en Praga, huyó del Reino Checo a Silesia sin ningún esfuerzo por defender la ciudad, y más tarde, cuando supo que Thurn quería rendirse al emperador, abandonó las tierras de la corona checa definitivamente en diciembre de 1620, esta primera rebelión, que fue apoyada principalmente por la nobleza y la burguesía, fue sofocada por los estamentos mayoritariamente protestantes. Los rebeldes bohemios, sometidos por España y la antigua federación religiosa, fueron ejecutados, y posteriormente Bohemia emprendió una política católica. Bohemia permanecería en manos de los Habsburgo durante casi 300 años. La nueva ordenanza territorial de 1627 convirtió a Bohemia en dependiente de los Habsburgo. Esta derrota provocó la disolución de la Liga de la Unión Evangélica y la confiscación de las posesiones de Federico V. El Palatinado renano fue entregado a nobles católicos, mientras que el título de Elector Palatino se le dio a su primo lejano, el duque Maximiliano I. Federico V, aunque ya sin territorios, se convirtió en un exiliado prominente en el extranjero, granjeándose simpatías y apoyo a su causa en las Provincias Unidas, Dinamarca y Suecia. Como resultado, muchos aristócratas y protestantes bohemios se exiliaron por toda Europa.
Se trató de un golpe serio a las ambiciones protestantes en la región. La rebelión literalmente se hundió, y las amplias confiscaciones patrimoniales y supresiones de títulos nobiliarios bohemios preexistentes aseguraron que el país regresaría a la fe católica después de más de dos siglos de disidencias religiosas, que habían comenzado con la guerra husita. El 6 de marzo de 1621, el emperador anunció la promesa de Baviera a los estados provinciales de Linz y presentó a Adam von Herberstorff como nuevo gobernador. En los cuatro años que siguieron, pudo pacificar el país e incluso ganarse cierta confianza entre la población, aunque la Guerra en curso les impuso una pesada carga.
La primera fase de la guerra terminó completamente cuando Gabriel Bethlen de Transilvania firmó un tratado de paz con el emperador en diciembre de 1621, ganando algunos territorios en Hungría oriental. En el exilicio checo, en Alemania, Jan Jiří Krnovský, Jiří Fridrich Bádensko-Durlašský y Kristián Brunšvický defendieron los intereses de Federico. 

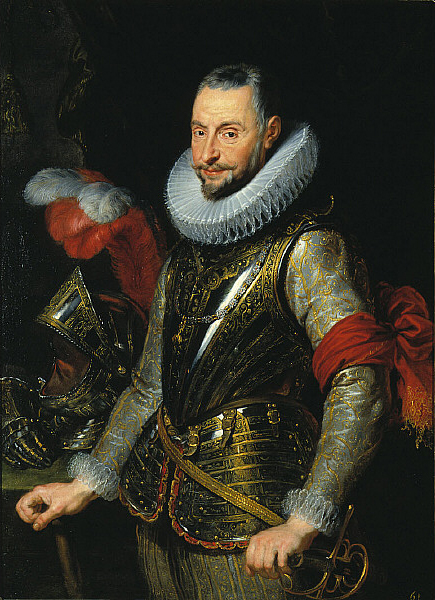
Ambrosio Spínola Doria, aristócrata genovés al servicio de la Monarquía Hispánica como capitán general de Flandes durante la Guerra de los 80 Años.

Los españoles, tratando de flanquear a los holandeses, en preparación para la inminente guerra provocada por el fin de la tregua tras la guerra de los Ochenta Años, tomaron las tierras de Federico, el Palatinado de Renania. En el verano de 1620, el general español Ambrosio Spinola, procedente de Flandes, conquistó el Palatinado en la margen izquierda del Rin tras la Toma de Oppenheim, Spinola avanzó hacia Jülich y lo conquistó, pero se retiró de nuevo a Flandes en la primavera de 1621. Una guarnición de 11.000 efectivos permaneció en el Palatinado. La ciudad de Oppenheim estaría en poder español hasta su toma por las tropas suecas en junio de 1631.
Los restantes comandantes del ejército protestante, Christian von Braunschweig-Wolfenbüttel, y Ernst von Mansfeld, así como el margrave Georg Friedrich von Baden-Durlach, se trasladaron al Palatinado desde diferentes direcciones en la primavera de 1622. La República Holandesa proporcionó asilo y asistencia financiera a Federico V, cuya tregua con los españoles expiró el 9 de abril de 1621. Poco después se redactó un acuerdo el 12 de abril de 1621, en virtud del cual se disolvió la Unión protestante. En el otoño del mismo año, Mansfeld se dirigió al Rin desde Bohemia. Los protestantes recibieron pequeños refuerzos en la persona del duque de Brunswick Christian con un ejército de 10.000 y el margrave Georg Friedrich de Baden-Durlach, que reclutó un ejército de 11.000. Así, en la primavera de 1622, tres ejércitos estaban listos para luchar contra el emperador: Mansfeld en Alsacia, Christian de Braunschweig en Westfalia y Georg Friedrich en Baden. El 22 de abril, Federico se mudó en secreto de La Haya a la ubicación de las tropas de Mansfeld, lo que le obligó a interrumpir urgentemente las negociaciones con el enemigo sobre el costo de su salida de Frederick.

### Guerra del Palatinado
Algunos historiadores consideran el periodo entre 1621-1625 como una fase separada de la guerra de los Treinta años, denominándola la Fase del Palatinado. La catastrófica derrota del ejército protestante en la Montaña Blanca y la partida de Gabriel Bethlen significaron la pacificación del este de Alemania. La guerra en el oeste, concentrada en la ocupación del Palatinado, consistió en batallas mucho más pequeñas que las que vieron las campañas bohemia y húngara y con un uso mucho mayor del asedio. El 27 de abril de 1622, Mansfeld derrotó a Tilly en la Batalla de Mingolsheim, impidiéndole unirse al ejército del general español Gonzalo Fernández de Córdoba, que venía de los Países Bajos. En los meses que siguieron, sin embargo, sufrieron fuertes derrotas porque, aunque superaron en número a los leales imperiales, no lograron unirse. Las tropas de Baden fueron derrotadas en la Batalla de Wimpfen (6 de mayo de 1622). Mientras Mansfeld esperaba el acercamiento de las tropas del Margrave de Baden, Tilly y Córdoba se unieron y el 6 de mayo de 1622, mientras intentaban forzar el Neckar en Wimpfen, derrotaron a Georg Friedrich. Después de esto, Mansfeld y Tilly se trasladaron al norte hacia el Main; uno está tratando de vincularse con el ejército de Christian de Brunswic (conocido como el "loco Halberstadter"), el otro está tratando de evitarlo. Al cruzar el Main en Hoechst. Los protestantes, luchando contra las tropas combinadas de Tilly y Córdoba, perdieron unas 2.000 personas, 3 cañones y casi todo el tren, pero retuvieron la caballería y los tesoros saqueados en el camino de la Batalla de Höchst, que supuestamente iban para pagar el ejército mercenario de Mansfeld. El comportamiento de los mercenarios, que devastaron las antaño ricas provincias, saquearon y quemaron todo a su paso, sin importar si pertenecía a católicos o protestantes, pelearon a Frederick con Mansfeld. Christian von Braunschweig-Wolfenbüttel luego entró al servicio neerlandés con Ernst von Mansfeld, a donde fueron los dos ejércitos.

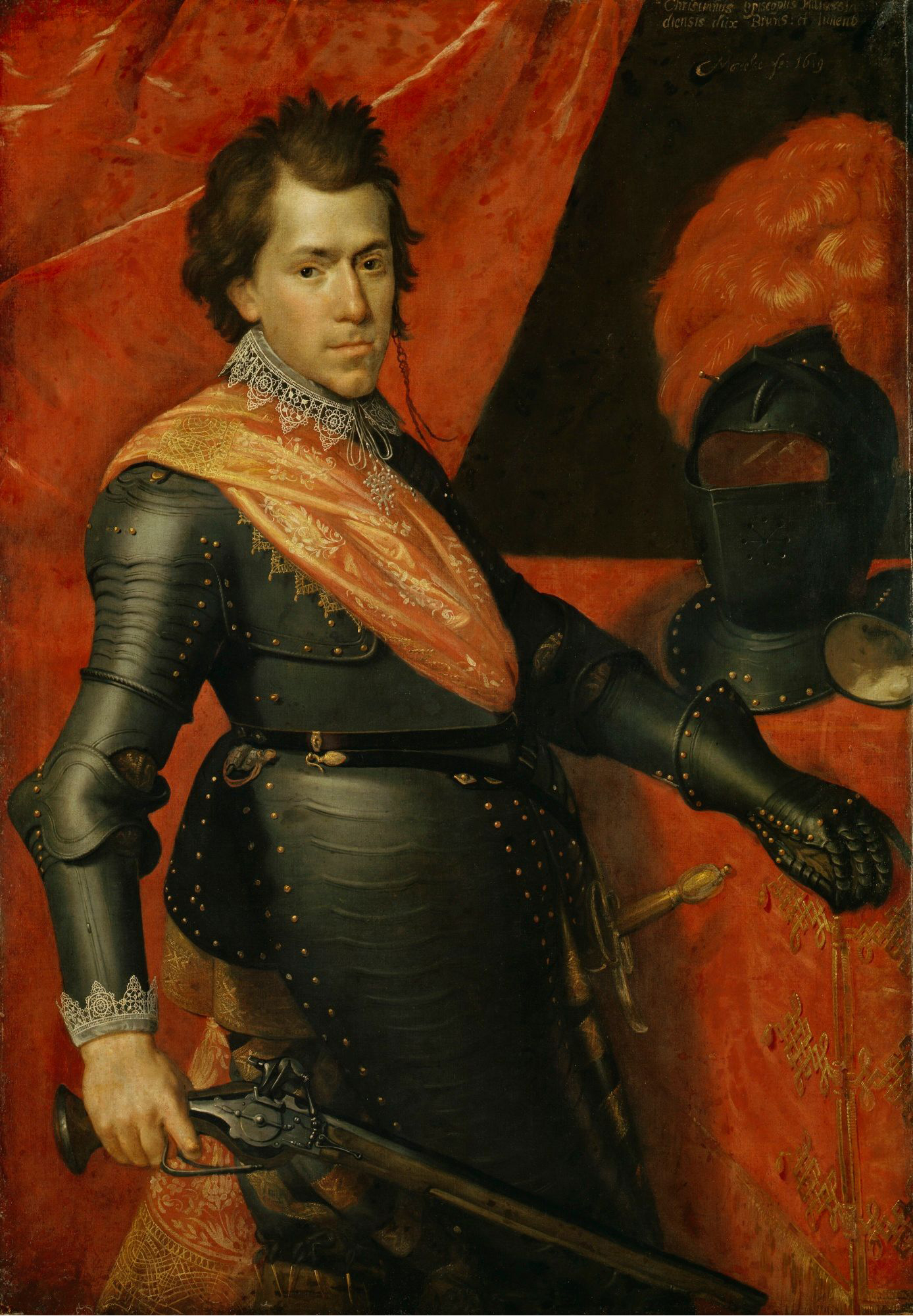
Duque Cristián de Brunswick, líder militar protestante alemán con la reputación de ser un peligroso fanático religioso

Este último también se puso al servicio de los holandeses, se unió a Christian y se trasladó en ayuda de los Países Bajos, en la marcha se encontraron con un ejército español, donde Spinola sitió la fortaleza clave de Bergen op Zom en el verano de 1622. El conde-duque de Olivares reconstruyó la flota española, que lamentablemente había sido descuidada bajo Felipe III, y estableció un escuadrón de 70 barcos en Dunkerque para interrumpir el comercio del Canal de la Mancha. Luego trabajó con las fuerzas imperiales para asegurar una base española en el Mar Báltico y puso al ejército de Flandes para asegurar las rutas marítimas interiores entre Holanda y Alemania, todo sin sacrificar los ejércitos españoles en Italia. El 29 de agosto, cerca de Fleurus, fueron derrotados en la Batalla de Fleurus, donde los españoles al mando de Gonzalo de Córdoba los interceptaron y destrozaron al ejército protestante, que emprendieron la huida y lograron llegar a Breda con únicamente 3500 caballeros de los 14 000 soldados que iniciaron la batalla. Christian perdió un brazo en la batalla, y el Tercio español de Francisco de Ibarra, que murió en combate, de los 1000 españoles iniciales quedaron únicamente 600 al ser completamente rodeados por el enemigo. Salvados in extremis por una gran maniobra de Gonzalo, defendió al Tercio poniendo carros con sus propias pertenencias y dinero para bloquear la brecha generada en el ataque protestante, siendo desvalijadas sus posesiones por los protestantes, más preocupados de llevarse el botín que del combate en sí. Del bando católico fallecieron 1.200 de los 6.000 que participaron en la batalla, entre ellos una gran cantidad de capitanes y generales de renombre, soldados viejos y experimentados de los Tercios españoles. De esta manera, en apenas 2 meses Córdoba había derrotado a los protestantes en 3 batallas distintas, condenando el futuro del Palatino, de Mansfeld y de Christian.Desde el verano de 1622, el Palatinado en la margen derecha del Rin fue ocupado por tropas de la liga católica. Poco después, Tilly y Córdoba continuaron capturando el Palatinado. Sus capitales, Mannheim y Heidelberg, cayeron el 19 de septiembre y el 5 de noviembre de 1622, respectivamente, y Frankenthal en 1623 por manos españolas y defendida por una pequeña guarnición inglesa. Con ello el Palatinado cayó en manos del emperador. El único país que Fernando no pudo reprimir fue Transilvania: en la paz de Nikolsburg, Bethlen reafirmó los privilegios de las órdenes de Transilvania y también evitó la contrarreforma. La adquisición del Palatinado electoral de los duques de Baviera fue contraria a la Bula de oro, lo que provocó la ira de los príncipes. Después de la invasión del Palatinado, Tilly atacó al obispo Halberstadt, expandiendo el frente hacia el norte de Alemania.
El 10 de enero de 1623, se inauguró un congreso de delegados imperiales en Ratisbona, en el que Fernando anunció la transferencia del elector del Palatinado de Federico a Maximiliano I de Baviera el 23 de febrero de 1623. Esta decisión, contraria a la constitución alemana y al juramento hecho por Fernando en la coronación y que no permitía la distribución de tierras alemanas sin el consentimiento del Reichstag, fue recibida negativamente por casi todos los príncipes imperiales, excepto el Elector de Colonia, hermano de Maximiliano. Los electores protestantes de Sajonia y Brandeburgo también temían una mayor presión católica. Elector de Brandeburgo, a quien el rey polaco cedió como feudo el dominio de Prusia, se sintió obligada a los Habsburgo. España, temiendo el fortalecimiento de Baviera, propuso una opción que preveía la abdicación de Federico en favor de su hijo, que tendría que criarse en Viena y luego contraer matrimonio dinástico con una de las hijas del emperador. Esta decisión fue apoyada por el rey y el papa ingleses, que temían un mayor fortalecimiento de los Habsburgo. Como resultado, el 23 de febrero de 1623, Federico fue depuesto y el 25 de febrero todos sus títulos fueron transferidos a Maximiliano.
El ejército de Christian Braunschweig en este momento invadió la región de Baja Sajonia y las tropas de Mansfeld se fortificaron en Münster. El resto del ejército protestante, guiado por Mansfeld, hizo un intento de alcanzar la frontera neerlandesa. Tilly lo flanqueó en Stadtlohn el 6 de agosto de 1623, y solo un tercio del ejército de 21.000 hombres de Mansfeld consiguió escapar de la batalla. Sin suministros, ni recursos humanos, ni financiación, el ejército de Mansfeld se dispersó en 1624, sus diezmadas tropas ya no eran un oponente serio para los imperialistas. Por odio a España, Maximiliano prohibió a Tilly perseguir al ejército derrotado que se retiraba a las Provincias Unidas, para no debilitar a este eterno enemigo de España. Tres semanas después de Stadtlon, Federico, por mediación del rey de Inglaterra, firmó un armisticio con el emperador. El 27 de agosto de 1623, Georg Friedrich también concluyó un tratado de paz con Ferdinand. Cabe resaltar que este hecho fue prácticamente decisivo para el transcurso de la guerra. Tras esta catástrofe, Federico V, ya exiliado en La Haya y bajo la creciente presión de su suegro, Jaime I de Inglaterra, para que pusiera fin a su implicación en la guerra, se vio obligado a abandonar cualquier esperanza de emprender nuevas campañas. La rebelión protestante había sido aplastada. Francia ve con pesar el desequilibrio que se establece a favor del partido de los Habsburgo.
Esta transferencia de una dignidad electoral protestante a un duque católico y la expansión territorial de Baviera supusieron un cambio de gran alcance en la estructura de poder del imperio a favor de los católicos y sentaron así las bases para la escalada del conflicto. Inmediatamente después de la toma de posesión de Maximiliano I en Ratisbona, la Infanta de España, Isabel Clara Eugenia, en Bruselas dictó sentencia a Felipe IV de España, cuyos enviados habían intentado en vano posponer el nombramiento de Maximiliano como elector por temor a las consecuencias de este acto por el que "[e]l emperador [...] se involucró en nuevas y peligrosas batallas". Su evaluación resultaría ser correcta.

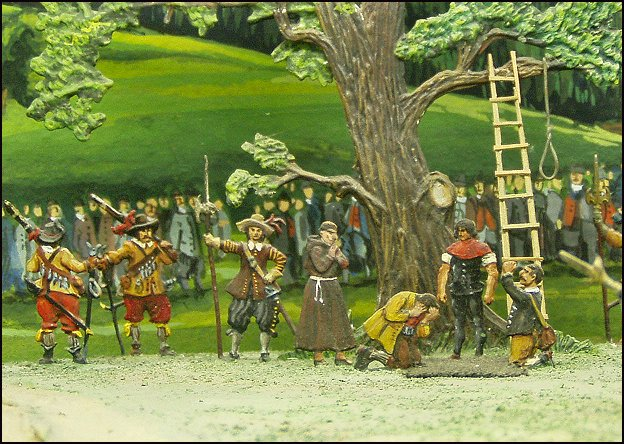
Frankenburger Würfelspiel: dos hombres se ven obligados a jugar por su vida, tirando los dados

Sin embargo, en 1624, el emperador Fernando II vio la situación tan estable que envió una comisión de contrarreforma al país de Alta Austria. A partir de octubre de este año, todos los predicadores no católicos tuvieron que irse y los maestros de escuela abandonaron el país. En mayo de 1625, el sacerdote protestante de la parroquia de Frankenburg am Hausruck fue reemplazado por un sacerdote católico enviado desde Baviera. Sin embargo, dado que los puestos pastorales que quedaron vacantes como resultado no podían ser ocupados por pastores locales, se trajeron sacerdotes italianos de la parte italiana del Tirol. Sin embargo, la mayoría de ellos no hablaba alemán y no podía celebrar la misa en el idioma nacional, como la población estaba acostumbrada antes. Esto condujo a los primeros disturbios en enero de 1625. En Natternbach, el deán Blasius de Livo y el sacerdote italiano que él nombró fueron apedreados y ahuyentados por unos cientos de granjeros. Esto inicialmente no tuvo consecuencias. Pero cuando sucedió algo similar en Frankenburg am Hausruck en mayo de 1625, Herberstorff quiso dar ejemplo. Allí, también, el pastor protestante había sido expulsado previamente, lo que provocó un levantamiento de los agricultores y ciudadanos. El castillo de Frankenburg fue sitiado y el nuevo pastor fue ahuyentado. Pero después de tres días, los rebeldes cedieron a la oferta de clemencia del gobernador bávaro: se produjo el infame juego de dados de Frankenburg, en el que Adam von Herberstorff, el mayordomo bávaro de la Alta Austria, llamó a todos los hombres de la región a Haushamerfeld, cerca de Frankenburg, para celebrar las audiencias. Los 36 hombres que habían encabezado la revuelta estaban entre los 5.000 reunidos. El tribunal condenó a los hombres a muerte, pero dejó en libertad a la mitad de ellos. Dos hombres darían un paso adelante, y uno colgaría mientras el otro se iría. Una tirada de dados determinó su destino en el que se ahorcó a 17 presuntos cabecillas. El gobernador bávaro pensó que había disuadido a la población de más levantamientos anticatolicos.
Así, el primer período de la guerra terminó con una contundente victoria de los Habsburgo. El levantamiento de los protestantes de la República Checa se ahogó, Baviera recibió el Alto Palatinado y España capturó el Kurpfalz, asegurando un punto de apoyo para otra guerra con los Países Bajos. Esto sirvió de impulso para una cohesión más estrecha de la coalición anti-Habsburgo. Pues, sin territorio ni título, Federico comenzó a viajar y persuadir a los países protestantes para que lucharan por su causa, primero Holanda, que luchó contra los españoles en la guerra de los Ochenta Años, luego Dinamarca y Suecia. Esto puso fin a parte de la guerra, que tuvo lugar solo dentro del Sacro Imperio con la ayuda de España. Sin embargo, el conflicto regional se extendió muy rápidamente.

## Intervención danesa y neerlandesa (1625-1629)

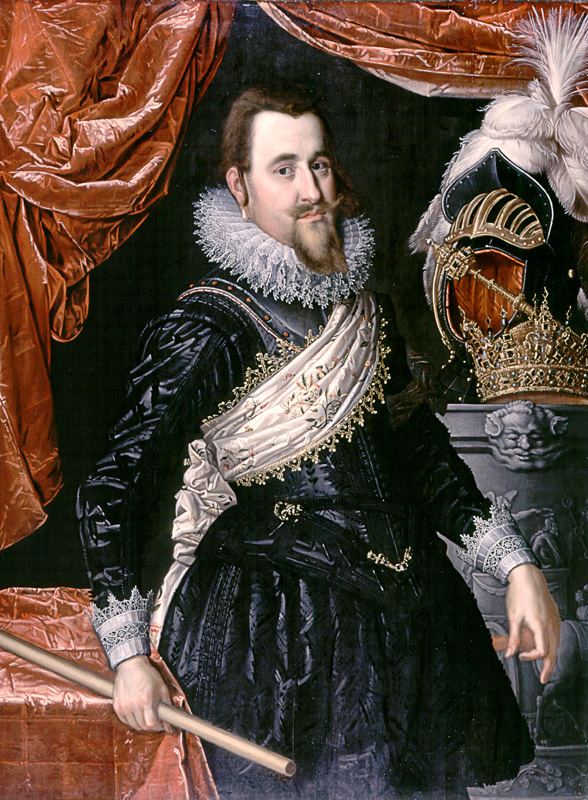
Cristián IV de Dinamarca y Noruega, líder de la etapa danesa de la guerra

El periodo danés comenzó cuando el rey Cristian IV de Dinamarca-Noruega (1577-1648), un luterano convencido (que también gobernó como duque de Holstein, un ducado dentro del SIRG), temiendo que la soberanía como nación protestante fuese amenazada, principalmente porque tenía lazos familiares como duque de Holstein, por lo que ayudó a los alemanes de los principados vecinos, de lo que ahora es Baja Sajonia, encabezando un ejército contra el Sacro Imperio. Cristián IV había sacado abundante provecho de sus políticas en el norte de Alemania (Hamburgo había sido forzada a aceptar el protectorado danés en 1621, y en 1623 el heredero de Dinamarca fue nombrado obispo de Bremen-Verden). Cristián IV se había desenvuelto francamente bien como administrador y había conseguido para su reino un nivel de estabilidad y riqueza que no había sido igualado en ninguna parte de Europa. Se había beneficiado también de las aportaciones económicas de las aduanas en el Skagerrak y de las extensas reparaciones de guerra pagadas por Suecia. El único país en Europa con una posición financiera comparablemente fuerte fue, irónicamente, Baviera. El soberano danés contaba con el apoyo militar neerlandés de las Provincias Unidas, que afrontaban la invasión de sus territorios por parte de las fuerzas católicas, también tuvo apoyo políticamente de Francia, que encabezada por el cardenal Richelieu, en nombre de la raison d'État, comenzó a apoyar los esfuerzos protestantes y oponerse a la hegemonía católica de los Habsburgo. Incluso Carlos I de Inglaterra (que tenía como cuñado a Federico V del Palatinado, habiéndose casado con Elizabeth Stuart) accedió a defender la causa protestante, enviando un contingentes de ingleses y escoceses para la defensa de Dinamarca. También ayudó a ello el que el regente francés, el Cardenal Richelieu, deseaba fomentar y financiar una incursión danesa en Alemania.
Además, alentados por Richelieu, durante los próximos meses, Inglaterra, Suecia, Dinamarca-Noruega, Saboya, la República de Venecia y algunos estados alemanes acordaron en La Haya una Alianza contra los Habsburgo, en son de realizar acción coordinada contra España en medio de la guerra de los Ochenta Años en auxilio de las Provincias Unidas de los Países Bajos. Este fue el comienzo de la guerra diplomática de Francia contra el Sacro Imperio Romano Germánico en la guerra de los Treinta Años, con Francia como el iniciador del asedio contra los Habsburgo. La Unión Protestante de los Anti-Habsburgo también resonó con los intereses de la Transilvania de Gabriel Bethlen, la Turquía otomana y su alianza con la Francia católica por medio de los cristianos de Braunschweig que conquistaron Westfalia y el territorio de Wittelsbaha en Baja Sajonia. La principal motivación de Christian para entrar en la guerra fue ganar Verden, Osnabrück y Halberstadt para su hijo. El rey de Dinamarca se planeó apoderarse de Baja Sajonia y unirse al Comandante Supremo Aliado Mansfeld con Bethlen de Hungría para invadir Bohemia, Schlesien y Moravia.
Sin embargo, esta alianza de Richeleu no era estable, por ejemplo Maximiliano I, Elector de Baviera, el líder de la Liga Católica, resintió a los Habsburgo y buscaba un acercamiento a Francia, pero como Francia formó una alianza con los países protestantes, estaba en peligro de poner en riesgo su posición como elector. Como resultado, Maximiliano I volvió al emperador Fernando II, y el plan de Francia de separar al católico bávaro del emperador fracasó. Richelieu también planeó una intervención conjunta de Inglaterra, Suecia y Dinamarca contra España, pero la intervención resultó en una batalla por el liderazgo entre Suecia y Dinamarca por causa de su propia rivalidad en el Báltico. Christian IV prometió que solo necesitaría 30.000 soldados, la mayoría de los cuales serían pagados por el círculo imperial de Baja Sajonia, del cual Christian, como duque de Holstein, era miembro votante. Prevaleció contra el rey sueco Gustavo II, que exigió 50.000 soldados. Inglaterra exigió que Suecia confiara todo el poder de participación conjunta al rey Christian IV de Dinamarca, lo que fue rechazado por el rey Gustav II de Suecia. Como resultado de estas luchas por el liderazgo, Suecia reanudó su guerra de larga data con Polonia y se mantuvo indiferente en los asuntos de Holanda y el Reich Alemán. Pese a todo, el propósito de Richelieu era contener a los Habsburgo y la Liga Católica formando una alianza, pero, como resultado, fracasó en esta etapa.
Aun así, en 1625 Inglaterra declaró la guerra a España, mientras que Venecia y Saboya acordaron atacar la Carretera Española, una ruta terrestre que conecta las áreas españolas en Italia con Flandes, Francia trato de bloquear la ruta de apoyo de los Habsburgo en la península ibérica. Al principio, intentaron intervenir los daneses junto con Suecia, pero las dos partes lucharon por el liderazgo, lo que resultó en que Suecia se centrara en el frente polaco y Dinamarca interviniera sola en el frente alemán. Christian reclutó inmediatamente un ejército de 14.000 efectivos e intentó en el consejo de distrito de Lüneburg en marzo de 1625 persuadir a los estados del distrito para que financiaran otros 14.000 mercenarios y lo eligieran coronel de distrito. Sin embargo, los estados no querían la guerra y, por lo tanto, pusieron como condición que el nuevo ejército solo sirviera para defender el distrito y, por lo tanto, no se le permitía abandonar el área del distrito. El rey danés no cumplió con el reglamento y ocupó ciudades como Verden y Nienburg que pertenecían al círculo imperial del Bajo Rin-Westfalia. Así, Dinamarca intervino sola en el Sacro Imperio Romano Germánico y Cristián invadió al frente con un ejército de 20 000 mercenarios, pagado casi completamente con su fortuna personal. En respuesta a la participación de Dinamarca en la guerra, Gran Bretaña proporcionó los gastos militares, enviando un contingente de 13 700 escoceses, bajo el mando del general Robert Maxwell, 1.er conde de Nithsdale y unos 6.000 soldados ingleses, dirigidos por Charles Morgan, para la defensa de Dinamarca, también envió a dos comandantes mercenarios, Mansfeld y Braunschweig, como refuerzos. Sin embargo, hubo una batalla por el liderazgo entre el ejército danés y las fuerzas mercenaria, y finalmente tomaron otra acción. Esta fue una buena presa para la derrota de cada una de las fuerzas. La causa de Dinamarca-Noruega fue ayudada por Francia, que junto con Carlos I de Inglaterra, había acordado ayudar a subsidiar la guerra, sobre todo porque Christian era tío de sangre tanto del rey Estuardo, como de su hermana Isabel de Bohemia, a través de su madre Ana de Dinamarca. En 1626, el príncipe de Transilvania Gábor Bethlen también se unió a esta asociación, y comenzó otro asedio oriental del imperio de Fernando.
Sin embargo, esta red de alianzas hechas por Richelieu se vio amenazada en 1625 por otra revuelta hugonote, centrada en La Rochelle, entonces la segunda o tercera ciudad más grande de Francia, con más de 30.000 habitantes, y uno de sus puertos más importantes. Los hugonotes respondieron a la creciente persecución religiosa armándose, formando estructuras políticas y militares independientes, estableciendo contactos diplomáticos con potencias extranjeras y, finalmente, rebelándose abiertamente contra el poder central. Richelieu activó entonces las disposiciones de defensa mutua de ambos tratados; A Inglaterra se le pidió siete buques de guerra, mientras que los veinte buques holandeses asignados para el ataque a Génova ahora se utilizarían contra La Rochelle. A pesar de la oposición popular a atacar a sus compañeros protestantes, los estados holandeses sintieron que no tenían otra opción, ya que no podían permitirse perder a Francia como aliado. Una fuerza combinada francesa, inglesa y holandesa derrotó a un escuadrón hugonote en Pertuis Breton en septiembre de 1625; los restos liderados por Soubise se refugiaron en Falmouth, lo que puso en tela de juicio el compromiso de Inglaterra con la alianza francesa. El Tratado de París se firmó entre la ciudad de La Rochelle y Luis XIII el 5 de febrero de 1626, preservando la libertad religiosa pero imponiendo algunas garantías contra posibles trastornos futuros con la destrucción de uno de sus fuertes y la prohibición de mantener una flota militar. La revuelta hugonote se convirtió en un conflicto internacional con la participación de Inglaterra en la guerra anglo-francesa (1627-1629). La Casa de Estuardo en Inglaterra había estado involucrada en intentos de asegurar la paz en Europa (a través del Partido Español), y había intervenido en la guerra contra España y Francia. Sin embargo, la derrota de los franceses (que indirectamente llevó al asesinato del líder inglés el duque de Buckingham), la falta de fondos para la guerra y el conflicto interno entre Carlos I y su Parlamento llevaron a una reorientación de la participación inglesa en los asuntos europeos, para consternación de las fuerzas protestantes en el continente. Esto implicó una dependencia continua de la brigada anglo-holandesa como la principal agencia de participación militar inglesa contra los Habsburgo, aunque los regimientos también lucharon por Suecia a partir de entonces. Francia siguió siendo el reino católico más grande no alineado con los poderes de los Habsburgo, y más tarde libraría activamente la guerra contra España. La respuesta de la Corona francesa a la rebelión hugonote no fue tanto una representación de la polarización religiosa típica de la guerra de los Treinta Años, sino más bien un intento de lograr la hegemonía nacional por parte de una monarquía absolutista.

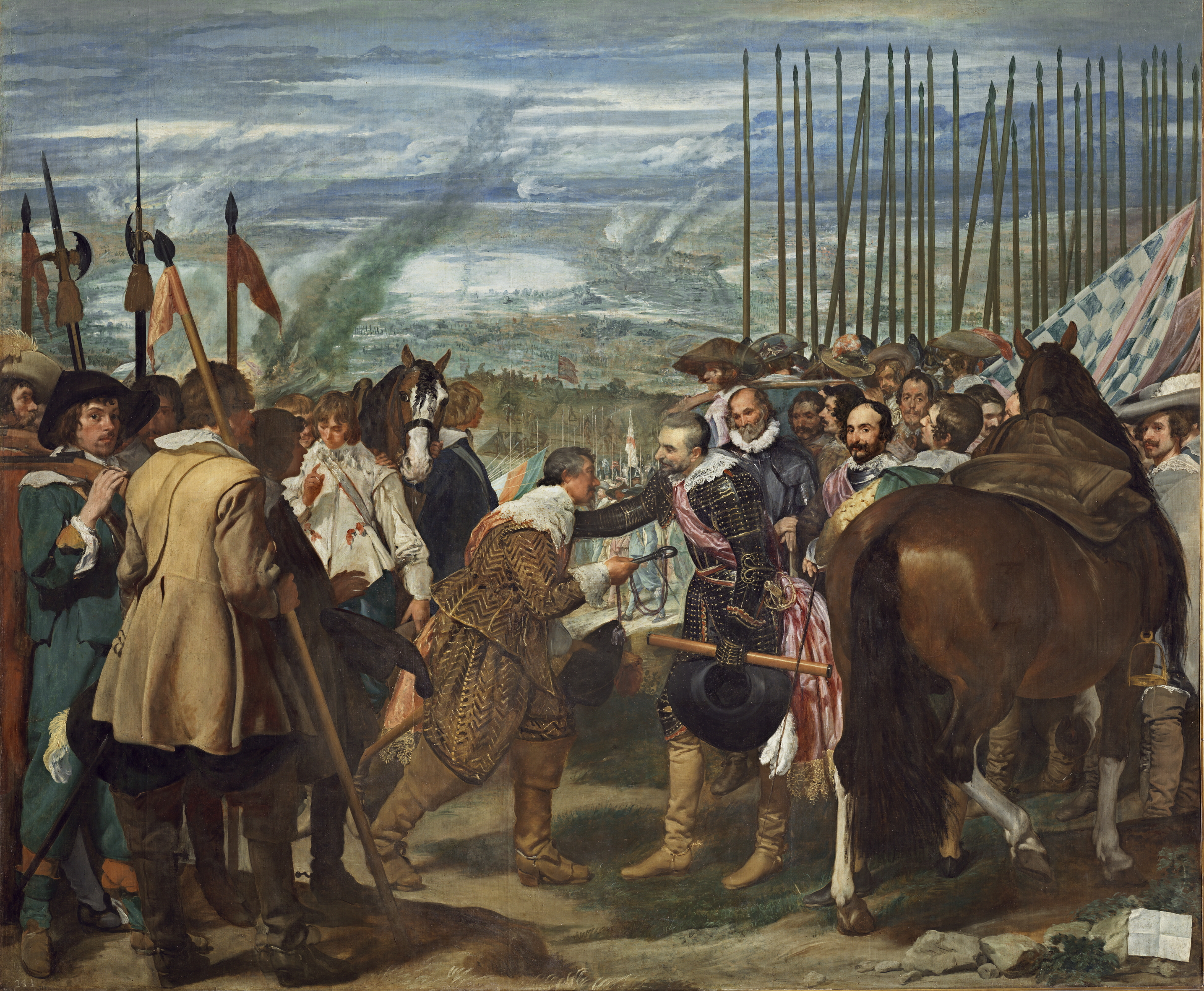
La rendición de Breda, momento en que Justino de Nassau rindió la ciudad de Breda, en 1625, a las tropas españolas al mando del general Ambrosio Spínola

Cuando el armisticio de doce años entre los Países Bajos y España expiró en 1621, la Guerra de los Ochenta Años comenzó de nuevo. España había utilizado el tiempo de paz para fortalecer su poder militar para poder amenazar a los Países Bajos con un ejército de 60.000 hombres. En 1625, el mejor año para las armas españolas en décadas, Ambrogio Spínola, el brillante comandante genovés del ejército de Flandes, tomó la fortaleza holandesa de importancia estratégica con la rendición de Breda. Génova fue rescatada de un ataque conjunto de Francia y Saboya. En Inglaterra, Carlos I sucedió a su padre, James, y lanzó una farsa Ataque a Cádiz en represalia por no haber arreglado un matrimonio con la hermana de Felipe IV, María, pero afortunadamente para España, las capacidades militares de Inglaterra habían degenerado desde los días de Isabel I. Por un tiempo parecía que España estaba a punto de revivir su antigua glorias. Sin embargo, las guerras provocaron un endeudamiento creciente por falta de nuevos recursos financieros, hasta llegar a la bancarrota de 1627, las nuevas restricciones financieras de la Corona española obstaculizaron las operaciones posteriores del ejército flamenco, lo que impidió la conquista total de la República holandesa..

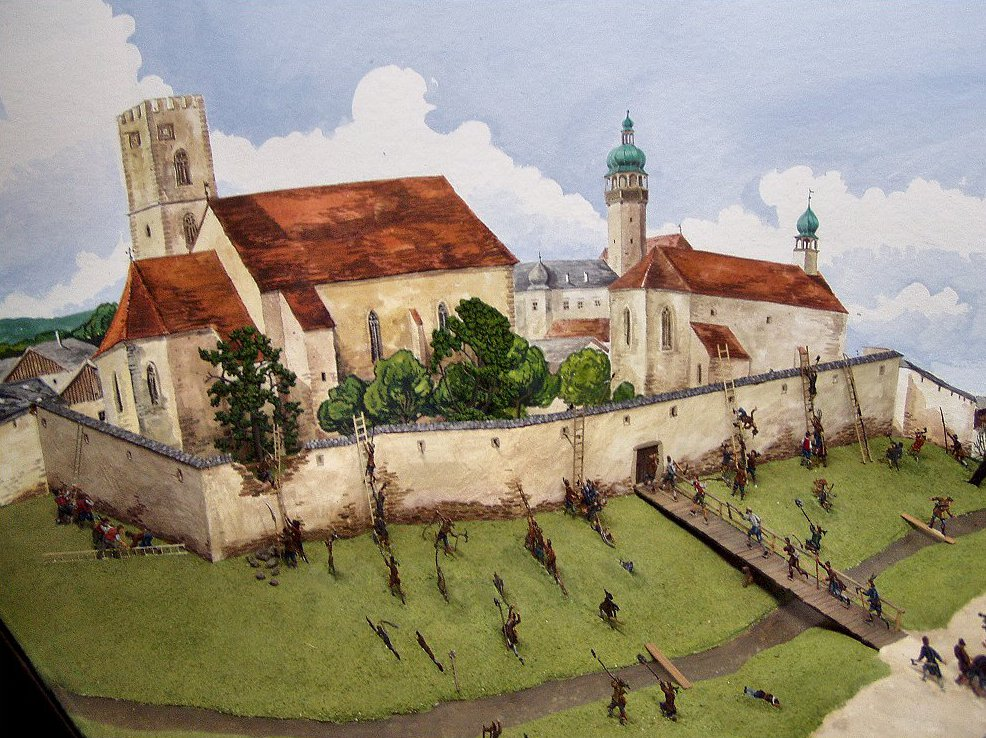
El asalto de Peuerbach - diorama de figuras de peltre del Museo de la guerra campesina de Peuerbach

Mientras tanto, el mayordomo bávaro de la Alta Austria, Adam von Herberstorff, había pensado que la dura sentencia del infame juego de dados de Frankenburg asustaría a los campesinos, pero solo sirvió para aumentar la disidencia y dar simpatía a los rebeldes. Durante el año siguiente, los campesinos se prepararon en secreto para la guerra reclutando a un hombre de cada casa de granjero, proporcionándoles armas y enseñándoles tácticas. Tenían la intención de atacar en Pentecostés, pero la guerra había estallado dos semanas antes, cuando los soldados bávaros intentaron robar un caballo en Lembach im Mühlkreis. En respuesta, varios campesinos en peregrinación cerca de Lembach se reunieron rápidamente para masacrar a la guarnición bávara de 25 hombres. El grupo siguió reuniendo más reclutas en su camino a Peuerbach, donde se enfrentaron a Herberstorff y sus hombres. Incluso antes de que se reuniera el tamaño completo del ejército campesino en Peuerbach, varias compañías los atacaron y fueron rápidamente derrotados. Los nuevos comisionados de la región fueron elegidos sumariamente en el campo de batalla. El ejército campesino de 5.000 efectivos pasó a sitiar Eferding, Wels, Kremsmünster y Steyr, y finalmente llegó a Linz, que no se rindió a pesar de estar defendida por solo 150 soldados bávaros. Durante el asedio de Linz, el líder rebelde, Stefan Fadinger, fue fusilado. Murió el 5 de julio, dos semanas después del disparo fatal. Baviera tardó meses en enviar tropas, al mando de Gottfried von Pappenheim, con la orden de relevar a la ciudad a fines de agosto. Steyr se recuperó el 26 de septiembre y Wels el 27 de septiembre. La 'Guerra de los campesinos en la Alta Austria' continuó hasta el comienzo del invierno de 1626, dejando el campo destruido. Ahora se requería que los granjeros alimentaran a los 12.000 soldados bávaros que pasaban el invierno en el país. La mayoría de los líderes de la revuelta fueron decapitados durante los meses siguientes. En contraste con los levantamientos campesinos de 1525 y el segundo levantamiento campesino de Alta Austria entre 1595 y 1597 que fueron impulsados principalmente por motivos socialrevolucionarios, el levantamiento se dirigió principalmente contra la Contrarreforma y la ocupación bávara. La base social del levantamiento fue mucho más allá del campesinado y, además de las clases bajas rurales, también incluía campesinos y artesanos hasta la intelectualidad urbana y, en ocasiones, incluso la nobleza más baja. Su fracaso contribuyó a la recatolicización La Guerra de los Campesinos de 1626 sería la más costosa en términos de vidas humanas y daños al ganado y la propiedad. La guerra hizo que Martin Aichinger (predicador y místico protestante) perdiera su granja y comenzara a vagar por el país. Finalmente se convirtió en un líder religioso que lideró una revuelta popular contra el gobierno aristocrático años después.

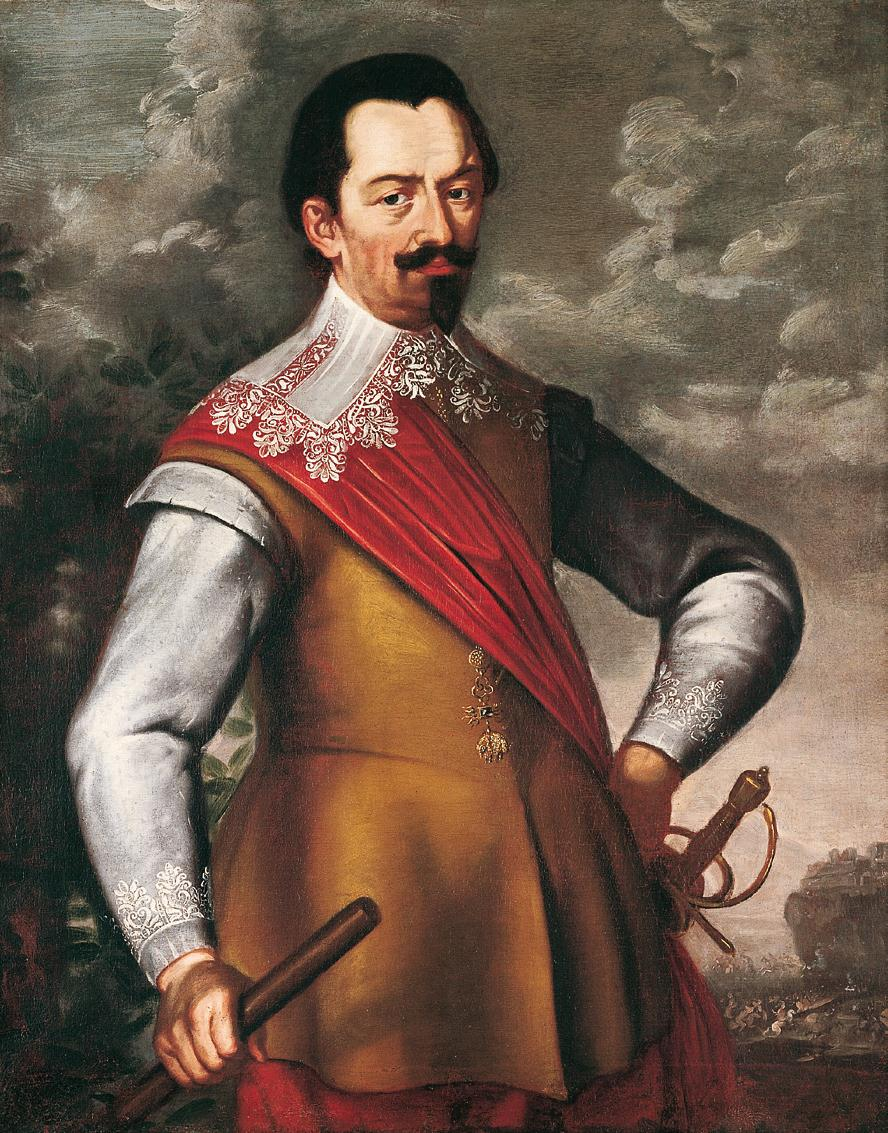
Albrecht von Wallenstein, general bohemio al servicio de Fernando II.

En esta situación amenazadora, el aristócrata checo Albrecht von Wallenstein le ofreció al emperador crear un ejército por su cuenta. En mayo y junio de 1625 los Consejos Imperiales deliberaron sobre la oferta. Para enfrentarse a esta fuerza de alianzas Anti-Habsburgo, a falta de lealtades en la propia Austria en rebelión, Fernando II empleó la ayuda militar de Albrecht von Wallenstein, noble bohemio. Wallenstein prometió a Fernando II un ejército de entre 30 000 y 100 000 soldados a cambio del derecho a saquear los territorios capturados. Cristian, que desconocía la existencia de Wallenstein cuando efectuó la invasión, fue forzado a retirarse antes de que su ejército fuese aniquilado por el ejército de Wallenstein y el de Tilly. La suerte de Cristián empeoró aún más cuando todos los aliados con los que pensaba que contaba se vieron forzados a abandonarle. Tanto Inglaterra como Francia pasaban por sendas guerras civiles. Suecia estaba en guerra con Polonia-Lituania y ni Brandemburgo ni Sajonia parecían tener intenciones de hacer nada que alterase la tenue paz en Alemania oriental. Las derrotas en el campo de batalla pronto se sumaron a la falta de ayuda aliada: el 25 de abril de 1626, el ejército de Ernst von Mansfeld, que venía de las Provincias Unidas en apoyo de los daneses, fue derrotado por las fuerzas de Wallenstein en la batalla del Puente de Dessau (1626) y el general belga Tilly derrotó a los daneses en la batalla de Lutter (1626). Wallenstein, luego invadió Hungría en persecución del ejército desarmado de Mansfeld, donde Gábor Bethlen enfrentó al ejército imperial con sus ejércitos húngaros y rumanos, pero no se logró forzar al príncipe de Transilvania a una batalla decisiva. Con su campaña, Bethlen logró lo que quería: hizo nuevas concesiones para Transilvania. Mansfeld, que esperaba lograr su propósito con la ayuda de Gábor Bethlen antes de que hiciera las paces con los Habsburgo, murió unos meses después de enfermedad, aparentemente tuberculosis, en Dalmacia, exhausto por la batalla que le había costado la mitad de su ejército. Parte del fracaso contribuye el que ninguno de los sustanciales contingentes británicos llegará a tiempo (debido a las continuas campañas británicas contra Francia y España) para evitar que Wallenstein derrotara al ejército de Mansfeld en la batalla de Dessau o la victoria de Tilly en la batalla de Lutter. Mientras que el propio Christian IV se vio obligado a retirarse a Jutlandia, amenazando a tierras danesas de una invasión.

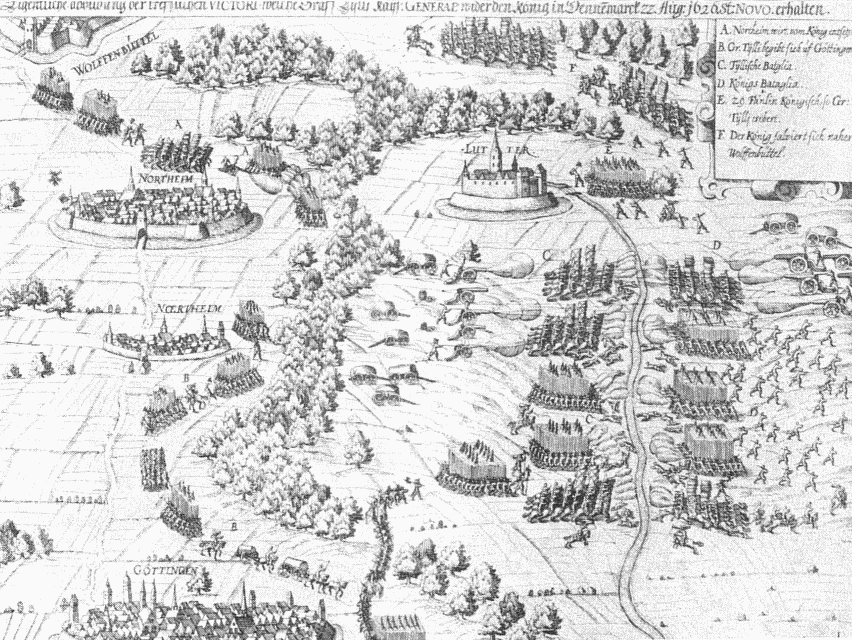
Representación contemporánea de la batalla de Lutter.

El ejército de Wallenstein entonces marchó hacia el norte, ocupando Mecklemburgo, Pomerania y finalmente la propia Jutlandia. Sin embargo fue incapaz de tomar la capital danesa en la isla de Seeland sin una flota, y ni los puertos hanseáticos, ni los polacos, permitieron que se construyese una flota imperial en el Báltico. Entonces optó por sitiar Stralsund, el único puerto beligerante del Báltico con instalaciones para construir una flota que pudiese tomar las islas danesas. Sin embargo, el costo del sostenimiento de las operaciones de Wallenstein era desorbitado y que superaría con creces cualquier beneficio que conquistar el resto de Dinamarca y Noruega, particularmente si se comparaba con lo que podría haberse ganado en la guerra con Dinamarca y el temor de perder sus conquistas en el norte de Alemania ante una alianza danés-sueca: el comandante imperial, por lo tanto, trató de negociar con los sitiados, a quienes propuso condiciones muy favorables a la rendición, condiciones que sin embargo fueron rechazadas por las autoridades de la ciudad, ahora al servicio de los suecos. La noticia de una nueva intervención de Christian IV que, habiendo aterrizado en Pomerania, avanzaba hacia el interior alemán, impulsó a Wallenstein a levantar el sitio de Stralsund; cerca de Wolgast, las fuerzas imperiales vencieron fácilmente a las danesas (12 de agosto de 1628). Ninguno de los bandos veía ahora ninguna ventaja en continuar el conflicto. En otro revés militar, la esperanza de España de tener una base en el Báltico murió cuando el general imperial Wallenstein no logró tomar Stralsund.

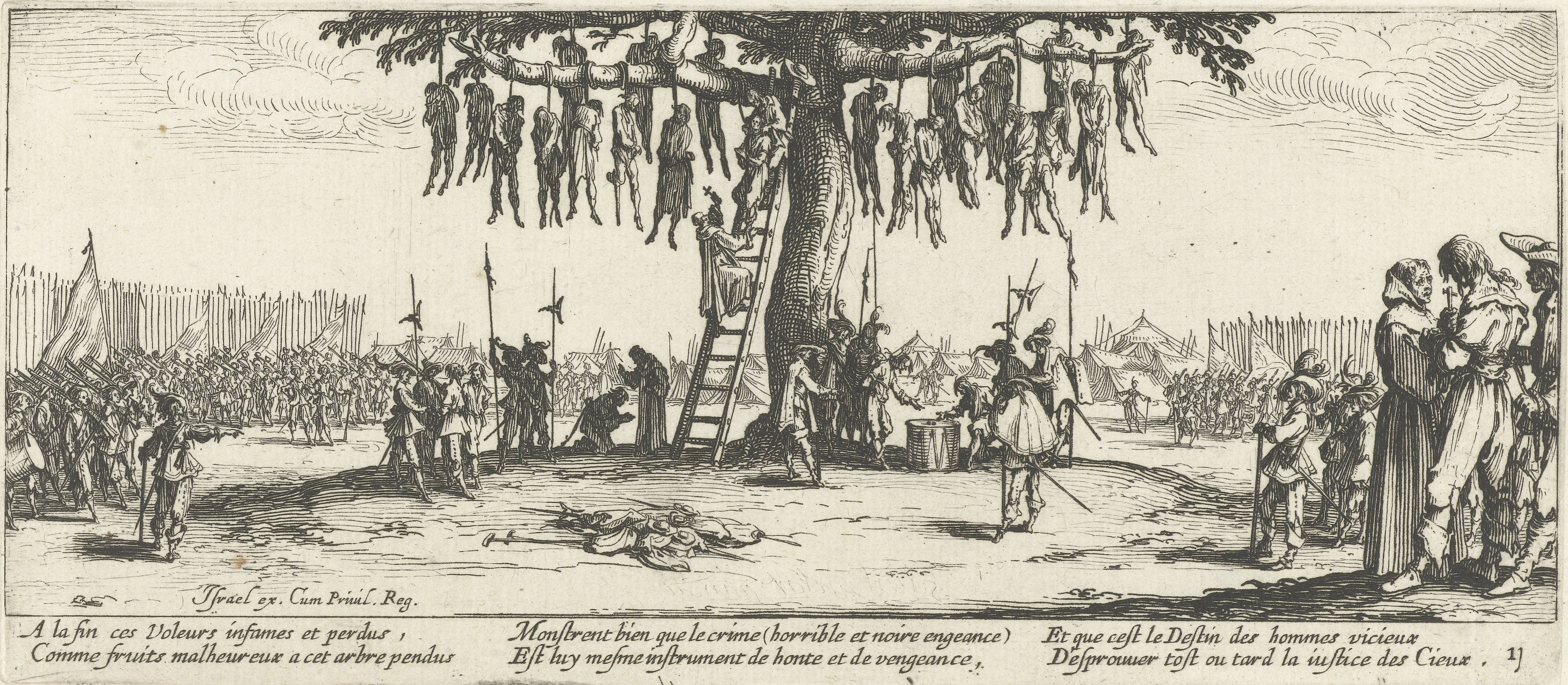
Imagen de la serie Las miserias de la guerra de Jacques Callot.

Por esto se llegó finalmente al tratado de Lübeck (1629), por el que Cristián IV renunció a su apoyo a los protestantes alemanes para poder mantener su control sobre Dinamarca-Noruega (incluidos los ducados de Sleswick y Holstein). En el mismo año, Gabriel Bethlen, el príncipe calvinista de Transilvania, murió. Solo el puerto de Stralsund continuó resistiendo contra Wallenstein y el emperador, habiendo sido reforzado por "voluntarios" escoceses que llegaron del ejército sueco para apoyar a sus compatriotas que ya estaban allí al servicio de Dinamarca-Noruega. Estos hombres fueron dirigidos por el coronel Alexander Leslie, quien se convirtió en gobernador de la ciudad.
En los siguientes dos años, con este panorama favorable, se subyugaron más tierras a los poderes católicos. La guerra de los Treinta Años podría haber terminado con el periodo danés, pero la Liga Católica persuadió a Fernando II de que intentase recuperar las posesiones luteranas que, en aplicación de los acuerdos de la Paz de Augsburgo, pertenecían por ley a las iglesias católicas. Estas posesiones estaban descritas en el Edicto de Restitución de 1629, e incluían dos arzobispados, dieciséis obispados y cientos de monasterios. El edicto también marca el apogeo del poder imperial en Alemania y el punto de inflexión de la guerra, porque alimentó la resistencia ya rota de los protestantes y les trajo aliados que el emperador y la liga finalmente no pudieron.
El panorama para los protestantes era desolador, su causa en el imperio parecía perdida. Al igual que Federico del Palatinado en 1623, los duques de Mecklenburg, aliados de Dinamarca, fueron ahora declarados depuestos. Los nobles y campesinos preferían abandonar sus tierras en Bohemia y Austria antes que convertirse al catolicismo. Mansfeld y Gabriel Bethlen, los primeros oficiales de la causa protestante, murieron en el mismo año. También se firmó un tratado de paz de Inglaterra con Francia en 1629 (Tratado de Susa) y con España en 1630 (Tratado de Madrid): la retirada de Inglaterra de los asuntos europeos consternó a las fuerzas protestantes en el continente. Sólo el puerto de Stralsund, abandonado por todos sus aliados, se mantenía frente a Wallenstein y el emperador. Leslie mantuvo Stralsund hasta 1630, utilizando el puerto como base para capturar las ciudades y puertos circundantes que puedan proporcionar una playa segura para un desembarco sueco a gran escala bajo Gustavo Adolfo II una vez terminara sus campañas contra los polaco-lituanos en el Vístula.

## Fase italiana (1629-1631)

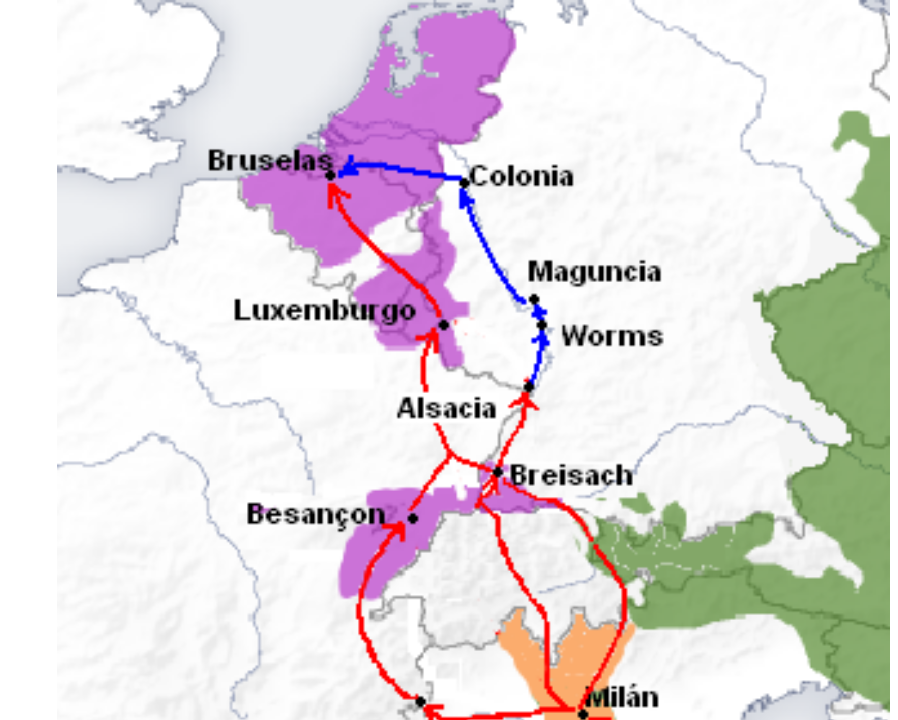
El camino español partía de Milán, pasaba por los valles suizos de Engadina y Valtelina hasta el Tirol, de ahí bordeaba el sur de Alemania, cruzaba el Rin en Alsacia y llegaba a los Países Bajos por Lorena.

El norte de Italia fue un campo de batalla estratégico para Francia y los Habsburgo durante siglos. El control de esta área permitió a los Habsburgo amenazar las inquietas provincias del sur de Francia de Languedoc y Dauphiné, así como proteger la ruta de suministro conocida como el Camino Español; esto significó una disputa de sucesión en Mantua que inevitablemente involucró a partes externas.
Después de la masacre de los habitantes protestantes en 1620 (Sacro macello), España ocupó el valle con el pretexto de defender a los habitantes católicos de una reacción de los Grisones. Para dar respuesta a esta nueva iniciativa española, se formó una liga entre Francia, el Ducado de Saboya y la República de Venecia. En el norte de Italia, Felipe IV de España había continuado con los esfuerzos de su difunto padre por defender a los católicos de los valles de la Valtelina contra los protestantes grisones, además, uno de los objetivos estratégicos de los Habsburgo españoles era unir sus Posesiones europeas ruta terrestre continua para el libre traslado de tropas. Los intentos del cantón protestante suizo de los Grisones en 1621 para expulsar a los españoles no tuvieron éxito. En el mismo 1621, intervino en el conflicto el Papa Urbano VIII, quien llevó sus tropas de los Estados Pontificios a Valtellina. En 1622 Richelieu había creado una liga antiespañola con Venecia y Saboya. Con su ascenso en el Gobierno francés, la política francesa dio un giro. Los franceses afirmaron que la liga con Saboya los obligaba a acudir en ayuda del duque, que por entonces atacaba Génova, acometiendo a los españoles —aliados de los genoveses— en la Valtelina. Con el pretexto de que las tropas papales que ocupaban el valle no se habían retirado como se había acordado, fuerzas francesas y suizas comandadas por el marqués de Coeuvres se apoderaron de él y de los fuertes que lo jalonaban —erigidos por el gobernador del Milanesado— en el otoño de 1624. España reaccionó coaligándose con el gran duque de Toscana, los duques de Módena y Parma y las repúblicas de Génova y Lucca, para contraatacar. En 1625, Richelieu también envió dinero a Ernst von Mansfeld, un famoso general mercenario que operaba en Alemania al servicio de los ingleses. En la primavera de 1625, las tropas franco-saboyanas lideradas por el duque Carlos de Saboya atacaron Asti y rodearon Génova, aliada de España y eslabón clave en sus comunicaciones con el imperio. Sin embargo, tropas españolas invadieron luego el Piamonte y aseguraron el denominado «Camino Español», en mayo de 1626, cuando los costos de la guerra casi habían arruinado a Francia, el rey y el cardenal hicieron la paz con España mediante el Tratado de Monzón, con la mediación del Papa, según el cual (contrariamente a la promesa hecha al duque de Saboya), las tropas francesas dejaron Valtellina a los españoles. La invasión de Génova y la Valtelina planeada por Richelieu acabó en derrota francesa. Sin embargo, Tratado de Monson no preveía el control de la carretera que pasaba por Valtellina, pero otorgó a Francia y España el derecho a utilizarla. El problema de Valtellina se resolvió temporalmente. Además, en marzo de 1627, Francia formó una alianza con España para oponerse a Inglaterra, que apoyaba a los hugonotes. Hasta la rendición de La Rochelle el 28 de octubre de 1628, las tropas francesas prácticamente no participaron en las hostilidades fuera de su territorio.
Esta paz se rompió rápidamente después de las tensiones debido a la Guerra de Sucesión de Mantua. Ocurriendo en los años finales de la fase danesa y en los años iniciales de la fase sueca, la guerra de sucesión de Mantua y Monferrato (también conocida como la "guerra de Monferrato") es considerada por algunos historiadores como parte de los Treinta Años, un conflicto periférico que no tuvo lugar en el área alemana, pero si en el área de influencia de los Habsburgo en la península italiana y desafiada por el Reino de Francia, después de que estallaran en el siglo anterior una larga serie de conflictos entre el francés Francisco I y el español Carlos V. Su casus belli fue la extinción de la línea masculina directa de la Casa de Gonzaga en diciembre de 1627. A la muerte sin herederos de Vincenzo II Gonzaga, duque de Mantua y Monferrato, en 1627, comenzó la disputa dinástica por el control del territorio de Mantua (fortaleza más fuerte del norte de Italia) y Monferrato tras la extinción de la línea directa de la familia Gonzaga, pues los hermanos Francesco IV (1612), Ferdinando (1612–26) y Vincenzo II (1626–27), los tres últimos duques de Mantua de la línea directa, todos habían muerto sin dejar herederos legítimos, generándose dos demandantes rivales: por un lado Ferrante II Gonzaga, apoyado por los españoles, por Fernando II y por el duque de Saboya Carlo Emanuele I (que había acordado con el gobernador de Milán la partición de Monferrato), por el otro Carlo I de Gonzaga-Nevers, señor de facto de Mantua desde enero de 1628, apoyado por la República de Venecia, el rey francés Luis XIII y por el cardenal Richelieu. El papa Urbano VIII estaba asustado por la perspectiva de una intervención de los Habsburgo en Italia. Insistió en la devolución de las tierras monásticas a aquellas órdenes de las que fueron retiradas, y no a los jesuitas. La sucesión se había resuelto a favor de la casa Gonzaga-Nevers, francesa; esta resolución, que puso bajo el control de Francia dos territorios estratégicos para el control del norte de Italia, no aceptada por España, que en cambio apoyó la candidatura al ducado de la rama proespañola de la Gonzaga di Guastalla.
El intento inicial de Don Gonzalo Fernández de Córdoba, gobernador español de Milán, y Charles-Emmanuel fue dividir el patrimonio de Mantuan-Montferrat, que se encontraba al este y al oeste de Milán. El ministro español apoyó al reclamante Guastalla en Mantua, como el más débil de dos vecinos, y al reclamante Saboya en Montferrat, el menor de los territorios. Se produjo la fricción entre los confederados, cuando Charles-Emmanuel trasladó sus tropas a más territorio del que se había acordado, poniendo sitio a la ciudad de Casale, capital de Montferrat. Mientras Luis XIII de Francia y el cardenal Richelieu estaban preocupados por los nuevos levantamientos hugonotes en Languedoc, la captura de La Rochelle en 1628 les permitió enviar fuerzas al socorro de Casale, entonces asediado por un ejército de Habsburgo de Milán. En marzo de 1629, los franceses tomaron por asalto las barricadas que bloqueaban el Pas de Suse y, a finales de mes, habían levantado el sitio de Casale y tomado la estratégica fortaleza de Pinerolo. En abril, Francia y Saboya acordaron el Tratado de Susa, y el ejército francés regresó a Francia, dejando una guarnición en Pinerolo. El enviado papal en las negociaciones en Casale fue Jules Mazarin. Las fuerzas del emperador Fernando II bajo Ramboldo, conde de Collalto invadieron los Grisones y Valtelline. El gobernador fue llamado de Milán, seguido de los insultos de los ciudadanos, porque el pan había escaseado durante meses. El invierno siguiente, Milán fue devastada por la peste bubónica introducida por los ejércitos, que ha sido vívidamente descrita por Manzoni.
Tras una primera victoria española, con tropas procedentes de los territorios de Milán, con los Saboya ocupando Trino, Alba y Moncalvo, y con Ambrogio Spinola sitiando Casale, la situación se invirtió con el descenso a Italia del propio rey de Francia (después de derrotar a la facción hugonote) en 1628, que derrotó a las fuerzas piamontesas y ocupó una gran parte del ducado de Saboya, y luego volvió a arrasar a las fuerzas imperiales y españolas, con la llegada a la península italiana del ejército de Wallenstein. Más tarde, en 1629, el emperador Fernando II envió un ejército de Landsknecht para sitiar Mantua. Carlos se fue sin el apoyo prometido de Luis XIII de Francia. El asedio duró hasta julio de 1630, cuando la ciudad, ya azotada por una plaga, fue brutalmente saqueada durante tres días y tres noches por tropas dirigidas por el conde Aldringen y Gallas. Pero el emperador no tuvo éxito en Mantua. La plaga desenfrenada entre las tropas imperiales, los acontecimientos bélicos en el norte de Europa y la invasión sueca de Alemania empujaron a Fernando II a buscar un acuerdo con los franceses, primero con el Tratado de Ratisbona (13 de octubre de 1630) y finalmente con la Paz de Cherasco (6 de abril de 1631), que reconoció al candidato francés como legítimo duque de Mantua. A pesar del éxito militar, que condujo a la conquista y saqueo de Mantua por parte de los soldados imperiales en julio de 1630, el emperador y España no pudieron alcanzar sus objetivos políticos. Al mismo tiempo, el Kaiser extrañó posteriormente a estas tropas en el teatro de guerra alemán.

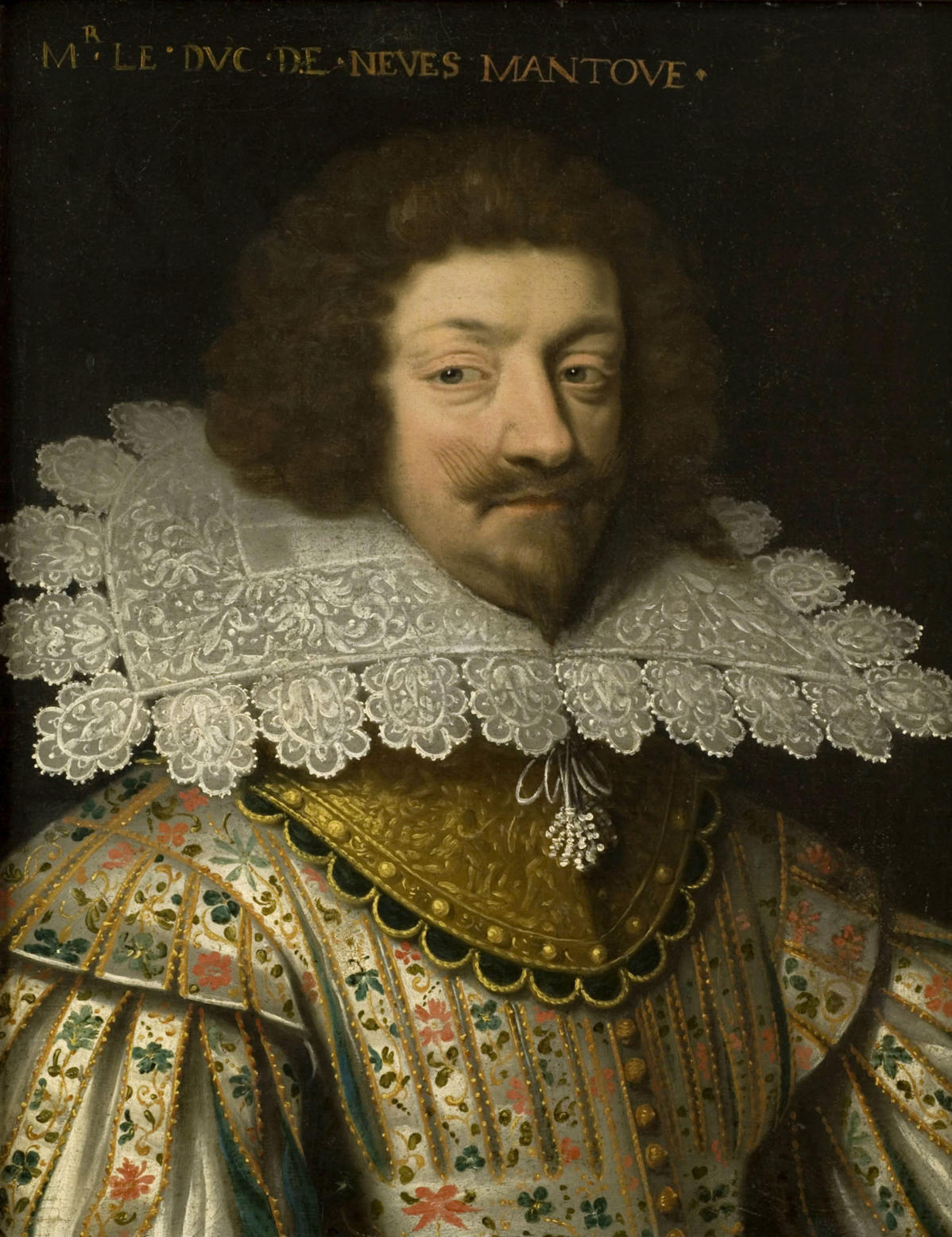
Carlos I de Gonzaga-Nevers, ganador de la denominada fase italiana de la guerra de los Treinta Años.

Los franceses aceptaron la Paz de Ratisbona, que fue negociada por los representantes franceses, el padre Joseph y Nicolas Brûlart de Sillery. El acuerdo se firmó el 13 de octubre de 1630, que proporcionó condiciones favorables a los intereses franceses en Italia a pesar de sus reveses militares. Específicamente, a los franceses se les permitió mantener su guarnición en Grisones. El acuerdo también confirmó a Charles Gonzaga-Nevers como duque de Mantua y marqués de Montferrat a cambio de concesiones menores a Charles Emmanuel de Saboya y Ferrante de Guastalla. Los Habsburgo, por su parte, reducirían su número de tropas en la región. El tratado fue visto como tan desfavorable para los españoles que el primer ministro español, Olivares, no lo consideró diferente a una rendición. Además, el tratado contenía una cláusula problemática. Incluía un acuerdo por el cual a los franceses no se les permitía establecer alianzas en Alemania contra un emperador reinante del Sacro Imperio Romano Germánico. Esto debería haber dejado al margen a Francia en el conflicto en curso. Luis XIII de Francia se negó a aceptar esto, y los austriacos se encontraron todavía en guerra, pero con fuerzas disminuidas en el área. Las nuevas fuerzas enviadas al sur de los Alpes serían extrañadas cuando las fuerzas suecas al mando de Gustavus Adolphus invadieron desde el norte. La paz italiana se hizo finalmente con el Tratado de Cherasco, firmado en una ciudad del Piamonte el 19 de junio de 1631. Francia, que en 1629 había tomado Saboya, luego capturó Pinerolo en Piamonte al año siguiente, renunció a sus conquistas en Italia. Charles Gonzaga-Nevers fue confirmado como gobernante en Mantua y Montferrat, con concesiones a los demás pretendientes: Vittorio Amedeo I, que sucedió en Saboya tras la repentina muerte de su padre, el duque Carlos Emmanuel, ganó Trino y Alba en Montferrat; mientras que César II de Guastalla, hijo de Ferrante, recibió Luzzara y Reggiolo. Más tarde se descubrió que por un tratado secreto con Vittorio Amedeo, Pinerolo se rindió a Francia. Con la excepción de la Guerra Civil piamontesa de 1639 a 1642, esto aseguró la posición francesa en el norte de Italia durante los siguientes 20 veinte años. Piamonte entonces se volvió un estado satélite del reino de Francia.
La guerra de Monferrato y la gran plaga que azotó la península entre 1629 y 1631 son el trasfondo de los sucesos de Renzo y Lucía en I promessi sposi, la obra más conocida de Alessandro Manzoni, que muestra la sociedad con considerable precisión e investigación histórica, en la época del dominio español y la ruina hecha de epidemias, hambrunas y saqueos traídos por los ejércitos del siglo XVII en los teatros del conflicto.
Posteriormente, se reanudaron las hostilidades en este territorio. Después de que Francia entrara en la guerra de los Treinta Años. Pues se sumó el conflicto concebido por Vittorio Amedeo I para crear una liga antiespañola en Italia, entre los 1636 y 1637.

## Intervención sueca (1630-1635)

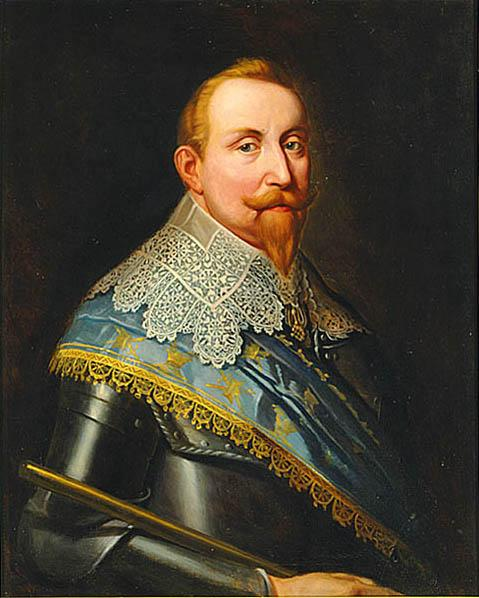
Gustavo II Adolfo, rey de Suecia

Gustavo II Adolfo de Suecia había participado desde 1626 en la guerra polaco-sueca, con Polonia aliada al Sacro Imperio Romano Germánico (el cual envió tropas austríacas a auxiliar la Mancomunidad en 1629 en forma de un cuerpo de tropas imperiales al mando del mariscal de campo Hans Georg von Arnim-Boitzenburg y otro cuerpo imperial, comandado por Albrecht von Wallenstein operando en la cercana Pomerania). El rey sueco regresó a la Prusia polaca con refuerzos sustanciales en mayo y marchó hacia el sur hacia Graudenz (Grudziądz) con la esperanza de aislar al recién llegado cuerpo imperial de Arnim antes de que pudiera unirse a Koniecpolski. No tuvo éxito, y mientras se retiraba al norte hacia las guarniciones suecas en Stuhm (Sztum) y Marienburg (Malbork), fue atraído a la batalla el 27 de junio de 1629 en Honigfeld, o Honigfelde, cerca de Stuhm, en una acción conocida por los polacos como la Batalla de Trzciana. En este encuentro, mientras intentaba cubrir la retirada de su infantería, la caballería sueca fue sometida a una serie de feroces enfrentamientos en las aldeas de Honigfeldt, Straszewo y Pułkowice.. Con la ayuda de los pesados coraceros de Arnim, los polacos, con sus húsares «alados» más rápidos, y sus mercenarios cosacos, consiguieron una gran ventaja sobre los ligeros jinetes suecos. Las pérdidas suecas en la lucha fueron cuantiosas, que ascendieron a 600 o 700 muertos, casi todos de caballería (incluido el hijo de Herman Wrangel). Los polacos tomaron 300 prisioneros, 10-15 estandartes, así como 10 del famoso cañón de cuero de Gustavo Adolfo. Las pérdidas de la Mancomunidad fueron menos de 300 muertos y heridos. El propio rey sueco apenas escapó con vida y luego dijo que nunca había tomado "un baño tan caliente". A pesar de todos los brillantes esfuerzos de Koniecpolski contra los suecos que pretendían conquistar Prusia y Pomerania, un alto el fuego en Stary Targ (tregua de Altmark) el 26 de septiembre de 1629 favoreció a los suecos, a quienes Polonia cedió la mayor parte de Livonia junto con su importante puerto de Riga. Suecia ahora controlaba casi todos los puertos del Báltico; con las notables excepciones de Dánzig, Putzig, Königsberg y Liepāja (Libau). Esto sería lo más cerca que estuvieron los suecos de lograr su objetivo de convertir el Mar Báltico en 'el lago interior de Suecia'. Después del tratado, Suecia utilizó sus premios y dinero como punto de partida para su entrada en el campo alemán de la guerra de los Treinta Años.
En esta guerra, el escocés Alexander Leslie comenzó su carrera en el ejército sueco como comandante y gobernante de Pillau en Prusia Oriental. Gustavo II Adolfo había hecho planes para intervenir en el Sacro Imperio Romano Germánico, los cuales fueron aprobados por la comisión del Riksdag en el invierno de 1627-28. El 23 o el 25 de junio de 1628, Stralsund concluyó una alianza con Gustavo II Adolfo de Suecia, la cual debía durar veinte años. Gustavo II Adolfo procedió a estacionar una guarnición en la ciudad, la primera de su tipo en tierra alemana. Este evento marcó el antecedente de la intervención sueca en la guerra.
Algunas personas en la corte de Fernando II creían que Wallenstein deseaba controlar a los príncipes alemanes y restaurar el poder del emperador en Alemania bajo su autoridad. Fernando II destituyó a Wallenstein en 1630. Más tarde lo volvería a llamar después de que los suecos, al mando del rey Gustavo II Adolfo, atacasen el imperio y vencieran en unas cuantas batallas significativas. La entrada de esta nación a la guerra conduciría al Imperio a una situación defensiva.

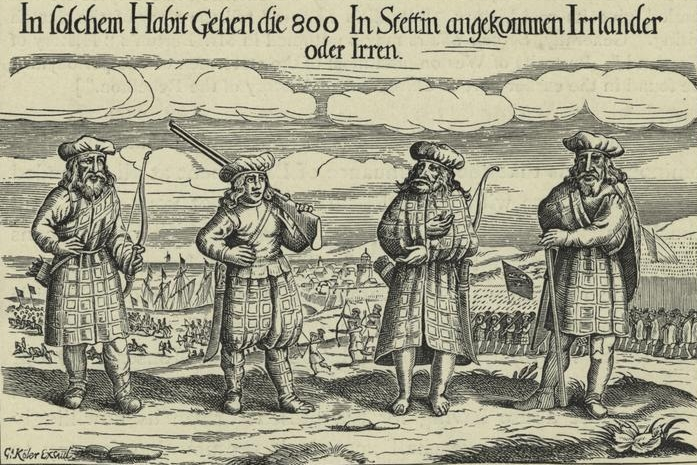
Soldados escoceses, identificados como el regimiento de Donald Mackay Lord Reay, al servicio de Gustavo Adolfo, 1630–31

Gustavo II Adolfo justificaba oficialmente su intervención aduciendo que defendería a los protestantes de un emperador injusto. Pero, como previamente había hecho Cristián IV, acudió en ayuda de los luteranos alemanes para prevenir una posible agresión católica a su país y para obtener influencia económica y política de Suecia en los Estados alemanes situados alrededor del mar Báltico, en detrimento de las esferas de influencia de Dinamarca, Polonia y la Liga Hanseática. También, como Cristián IV, Gustavo II Adolfo fue subvencionado por Richelieu, el primer ministro del rey Luis XIII de Francia, y por las Provincias Unidas.
Las fuerzas suecas entraron en el Sacro Imperio Romano Germánico a través del Ducado de Pomerania, que sirvió como cabeza de puente sueco desde el Tratado de Stettin. Después de despedir a Wallenstein en 1630, Fernando II pasó a depender de la Liga Católica. Gustavo Adolpfo se alió con Francia en el Tratado de Bärwalde en enero de 1631. Francia y Baviera firmaron el Tratado secreto de Fontainebleau en 1631, pero los ataques suecos contra Baviera lo volvieron irrelevante. La mayoría de los mercenarios reclutados por Gustavo Adolfo eran alemanes, pero los soldados escoceses también eran muy numerosos. Estos estaban compuestos por unos 12.000 escoceses que ya estaban en servicio antes de que los suecos entraran en la guerra bajo el mando del general Sir James Spens y coroneles como Sir Alexander Leslie, Sir Patrick Ruthven y Sir John Hepburn. A ellos se unieron otros 8.000 hombres bajo el mando de James Marquis Hamilton. El número total de escoceses en el servicio sueco al final de la guerra se estima en unos 30.000 hombres. En la batalla de Breitenfeld de 1631, las fuerzas de Gustavo Adolfo derrotaron a la Liga Católica dirigida por Tilly. Un año después, volvieron a encontrarse en otra victoria protestante, esta vez acompañada de la muerte de Tilly en el río Lech mientras ofrecía resistencia a la invasión sueca del Palatinado. La ventaja había cambiado ahora del lado católico al lado protestante, liderado por Suecia. Gustavo Adolfo el 17 de mayo, sin resistencia, ocupó la capital de Baviera, la ciudad de Múnich. En 1630, Suecia había pagado al menos 2.368.022 daler por su ejército de 42.000 hombres. En 1632, contribuyó solo con una quinta parte de eso (476,439 daler) al costo de un ejército más de tres veces mayor (149,000 hombres). Esto fue posible gracias a los subsidios de Francia y al reclutamiento de prisioneros (la mayoría de ellos tomados en la batalla de Breitenfeld) en el ejército sueco. Desde 1630 hasta 1634 hizo retroceder a las fuerzas católicas y recuperó una gran parte de las tierras protestantes ocupadas, tomando Pomerania e invadiendo Magdeburgo, sometiéndola a un saqueo muy violento que con sus 24.000 muertos será recordado como uno de los hechos más dramáticos de todo el conflicto. La destrucción de uno de los mayores centros religiosos causó estupor en toda Europa. Influenciada por esta noticia, la República de las Provincias Unidas se alió con Gustavus Adolphus el 31 de mayo, comprometiéndose a invadir la Flandes española y subvencionar al ejército del rey.
A mediados de la década de 1630, Felipe IV de España tenía la intención de tomar medidas enérgicas contra la navegación mercante holandesa en las rutas del norte, mientras que Segismundo III de Polonia, él mismo de origen sueco, tenía los ojos puestos en recuperar su trono en Estocolmo. Los servicios diplomáticos de ambos monarcas trabajaron para construir una armada, posiblemente financiada por los españoles y tripulada por los polacos, que tomaría el control del Báltico occidental. Sin embargo, los intereses de ambos reinos no eran exactamente los mismos; además, el emperador y sus aliados perseguían sus propios objetivos. El resultado fue que los suecos capturaron una flota conjunta en 1631 de la Comisión Real de Barcos. En 1632 España se retiró de la política báltica activa.

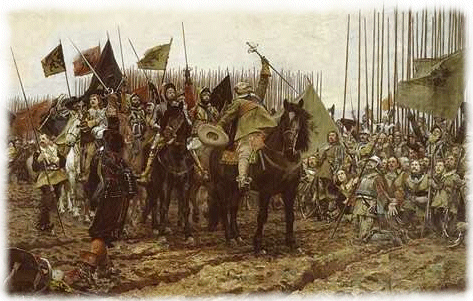
Victoria de Gustavo Adolfo de Suecia en la batalla de Breitenfeld en 1631.

La posición del emperador volvió a ser amenazante. El aliado tradicional - España - se vio obligado, por la contraofensiva del príncipe Friedrich-Heinrich, que comenzó en los Países Bajos, a repeler las tropas españolas que debían ser trasladadas desde el Rin para reanudar la guerra de los Ochenta Años. Otro aliado, Polonia-Lituania, estaba gestando un conflicto con Rusia: la guerra comenzó el 20 de junio de 1632, cuando el voivoda ruso, Mijaíl Shein, atacó el Voivodato de Smolensk (en ese entonces propiedad polaca) en nombre del Zar Miguel I, el patriarca ortodoxo Filareto I de Moscú y el Zemski Sobor, aprovechando la debilidad del país tras la muerte de su rey Segismundo. Además, se gestó otro conflicto con el Imperio Otomano en 1633-1634, aprovechando la invasión rusa, para que Mehmed Pasha, gobernador bosnio de Sylistra (en Bulgaria), intente capturar Kamieniec Podolski con tropas del Principado de Valaquia, Moldavia, Crimea y Nogayos de la Horda Budjak y Yedisán (supuestamente fue una excursión sin el permiso oficial del sultán turco, y a petición del zar); pues el rey sueco Gustavo II Adolfo había enviado una propuesta de alianza al Zarato ruso y al Imperio otomano para declararle la guerra a la Mancomunidad Polaco-Lituana y así evitar que el ejército sueco en Alemania tuviera abierto un nuevo frente con la rumoreada entrada de la Mancomunidad en la coalición católica encabezada por los Habsburgo, a los que se les permitía reclutar voluntarios en Polonia. Los planes de guerra rusos y otomanos coincidieron con una intensa acción diplomática de Francia y Suecia, que buscaba crear una coalición antipolaca. Debido al curso desfavorable de la guerra de los Treinta Años, tanto Gustavo Adolfo como el cardenal Richelieu querían acabar cuanto antes con la guerra por la desembocadura del Vístula y trasladar el ejército sueco al territorio del Reich. Por este motivo, se intentó formar un bloque anticatólico conjunto de estados ortodoxos, islámicos y protestantes dirigidos contra la República de Polonia. Esta alianza sería formada por Rusia, Turquía, tártaros, Transilvania y cosacos de Zaporozhian, el enviado francés Luis Deshayes partió de Konigsberg hacia Moscú; debía presentar oficialmente el proyecto comercial franco-persa a través de Rusia, y de hecho tenía la intención de persuadir al Patriarca Filaret para que cooperara estrechamente con la alianza anti-Habsburgo. La celebración de una alianza más fuerte entre suecos y rusos fue impedida por la muerte del rey sueco Gustavo II Adolfo (1632), por lo que Rusia entró en la guerra sola contra Polonia-Lituania. Dos años después, 1634, Murad IV proclamó una yihad contra la Mancomunidad polaco-lituana, pero la victoria del ejército polaco sobre el ejército ruso de Shein durante la guerra de Smolensk obligó al sultán a abandonar sus planes de guerra y concluir la "paz eterna" con los polacos y enfocarse en la Guerra otomano-persa. En esta situación de aislamiento y con Tilly muerto, el emperador no tuvo más remedio que volver, como hace siete años, a pedir ayuda a Wallenstein y su gran ejército.

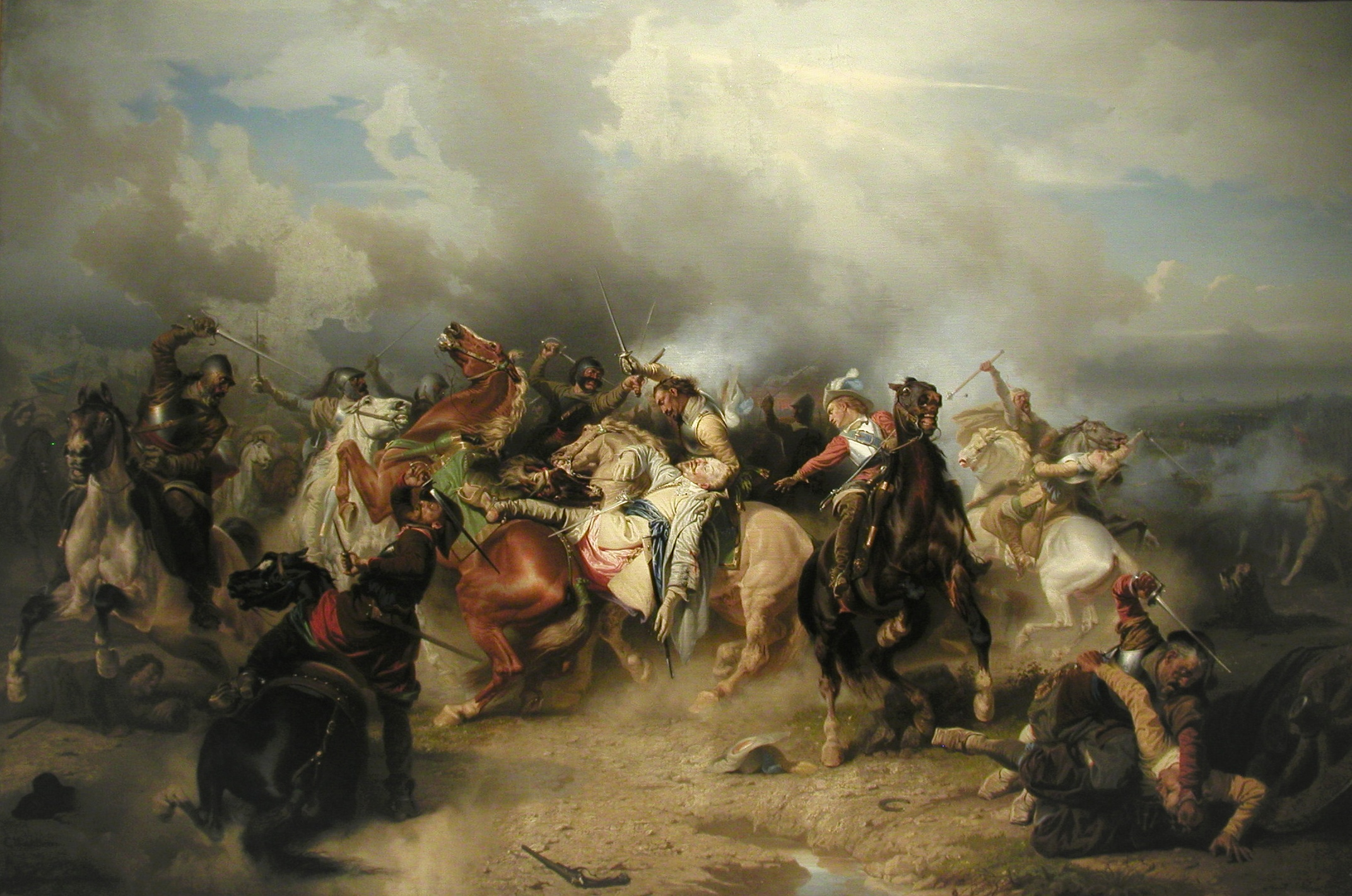
Muerte del rey Gustavo Adolfo en la batalla de Lützen. Según una teoría, los croatas mataron al rey con una espada de cuatro filos que era característica únicamente de la caballería ligera croata.

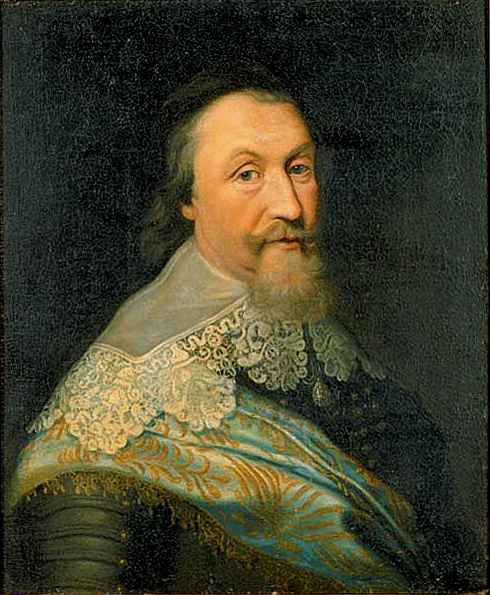
Axel Oxenstierna. Canciller de Suecia, comandante en jefe tras la muerte de Gustavo Adolfo.

Wallenstein marchó hacia el sur, amenazando la cadena de suministro de los suecos. Gustavo Adolfo sabía que Wallenstein estaba esperando el ataque y estaba preparado, pero no encontró otra opción. Forzó la batalla de Fürth con Wallenstein a finales de agosto de 1632, posiblemente el mayor error cometido en su campaña alemana. Posteriormente Wallenstein y Gustavo II Adolfo de Suecia chocaron en la batalla de Lützen, en 1632, donde los suecos salieron victoriosos, pero con la pérdida de su rey en Leipzig, que a su vez frustró intentos de forjar una alianza más sólida con Rusia y el Imperio Otomano para una posible intervención en Alemania a cambio de una intervención sueca en Polonia. El Imperio Ruso no se comprometió militarmente, pero desde el principio apoyó a la coalición anti-Habsburgo, principalmente suministrando grano a Inglaterra y las Provincias Unidas, más tarde al Reino de Dinamarca y Noruega y Suecia, y después de la Paz de Lübeck en 1629 solo a Suecia. Rusia, como país ortodoxo, también exportaba salitre solo a países unidos contra sus enemigos católicos.
Las sospechas de Fernando II sobre Wallenstein volvieron a aparecer en 1633, cuando Wallenstein intentó arbitrar en las diferencias entre los bandos católico y protestante. El emperador creía que tal general planeaba una traición contra él, en contubernio con Suecia. Fernando II dispuso las cosas para arrestarlo tras retirarle de nuevo el mando. Uno de los soldados de Wallenstein, el capitán Devereux (un centurión irlandés), le asesinó cuando intentaba contactar con los suecos en la casa consistorial de Cheb (Eger en alemán), el 25 de febrero de 1634. El magnicidio fue llevado a cabo por un grupo de mercenarios irlandeses al mando del coronel de caballería Walter Butler. La enorme propiedad de Wallenstein fue confiscada, su familia recuperó solo el Palacio Wallenstein en Praga para Maximiliano de Wallenstein y la finca Česká Lípa para la viuda de Isabel. La confiscación de la extensa propiedad de Wallenstein y la propiedad de A. E. Trčka tuvo un impacto aún peor en las tierras checas que las confiscaciones posteriores a Montaña Blanca. Una pequeña nobleza extranjera se precipitó en el territorio ocupado de Wallenstein, el emperador distribuyó como recompensa a cualquiera que participara en la muerte del duque. La mayoría de ellos eran soldados con orígenes aristocráticos del extranjero que no podían entender los problemas de la economía checa en un momento tan difícil. La muerte de Wallenstein tuvo consecuencias políticas y militares de gran alcance para la monarquía de los Habsburgo

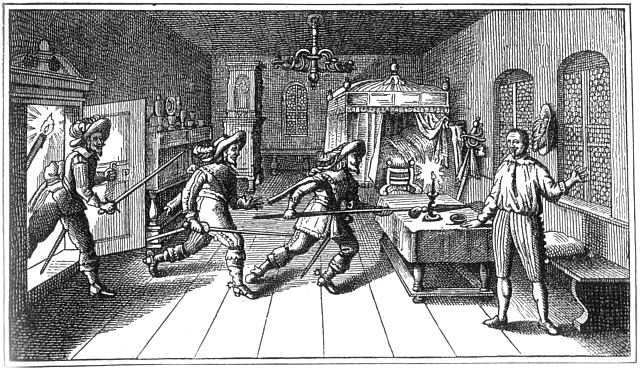
El asesinato de Alberto de Wallenstein en Cheb

Si bien fue un conflicto separado, la Guerra de Smolensk se convirtió en una parte integral del enfrentamiento de Treinta Años como un episodio de la lucha de las coaliciones sueco-rusa y polaco-austríaca. La paz ruso-polaca de 1634 puso fin a la ambición polaca por el trono zarista, pero dejó a Polonia libre para reanudar las hostilidades contra su principal enemigo en el Báltico. Aunque Rusia perdió, está ayuda militar permitió a los suecos luchar en Europa Central sin ser atacados por los ejércitos polaco-lituanos. El nuevo rey polaco Władysław IV, coronado en 1632, retomó los planes albergados por su padre. En 1634 mandó un enviado especial a Madrid. Aparte de las negociaciones habituales sobre la herencia Sforza (ambos países se reclamaron mutuamente herencia del sur de Italia de Bona Sforza), las conversaciones se centraron en la compensación por la flota polaca perdida ante los suecos cuando nominalmente estaba al servicio de Felipe IV y asegurando puestos españoles y pensión para dos hermanos reales. El punto principal, sin embargo, fue el apoyo financiero español para el futuro esfuerzo militar polaco contra Suecia, desde 1630 el beligerante formal en la guerra de los Treinta Años. La tregua polaco-sueca de 1629 expiraría en 1635 y el monarca polaco estaba considerando la reanudación del conflicto. En 1634 envió otro diplomático a Madrid, y en 1635 otro. Hasta entonces, la posición de la corte española no estaba clara; Se escuchó cortésmente a los enviados polacos, pero no se tomaron iniciativas. Esto cambió en 1635, cuando dos enviados españoles partieron hacia Varsovia. Sin embargo, no eran conscientes de la presión del tiempo. Los enviados franceses, que partieron en un momento similar pero con intenciones exactamente opuestas, viajaron por mar y llegaron a Polonia en mayo, justo a tiempo. Ante ello, en 1635, la tregua con Suecia fue ampliada por el Tratado de Stuhmsdorf. Muchas potencias europeas como Brandeburgo-Prusia, Francia, Inglaterra y la República Holandesa estaban interesadas en el resultado de las negociaciones polaco-suecas y también fueron nombradas como mediadores para asegurar la neutralidad polaca. Suecia cedió los puertos prusianos y Polonia cedió la mayor parte de Livonia a Riga, pero mantuvo la región de Latgale. El armisticio concluido entre ellos permitió a Suecia transferir refuerzos significativos desde el otro lado del Vístula a Alemania. Los españoles viajaron principalmente por tierra y visitaron varias misiones diplomáticas en el camino; no se encontraron ante Władysław IV en agosto de 1636 en Vilnius. Allí propusieron crear un ejército en Polonia que lucharía bajo la bandera de la Liga Católica.

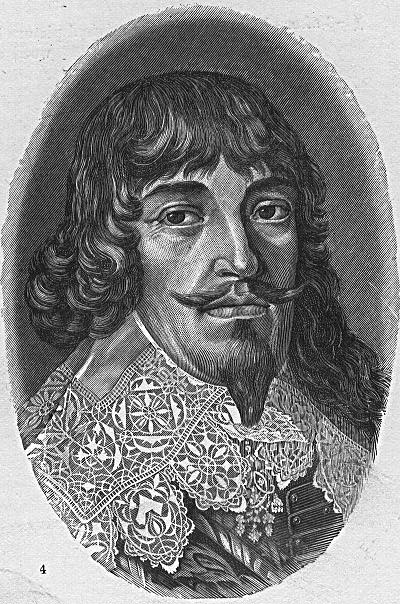
Duque Bernardo de Sajonia-Weimar, comandante del ejército alemán al servicio sueco-francés.

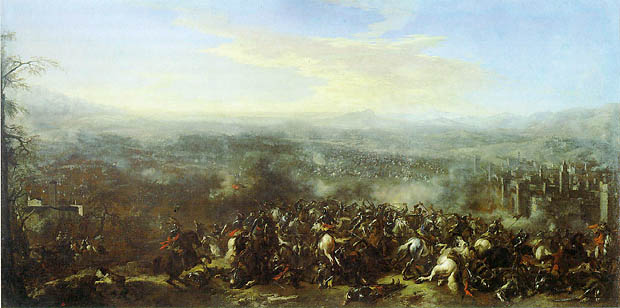
Batalla de Nördlingen en septiembre de 1634, donde los españoles vencen a los suecos.

Las hostilidades continuaron, y este mismo año, los suecos y sus aliados protestantes alemanes, al mando de Gustavo de Horn y Bernardo de Sajonia-Weimar, fueron derrotados por fuerzas hispano-imperiales en la batalla de Nördlingen, lideradas por el rey de Romanos (heredero imperial), archiduque Fernando (hijo de Fernando II) y el general Matthias Gallas, al mando de los tropas católicas alemanas, y por el cardenal-infante don Fernando de Habsburgo, hermano del rey Felipe IV, al mando de tropas españolas que acudieron en ayuda de los católicos desde la posesión española de Milán.
Después de aquello, Después de la severa derrota de los suecos, en el año siguiente 1635, con la excepción del Landgraviato calvinista de Hesse-Kassel, casi todos los estados protestantes, encabezados por la Sajonia Electoral, rompieron la alianza con Suecia. Ambos lados se encontraron para entablar negociaciones, y el periodo sueco terminó por medio de la Paz de Praga (1635), según la cual:
- Se restableció la fecha, 1555, que la Paz de Augsburgo había establecido como aquella a partir de la cual las posesiones en tierras de los protestantes y católicos permanecerían sin cambios, lo cual anuló a todos los efectos el Edicto de Restitución.
- El ejército del emperador y los ejércitos de los Estados alemanes quedaron unidos como único ejército del Sacro Imperio Romano. (aunque Juan Jorge I de Sajonia y Maximiliano I de Baviera mantuvieron, como cuestión práctica, el mando independiente de sus propias fuerzas, ahora nominalmente componentes del ejército "imperial")
- Todos los firmantes del acuerdo se comprometieron a expulsar a los suecos de territorio del Sacro Imperio.
- Prohibió que los príncipes alemanes estableciesen alianzas entre ellos o con potencias extranjeras.
- Se legalizó el calvinismo.
- Resolvió las cuestiones religiosas de la guerra de los Treinta años.

El objetivo de los príncipes imperiales y del ejército imperial era actuar juntos y con el apoyo de España contra Francia y Suecia como enemigos del imperio. La guerra de los Treinta Años finalmente dejó de ser una guerra de denominaciones cristianas. Este tratado, sin embargo, no satisfizo a los franceses, ya que los Habsburgo continuaban siendo muy poderosos. Además España (en respuesta a la invasión francesa de Lorena y Bar en la primavera de 1634) tomó el 24 de enero Philippsburg y Tréveris el 26 de marzo de 1635, fortalezas del Electorado de Tréveris. Francia decidió entrar el 19 de mayo en la guerra contra España y El 18 de septiembre declara la guerra al Sacro Imperio, una vez producida la ocupación imperial de Espira el 4 de septiembre.

## Intervención francesa (1635-1648)
Antes de que Francia entrara en guerra, el ejército francés tenía 72 regimientos de infantería. En el año de entrada en guerra el número aumentó a 135 regimientos, llegó a 174 regimientos en 1636 y culminó en un número de 202 regimientos en 1647. Después de una reforma del ejército en 1635, cada regimiento de línea constaba de 1060 hombres. En 1635 el número de infantería francesa era de unos 130.000 hombres, en 1636 de unos 155.000 hombres y en 1647 de unos 100.000 hombres. Al comienzo de la guerra, se consideraba que el ejército francés estaba en malas condiciones y compuesto por soldados sin experiencia en comparación con los soldados imperiales y suecos endurecidos por la batalla.

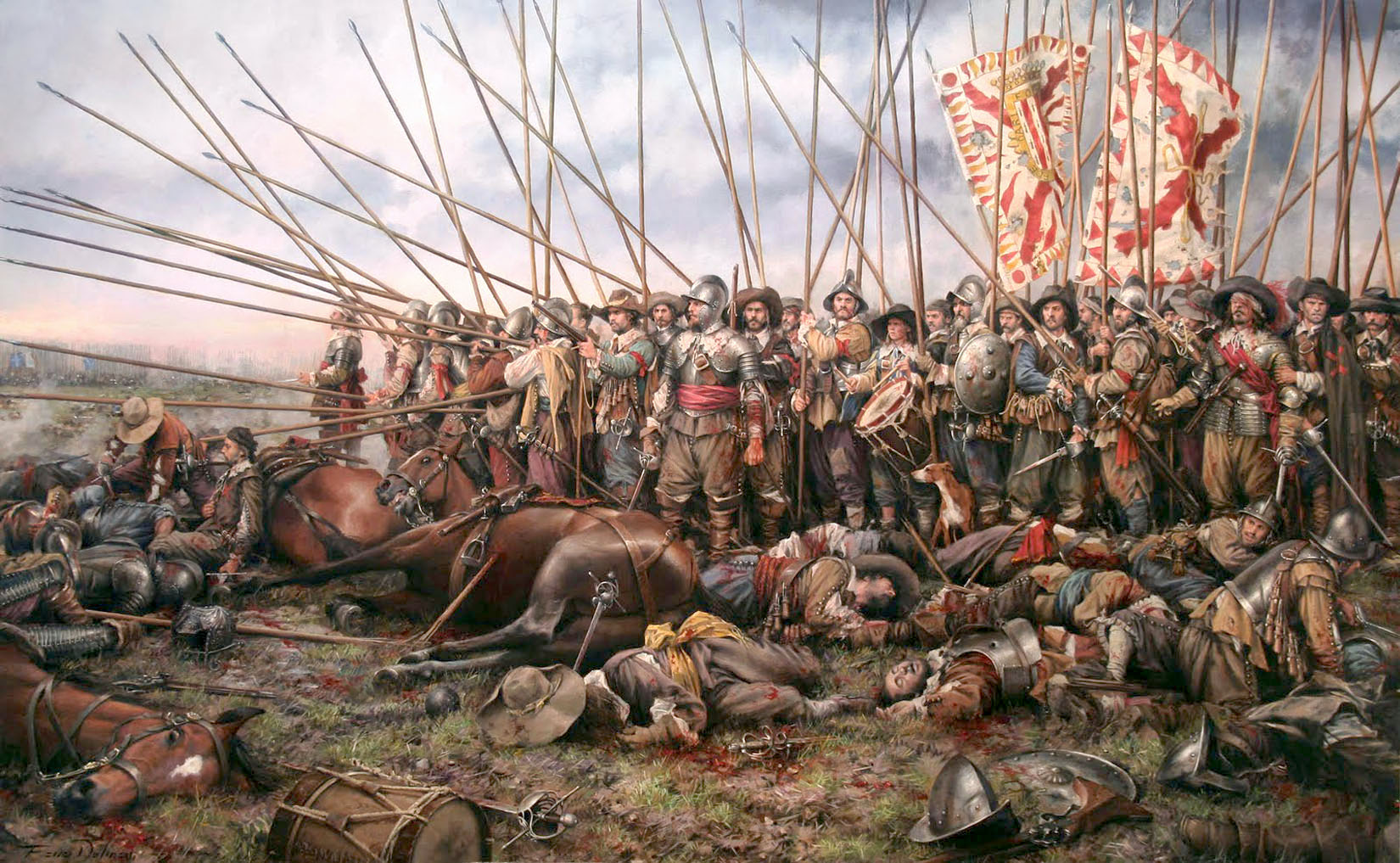
Rocroi, el último tercio, por Augusto Ferrer-Dalmau (2011).

Desde el comienzo de la guerra, Francia siempre se había mantenido cuidadosamente alejada de los combates, mientras que desde 1625 apoyaba a los oponentes del Emperador y el Rey de España a través de su diplomacia y subsidios. Sus únicas implicaciones directas fueron en áreas periféricas de Italia y Lorena. Esta política no estuvo exenta de contradicciones porque Richelieu, cardenal de la Iglesia católica y adversario despiadado de las fuerzas protestantes, dentro del reino, se alía con los protestantes extranjeros contra los Habsburgo, campeones del catolicismo. Por tanto, las consideraciones religiosas se oponen a las consideraciones políticas y al deseo de contener el poder de los Habsburgo. Sin embargo, terminan ganando a sus diversos adversarios. Para mantener el equilibrio deseado, Francia no tiene otra solución que involucrarse directamente en el conflicto.
Francia, aunque era un país católico, rivalizaba con la casa de Habsburgo, y ahora entró en la guerra en el bando protestante. El cardenal Richelieu, primer ministro de Luis XIII, pensó que los Habsburgo todavía eran demasiado poderosos, ya que mantenían en su poder varios territorios en la frontera este de Francia y tenían influencia sobre las Provincias Unidas. Richelieu era un bon français, como el rey, que ya había decidido subvencionar a los holandeses para luchar contra los españoles a través del Tratado de Compiègne en junio de 1634.

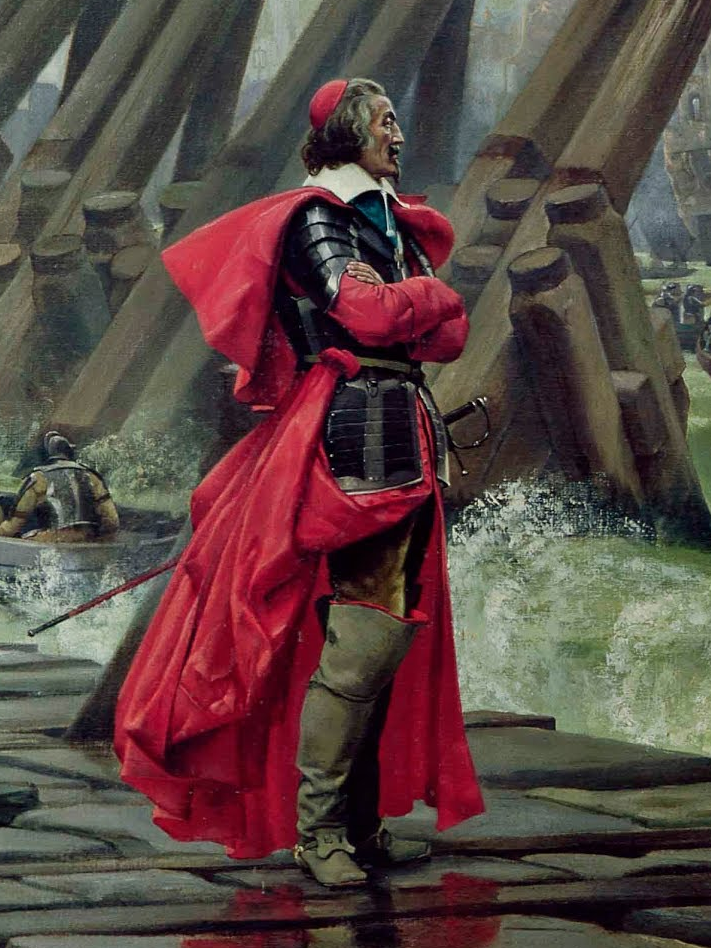
El Cardenal Richelieu, diplomático líder de la fase francesa de la guerra.

Por lo tanto, Francia se alió con los holandeses y con Suecia, y entró en la guerra luego de que los españoles, por precaución, ocuparan Philippsbourg, Speyer, Landau y finalmente Trier, de los cuales el arzobispo Philipp Christoph von Sötern, uno de los príncipes electores, se puso bajo la protección de Francia. Richelieu tomó este pretexto para declarar, el 19 de mayo de 1635, la guerra contra España, el adversario más directo de los intereses franceses. De acuerdo con las fuerzas suecas (tratados Wismar de 1636 y Hamburgo de 1638 ), las tropas francesas abrieron la ofensiva anti-Habsburgo en Alemania y Holanda, mientras que las fuerzas suecas se establecieron en el norte de Alemania. Francia declaró la guerra al emperador Habsburgo en Viena el 18 de septiembre, poco antes de que el emperador planeara un ataque preventivo. La declaración de guerra solo tuvo consecuencias indirectas pero graves para el emperador. Hasta ahora, las contribuciones financieras francesas a los suecos y las contribuciones españolas al emperador se habían equilibrado aproximadamente entre sí. Ahora, sin embargo, la propia España, como participante oficial en la guerra, estaba bajo una fuerte presión. Esto inevitablemente tuvo un efecto negativo en las contribuciones financieras de España al emperador, mientras que Francia no tuvo un desafío financiero adicional. En la interacción de Francia y Suecia, se hicieron delimitaciones operativas en el teatro de guerra del Sacro Imperio Romano Germánico. Francia se hizo cargo de la zona de operaciones del sur de Alemania abandonada por Suecia. Esto también incluyó la toma de lugares fortificados y reductos en el Alto Rin de manos de los suecos. Los suecos se retiraron por completo al norte de Alemania en la costa del mar Báltico, a Mecklenburg y a la región del Elba. Allí se aseguraron los suministros que venían de Suecia por barco a través del mar Báltico. A partir de ahí, Sajonia y Bohemia podrían verse amenazadas, porque Brandeburgo era un oponente militarmente débil. Al mismo tiempo, Francia no detuvo sus esfuerzos en el ámbito diplomático. Sus aliados italianos entraron en guerra contra los Habsburgo: los ducados de Saboya, Mantua y la República de Venecia. Los franceses atacaronLombardía y los Países Bajos españoles.
Las tropas francesas del duque Enrique II de Rohan en 1635 expulsaron a los españoles y los imperiales (austriacos) de Valtellina. La renuencia de Francia a devolver Valtellina obligó a las autoridades de Grison a iniciar negociaciones secretas con España y el Sacro Imperio Romano Germánico. En 1637, los Grisones, encabezados por Georg Jenach, expulsaron a los franceses de Valtellina. En 1639, se concluyó un tratado en Milán entre los Grisones y España, en virtud del cual Valtellina se abrió al paso de las tropas españolas, pero se consideró la posesión soberana de los Grisones. A la población de Valtellina se le concedió el autogobierno y a los católicos locales se les dio libertad de religión.
El Piamonte aún buscaba una vana expansión hacia Ginebra: estos hechos, de armas y política, no ayudaron a la economía y la historia futura, agravando la ya difícil situación interna por la muerte de Vittorio Amedeo I de Saboya. Sus hijos lo sucedieron: por un período muy corto de tiempo el hijo mayor Francesco Giacinto de Saboya y luego el segundo hijo Carlo Emanuele II. En ambos casos la regencia fue encomendada a la madre María Cristina (francesa), quien se convirtió en Madama Reale para el pueblo y sus simpatizantes tomaron el nombre de Madamisti. Contra esta preponderancia francesa, que habría hecho de Piamonte un estado satélite del reino de Francia, sumado a los objetivos del cardenal Richelieu, que intentó anexar a la corona de Francia el ducado de Saboya. El reino se dividió en "madamistas" y "príncipes", pues el príncipe Mauricio de Saboya y su hermano menor, el príncipe Tomás Francisco de Saboya-Carignano se disputaban el poder de su cuñada, y su séquito francés. Cuando el primer heredero Francisco Jacinto murió en 1638, los dos hermanos comenzaron la guerra civil piamontesa, con el apoyo español, los príncipes, el cardenal Mauricio de Saboya, y Tomás de Saboya, se movilizaron, cuyos seguidores tomaron el nombre de Príncipes. Los príncipes, con el apoyo de tropas españolas provenientes de Milán, ocuparon Chieri, Chivasso, Ivrea, Moncalieri, Vercelli y Verrua Savoia. Fracasando en la toma de las ciudades de Cherasco y Turín en 1640. Cristina en 1639 se vio obligada a refugiarse en Saboya, bajo protección francesa, para escapar de sus cuñados que asolaban Turín. Posteriormente, sin embargo, el propio Richelieu hizo arrestar al fiel conde d'Agliè, culpable de oponerse al protectorado francés. Cristina resistió indomable, explotando hábilmente las rivalidades entre franceses y españoles y su origen real.
Dado que Suecia ya no apoyaba a Bernardo de Sajonia-Weimar, comenzó sus propias negociaciones de alianza con Richelieu. En octubre de 1635 se firmó un tratado de alianza y cooperación. El antiguo ejército sueco del sur bajo el mando de Bernardo fue puesto bajo el alto mando francés y se le aseguró al comandante territorio en Alsacia. El liderazgo político bajo Axel Oxenstierna se retiró a Magdeburgo del 6 de junio al 19 de septiembre de 1635, y el comandante en jefe militar Johan Banér también trasladó el último ejército sueco en suelo alemán a Magdeburgo. La base contractual para esto fue el Tratado de Wismar concluido en marzo de 1636 sobre la base del Tratado de Compiègne. Después de eso, se suponía que Suecia comenzaría la guerra a través de Brandeburgo y Sajonia en las tierras hereditarias de los Habsburgo en Bohemia y Moravia, y Francia debe apoderarse de las áreas de los Habsburgo austriacos en el Rin. Cuando las tropas francesas intentaron conquistar los Países Bajos españoles en mayo de 1635 y el sur de Renania en septiembre de 1635, el plan fracasó en los Países Bajos debido al Sitio de Lovaina por parte del cuerpo auxiliar de los españoles al mando de Octavio Piccolomini y en el Rin por el ejército imperial de Matthias Gallas, los austríacos pudieron empujar a los ejércitos aliados desde Francia y desde Bernhard von Sachsen-Weimar a Metz, pero este último pudo mantener las posiciones en el Alto Rin.
Los esfuerzos militares franceses se encontraron con el desastre, y los españoles contraatacaron, invadiendo territorio francés. El general imperial Johann von Werth y el comandante español, el cardenal infante Fernando de España, al mando de las tropas españolas arrasaron las provincias francesas de Champaña y Borgoña, e incluso amenazaron París durante la campaña de Francia de 1636. La campaña de 1636 fue muy difícil para Francia. Entraron juntos en el norte de Francia desde Mons a principios de julio. Después de conquistar La Capelle y a lo largo del Oise. Tras avanzar hacia París, giraron hacia el oeste en la dirección esperada del ejército francés, capturaron Le Catelet y cruzaron el Somme desde el norte a principios de agosto. Las operaciones en Italia se estancaron, así como las de Alsacia; una operación llevada a cabo en el Franco Condado contra Dole terminó en fracaso y Gallas invadió Borgoña antes de fracasar en el sitio de Saint-Jean-de-Losne y tener que volver a cruzar el Rin cuando llegaron los refuerzos; en el norte, los españoles y sus aliados, bajo el mando de Octavio Piccolomini, Johann von Werth y el Cardenal-Infante, ganaron terreno y finalmente tomaron Corbie (en el Somme) los 15 de agosto. Por lo tanto, París está directamente amenazada y los disturbios estallaron en París después de que los atacantes capturaron la fortaleza fronteriza francesa a solo 100 km al norte de la capital, pero Luis XIII logra recuperar a Corbie el 14 de noviembre. Sin embargo, en el sur, España se ha apoderado de Saint-Jean-de-Luz y amenaza al suroeste. El general imperial Johann von Werth y el comandante español, el cardenal-infante Fernando, llevaron a cabo campañas exitosas, sin embargo esto alargaba mucho sus líneas de comunicación, por lo que finalmente se retiraron mientras los franceses tomaron Arras, aun así los españoles vencieron a los franceses en los sitios de Saint Omer de 1638 y 1647. Finalmente Bernardo de Sajonia-Weimar derrotó a las fuerzas hispano-imperiales en el Rin y llegó a amenazar su permanencia en suelo francés en la batalla de Rheinefeld. Los españoles al mando del cardenal Infante habían decidido relevar demasiado tarde, considerando que sus operaciones ya estaban completas. El liderazgo militar español finalmente se conformó con adquirir algunos fuertes fronterizos franceses, lo que Piccolomini vio como una oportunidad perdida.
Después de la disolución de la Liga de Heilbronn, el ejército sajón declaró formalmente la guerra contra su antiguo aliado Suecia en octubre de 1635 y bloqueó Magdeburgo desde noviembre de 1635. Los soldados suecos se inquietaron e incluso los generales sospecharon que las negociaciones de paz estaban por encima de sus cabezas. Después de la dura derrota de los suecos en Nördlingen, el ejército sueco amenazó con un motín y en agosto de 1635 el canciller imperial sueco Oxenstierna fue retenido por grupos amotinados. En septiembre, eludió en secreto a las tropas porque temía por su vida. En octubre de 1635, los éxitos de los suecos al mando de Banér en la batalla de Dömitz y luego en Kyritz contra un ejército de Brandeburgo-Prusia terminaron con la amenaza de un colapso sueco. Al mismo tiempo, los suecos triunfaron en la Batalla de Wittstock una victoria contra un ejército imperial sajón. Esto resultó ser tan completo que se necesitaron tropas imperiales como refuerzos en el noreste del imperio durante el próximo año. Antes de eso, Gallas intentó una última ofensiva en el interior de Francia para ganar cuarteles de invierno en territorio enemigo y devastar áreas débilmente defendidas, pero fracasó a principios de noviembre debido al mal tiempo y la amarga defensa de la ciudad fronteriza de Saint- Jean-de-Losne. Dado que el Franco-Condado no otorgó cuarteles de invierno a los imperiales, Gallas tuvo que retirar sus tropas nuevamente por el largo camino hacia el Rin, en contra de las intenciones del liderazgo militar imperial. Apenas la mitad del ejército de Gallas finalmente permaneció allí para asegurar el Condado Libre.
El año 1637 parecía traer el comienzo de una alianza entre los Habsburgo y los Vasa polacos. Madrid otorgó un salario fijo a los dos hermanos menores del rey, y Jan Kazimierz recibió la Orden del Toisón de Oro. Antes de partir de Varsovia, el enviado español Vázquez de Miranda también se comprometió a indemnizar la flota perdida en Wismar y devolver sumas napolitanas. Aunque todavía no había avances sobre la posición de Juan Casimiro al servicio de España; solo había rumores generales de que tomaría el mando en Flandes o en la flota del Mediterráneo. Sin embargo, el evento más importante de este año se refería a Austria. Los Habsburgo vieneses y los Vasa de Varsovia concluyeron el llamado Pacto de Familia. Władysław IV y el emperador Fernando III eran primos, ya que la madre del rey polaco era hermana del difunto emperador Fernando II. Ahora también se estaban convirtiendo en cuñados, ya que Władysław IV iba a casarse con la hermana de Fernando III, Cecylia Renata. Aunque el acuerdo se refería principalmente a la dinámica general y no contenía ninguna obligación militar, parecía que después de años de vacilación, el rey de Polonia comenzó a inclinarse por Viena, no por París. En enero de 1638, el príncipe Jan Kazimierz partió de Polonia hacia España; no está claro si ambas cortes ya habían acordado su futuro papel, o si su visita a Madrid solo tenía la intención de acelerar las negociaciones sobre este tema. Sin embargo, en mayo, Jan Kazimierz fue detenido por los franceses en Port-de-Bouc, mientras viajaba a lo largo de la costa mediterránea desde Italia hasta España. Oficialmente, fue acusado de espionaje, pero los científicos creen que el cardenal Richelieu aprovechó la oportunidad para ganar otro argumento para presionar a Władysław IV, impedir la alianza polaco-Habsburgo y la entrada de Polonia en la guerra de los Treinta Años. En el verano resultó que una liberación rápida del hermano del rey estaba fuera de discusión. En octubre de 1638, Władysław IV y Ferdinand III se reunieron en Nikolsburg y acordaron nuevas acciones; probablemente decidieron buscar la mediación de los estados italianos, tradicionalmente en buenos términos con el rey de Francia. Cuando fracasaron, se decidió firmar el Tratado de Nápoles en 1639 entre Polonia y España contra Francia y de ser posible, también Suecia. No se llegaría a aplicar y las posibles consecuencias militares de la participación del ejército polaco negociado en Nápoles en la guerra de los Treinta Años siguen siendo motivo de presunción y especulación. A pesar de ello, a mediados de la década de 1630, algunos de polacos de la Lisowczycy lucharon en las filas del ejército imperial contra los franceses en Flandes, confirmando las peores opiniones posibles sobre sí mismos. No se sabe cuál fue el resultado de la fusión de las fuerzas de los tercios españoles, considerada la mejor infantería del mundo en la época, con los húsares polacos. 

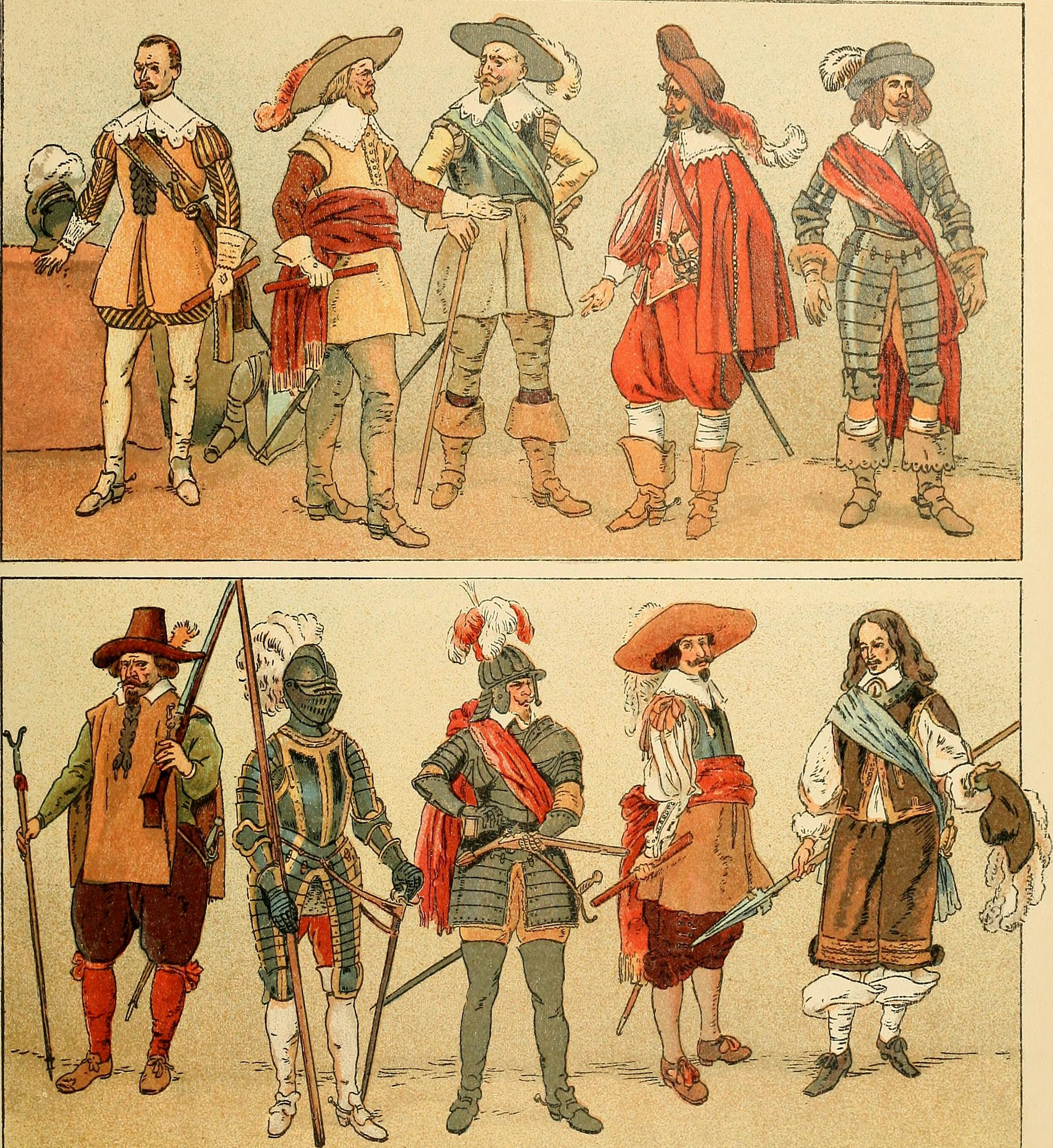
Uniformes militares de las tropas de la guerra de los Treinta Años. Adolf Rosenberg (1905)

Las hostilidades de 1637 y 1638 estuvieron marcadas por la confusión y un statu quo relativo. Los hechos más notables son en 1637 la muerte de los duques de Mantua y Saboya, y el difícil inicio de la regencia de la duquesa de Saboya, Cristina, hermana de Luis XIII, ante las intrigas de sus hermanos en Ley, Tomás y Mauricio, aliados con los españoles. También en 1637 el emperador había muerto. Su sucesor Fernando III presionó por un compromiso, pero la Paz de Praga ya era historia para entonces. Después de la victoria en Wittstock, la situación de Suecia había mejorado significativamente. Brandeburgo estaba nuevamente bajo control sueco y el elector de Brandeburgo tuvo que huir a Königsberg en Prusia. En la primavera de 1637, los suecos al mando de Banér también invadieron la Sajonia Electoral. En 1638, fue la derrota francesa en Fuenterrabía (País Vasco) el 7 de septiembre y la destrucción de una flota española el 22 de agosto de así como la captura de Brisach, clave para la Alsacia y Suabia de Bernardo de Sajonia-Weimar el 19 de diciembre. Cuando un ejército del Palatinado financiado con fondos ingleses también invadió Westfalia, el comandante en jefe Gallas tuvo que retirar sus propias tropas de Pomerania para repelerlos. Los imperiales bajo Melchior von Hatzfeldt aplastaron al ejército del Palatinado-Sueco bajo el mando del Príncipe Karl Ludwig en la Batalla de Vlotho en octubre de 1638. Ni la batalla de Vlotho en octubre de 1638, en la que las tropas imperiales derrotaron a las fuerzas suecas, inglesas y palatinas (provocando la salida definitiva del Palatinado del conflicto) ni la muerte de Bernardo de Sajonia-Weimar ni la batalla de Chemnitz en abril de 1639 ni, finalmente, la ofensiva conjunta franco-sueca en Turingia, resultó decisiva para el destino de la guerra, que efectivamente entró en un punto muerto. Siguieron muchas batallas, pero ningún bando obtuvo en ellas ventajas claras. La guerra volvía a estancarse y el número de operaciones disminuía. Sin embargo, el grado de devastación había aumentado considerablemente, porque regiones enteras ya estaban desiertas.
Los enemigos de los Habsburgo en el imperio notaron con atención cómo se desvanecía la supremacía militar imperial, claro ejemplo fue la Batalla de Breisach donde los franceses tomaron Alsacia y cortaron definitivamente el camino español. Amalie Elisabeth von Hessen-Kassel rompió las negociaciones para unirse a la Paz de Praga y, a fines del verano de 1639, concluyó una alianza con Francia. Los duques de Guelph de Wolfenbüttel y Lüneburg, que fueron incluidos en la Paz de Praga, entraron en una alianza con Suecia.
Con el Camino Español cerrado, los españoles se vieron obligados a comenzar a transportar sus ejércitos a los Países Bajos por mar. En 1639 uno de estos convoyes fue atacado frente a las costas inglesas por el almirante neerlandés Maarten Tromp, dando lugar a la Batalla de las Dunas en la que Tromp aniquiló a la flota española que había estado escoltando a los barcos de tropas. Esta derrota catastrófica paralizó el poder naval español, haciendo casi imposible que España consiguiera refuerzos y suministros para el Ejército de Flandes.
Alrededor de 1640, el emperador comenzó a avanzar hacia la paz, pero no hubo fuerza para responder a la actitud opresiva. Todas las demás iniciativas de paz como las del Papa Urbano VIII (Congreso de Paz de Colonia) o el Congreso de Hamburgo de 1638 habían fracasado. En 1640, el emperador convocó el Reichstag de Ratisbona y marcó así una señal que marcó tendencia en el largo camino hacia la paz. El Reichstag devolvió a la oposición corporativa su foro. El dominio del sistema monárquico se rompió. Sin embargo, un acuerdo de paz solo fue posible con las potencias Francia y Suecia, que no estaban representadas aquí.
En Holanda, la República Federal de los Países Bajos derrotó a España y capturó Fort Breda. Esta victoria aseguró la independencia de los Países Bajos y, a la inversa, fue una expresión del colapso de la hegemonía española. Y a partir de este momento, el ejército español fue derrotado repetidamente frente a Francia y Holanda, mostrando signos de colapso. El asedio de la fortaleza Habsburgo de Arras, que duró del 16 de junio al 9 de agosto de 1640 (en el que distinguió al escritor Savinien Cyrano de Bergerac) y su caída terminando finalmente en manos francesas hizo que los acontecimientos giraran decisivamente a favor de Luis XIII y en detrimento de España: habiendo perdido Arras, las tropas francesas tuvieron un juego fácil para invadir y ocupar todo Flandes; en ese año, el Reino de Portugal inicio su guerra de independencia de España y sucedió una Sublevación en Cataluña. El gobierno del conde-duque de Olivares, con su política de endurecimiento fiscal en detrimento de estas dos regiones, había provocado la parálisis en Lisboa y el odio y descontento catalán hacia la corte madrileña. El fermento de estos movimientos separatistas no escapó al cardenal Richelieu, quien, queriendo promover una "guerra de diversión" en territorio ibérico para obligar a los españoles a retirarse del teatro alemán, prestó prontamente ayuda en primer lugar a los catalanes y más tarde a los portugueses. Los esfuerzos del primer ministro francés tuvieron los efectos deseados: Felipe IV de España, apoyado por sus asesores, se vio obligado de mala gana a desviar su atención de la guerra en el norte de Europa para abordar los problemas en sus territorios.
La coalición imperial se hundió en una profunda crisis. En el Mediterráneo y el Atlántico las flotas francesa y holandesa ganaron repetidamente a las hispanas, mientras que las fuerzas francesas y suecas recuperaron la iniciativa en el sur de Alemania: en la segunda batalla de Breitenfeld el 2 de noviembre de 1642, luchó fuera de Leipzig, el mariscal de campo sueco Lennart Torstenson, quien derrotó al ejército imperial liderado por Leopoldo Guillermo de Austria y por el príncipe general Octavio Piccolomini, resultando en la pérdida de 20 000 hombres, la captura de 5 000 prisioneros y 46 cañones a costa de 4 000 muertos o heridos entre las filas franco-suecas. La victoria en Breitenfeld permitió la ocupación sueca de Sajonia y obligó a Fernando III a considerar el papel de Suecia, y no solo de Francia, en las futuras negociaciones de paz.
Después de cuatro años de lucha en la guerra civil piamontesa, Cristina de Borbón-Francia salió victoriosa tras el Asedio de Turín, gracias al apoyo militar francés. No sólo mantuvo el ducado para su hijo, ella también impidió que Francia consiguiera demasiado poder en el Ducado de Saboya. Cuando se firmó la paz el 14 de junio de 1642, Mauricio se casó con su sobrina de catorce años de edad, Luisa Cristina de Saboya, abandonando el título de cardenal y previa dispensa del papa Paulo V. Se convirtió en gobernador de Niza de donde expulsó a las tropas españolas, que mantuvieron ocupado Vercelli hasta 1659. Cristina de Francia se quedó con el control del Ducado de Saboya, hasta que su hijo pudiera seguir sus pasos, su regencia oficial terminó en 1648, pero permaneció en el poder hasta su muerte.
Además, en noviembre de 1642, estalló una guerra civil revolucionaria en Inglaterra debido al conflicto interno continuó entre la monarquía y el Parlamento, que condujo a una reducción de los subsidios ingleses a los protestantes alemanes y Suecia, además de un nuevo frente de guerra contra la rebelde Irlanda, del lado católico, durante las Guerras de los Tres Reinos.

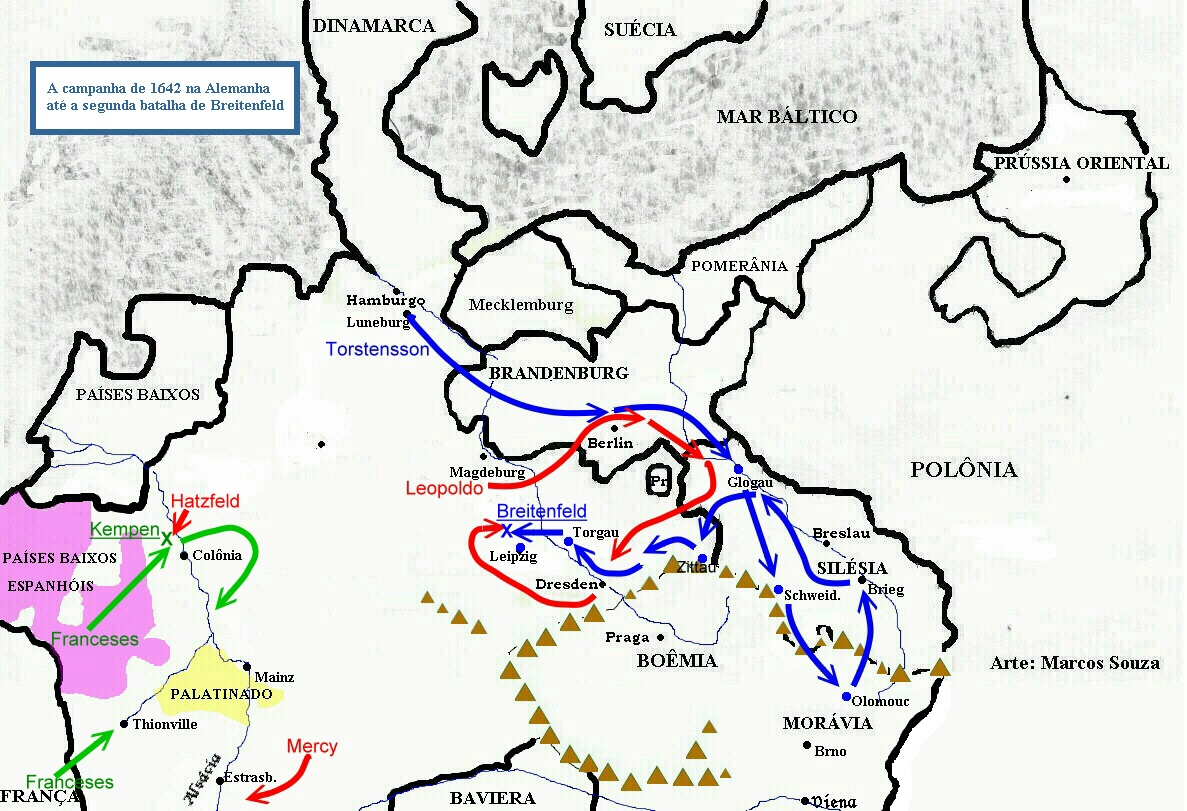
Campañas militares en 1642, previo a la segunda Batalla de Breitenfeld

En 1642, murió el cardenal Richelieu y un año después lo hizo el rey francés Luis XIII. Subió al trono Luis XIV, con tan sólo cinco años, mientras que su regente, el Cardenal Mazarino, comenzó a trabajar para buscar una salida diplomática a la guerra. Por esta razón, Mazarino no tuvo más remedio que abandonar su ambición de convertir al rey francés en emperador del Sacro Imperio Romano Germánico de entre las políticas que había heredado.

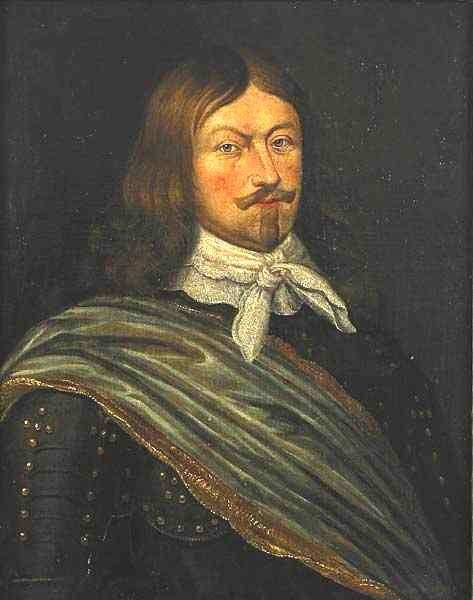
Lennart Torstenson (1603-1651), uno de los principales caudillos suecos durante la Guerra.

Mientras tanto, Suecia estaba en guerra con Dinamarca-Noruega, que amenazaba con estar detrás del ejército sueco que luchaba en Alemania. Esta guerra se llamó la Guerra de Torstenson en honor al comandante. En un esfuerzo por fortalecer su posición en el Báltico, los daneses comenzaron a construir una armada fuerte capaz de resistir a Suecia. Para evitar esto, en diciembre de 1643, por orden de Oxensherna, las tropas suecas lanzaron una ofensiva en Holstein y en enero ocuparon todo el territorio continental de Dinamarca - Jutlandia. El ejército sueco, con la marina holandesa como aliada, subyugó Dinamarca y tomó el control del Mar Báltico, que fue interrumpido por la Guerra de los 30 Años. El general Gustav Horn también regresó de esta guerra. Los daneses solicitaron la ayuda del emperador. El Ejército Imperial se apresuró a apoyar a Dinamarca, Gallas fue llamado nuevamente y enviado a Dinamarca. En la primavera de 1644, su ejército se acercó a Kiel, saqueó el oeste de Pomerania, pero el 23 de noviembre fue detenido por los suecos, liderados por Torstensson, cerca de Yuterbog, por lo que fue derrotado. Después de la derrota de Gallas bajo Yuterbog, el camino hacia las tierras hereditarias de los Habsburgo se abrió nuevamente para los suecos. Torstensson invadió Bohemia. Para repeler su avance, se envió un ejército bajo el mando del mariscal de campo imperial, el conde von Hatzfeldt. Ambos ejércitos tenían aproximadamente el mismo tamaño, pero las fuerzas combinadas imperial-bávaras incluían unidades de caballería grandes y experimentadas.
En 1642 las tropas Españolas vencen a las francesas en Honnecourt, pero en 1643 las tropas españolas de Felipe IV, que se enfrentaba en la península a la Sublevación de Cataluña, fueron derrotadas en la batalla de Rocroi, en Flandes, lo cual supuso un punto de inflexión en el prolongado conflicto franco-español y marcó el declive de España como gran poder. En el frente del Rin, las tropas francesas fueron derrotadas en Tuttlingen, y su primer intento de invadir Baviera fue un fracaso siendo los franceses al mando de Turena derrotados en Mergentheim, pero dos años después, en 1645, Suecia invadió Bohemia nuevamente para asegurar la victoria, el mariscal sueco Lennart Torstensson venció a un ejército imperial en la batalla de Jankov, cerca de Praga, habiendo rechazado los primeros ataques de los suecos, los católicos lograron poner en fuga el flanco derecho del enemigo. Cuando los caballeros de von Hatzfeldt y von Werth, en lugar de completar la derrota del enemigo, se apresuraron a saquear el convoy sueco detrás, Torstensson, orientándose en la situación, rápidamente reconstruyó sus tropas y, usando hábilmente la artillería, rechazó todos los ataques de infantería y luego, con un contraataque exitoso, derrotó por completo a los católicos. El ejército imperial fue destruido, mientras tanto, Luis II de Borbón, príncipe de Condé, derrotó al ejército bávaro en Nördlingen. El último gran jefe militar de los católicos, el conde Franz von Mercy, perdió la vida en la batalla. Este evento fue decisivo para la derrota de los Habsburgo, y el duque de Baviera hizo la paz con Francia, además, el aislado duque de Sajonia firmó un armisticio con el ejército sueco. Sin encontrar más resistencia, Torstensson cruzó el Danubio el 24 de marzo y en poco tiempo capturó casi todas las principales ciudades y fortalezas del norte de la Baja Austria. Invitó al rebelde príncipe de Transilvania György I Rákóczi a lanzar una ofensiva contra Viena desde el este. A la espera de una respuesta, los suecos continuaron devastando el Danubio y el 4 de mayo sitiaron Brunn en Moravia. Cuando las fuerzas del archiduque Leopold Wilhelm, después de feroces combates, recuperaron el punto fortificado Wolfschanze al norte de Viena
En julio de 1644, en lugar del papa pro-francés Urbano VIII, fue elegido el pro-hispánico Inocencio X, cuya política en Italia condujo a la ruptura de las relaciones diplomáticas entre París y el Vaticano.

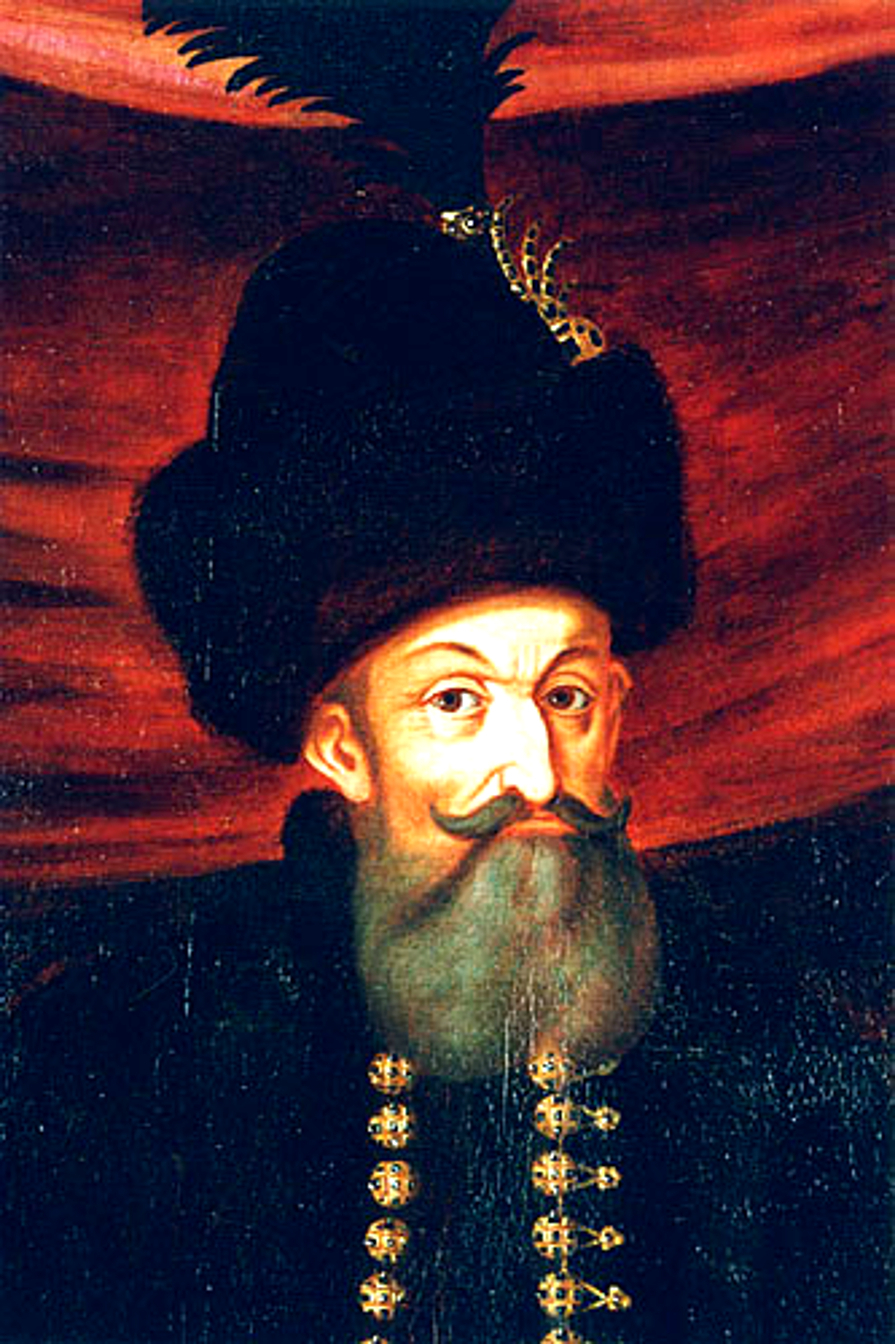
Jorge Rákóczi I, príncipe de Transilvania

El Principado de Transilvania bajo el gobierno Jorge Rákóczi I participó de nuevo como aliado de los suecos y franceses protestantes, siguiendo una política similar a la de Gabriel Bethlen de tener enfrentamiento a los Habsburgo. Agrandó los bienes y propiedades de la familia Rákóczi y luego de varios ataques, no obtuvo grandes éxitos contra los germánicos. En 1636, el destituido Esteban Bethlen, aliado con el pachá de Buda, atacó a Rákóczi intentando recuperar el trono, pero fue vencido en la batalla de Nagyszalonta. Posteriormente en 1644, dirigió una nueva campaña militar contra el emperador germánico y rey húngaro Fernando III de Habsburgo, y durante ésta ocupó todos los territorios del norte de Hungría en alianza con el ejército sueco que asediaba Brno, las tropas húngaras de Rákóczi ya se estaban moviendo para ayudar a los suecos a atravesar Moravia. Cuando se estaba disponiendo para avanzar hacia Viena, el Sultán lo prohibió y lo obligó a regresar, pues no quería que un estado vasallo de la Puerta Otomana interfiriera en las luchas católico-protestantes. Entonces, y para evitar la unificación de las tropas suecas y húngaras, en 1645, Fernando III de Habsburgo, firmó la paz de Linz, la cual repitió muchos puntos los pasajes de la paz de Nikolsburg de 1622. Transilvania obtuvo del emperador las siete provincias del Tisza, la convocatoria de una Asamblea Nacional en un plazo de tres meses y garantías a la libertad religiosa. Todo bajo la condición de no interferir más en los asuntos del Reich alemán.
A finales de 1642, se establecieron conferencias de paz a ambos lados del Rin, pero las negociaciones no comenzaron hasta 1644. La guerra se convirtió en una situación contradictoria que se volvió muy intensa a medida que la batalla por una ventaja en las negociaciones y la batalla para poner fin a la guerra se mezclaron. Por una serie de circunstancias, la conferencia de paz avanzó lentamente. A la conferencia internacional asistieron todos los países europeos excepto Gran Bretaña, los Países Bajos, el Imperio Ruso y el Imperio Otomano. Sin embargo, en 1646, el Ejército Imperial logró un maravilloso resurgimiento. Temiendo que el Ejército Imperial se reuniera con Baviera, Suecia invadió Baviera nuevamente. Francia vio esto como un acto de exceso y envió al Maestro Turenne para mantener a Suecia bajo control. Asediada por ambos ejércitos, Baviera se rindió, pero un general bávaro se rebeló y se unió al Ejército Imperial.
Paralelamente, en el Reino de Nápoles, la República Napolitana se rebeló contra el dominio español en la revuelta de Masaniello, siendo un movimiento popular con características de motín de subsistencia, el apoyo inicial de algunos sectores de la nobleza italiana y patriciado urbano duró poco al quedar claro que la mejor defensa de su situación privilegiada era el propio Felipe IV y las tropas españolas, las cuales, al mando de don Juan José de Austria, hijo natural del rey, entraron en la ciudad de Nápoles en febrero de 1648. En Sicilia, donde había estallado una revuelta similar, sucederá lo mismo en septiembre de 1648.
Mientras, las tropas francesas, dirigidas por el príncipe Condé, derrotaron nuevamente al archiduque Leopoldo en 1648 dirigido por los españoles en Lens. En 1647 Francia y Suecia invadieron Baviera y forzaron a Maximiliano I a firmar el 14 de marzo de 1647 la Tregua de Ulm y renunciar a su alianza con el Sacro Imperio Romano. Sin embargo, en otoño de ese mismo año rompió la tregua y volvió con los imperiales. En 1648, suecos y franceses al mando de Luis II de Borbón derrotaron al ejército imperial y español en las batallas de Zusmarhausen y Lens. Después de eso, tratando de obligar a Maximiliano a concluir una paz separada, devastaron casi toda Baviera.

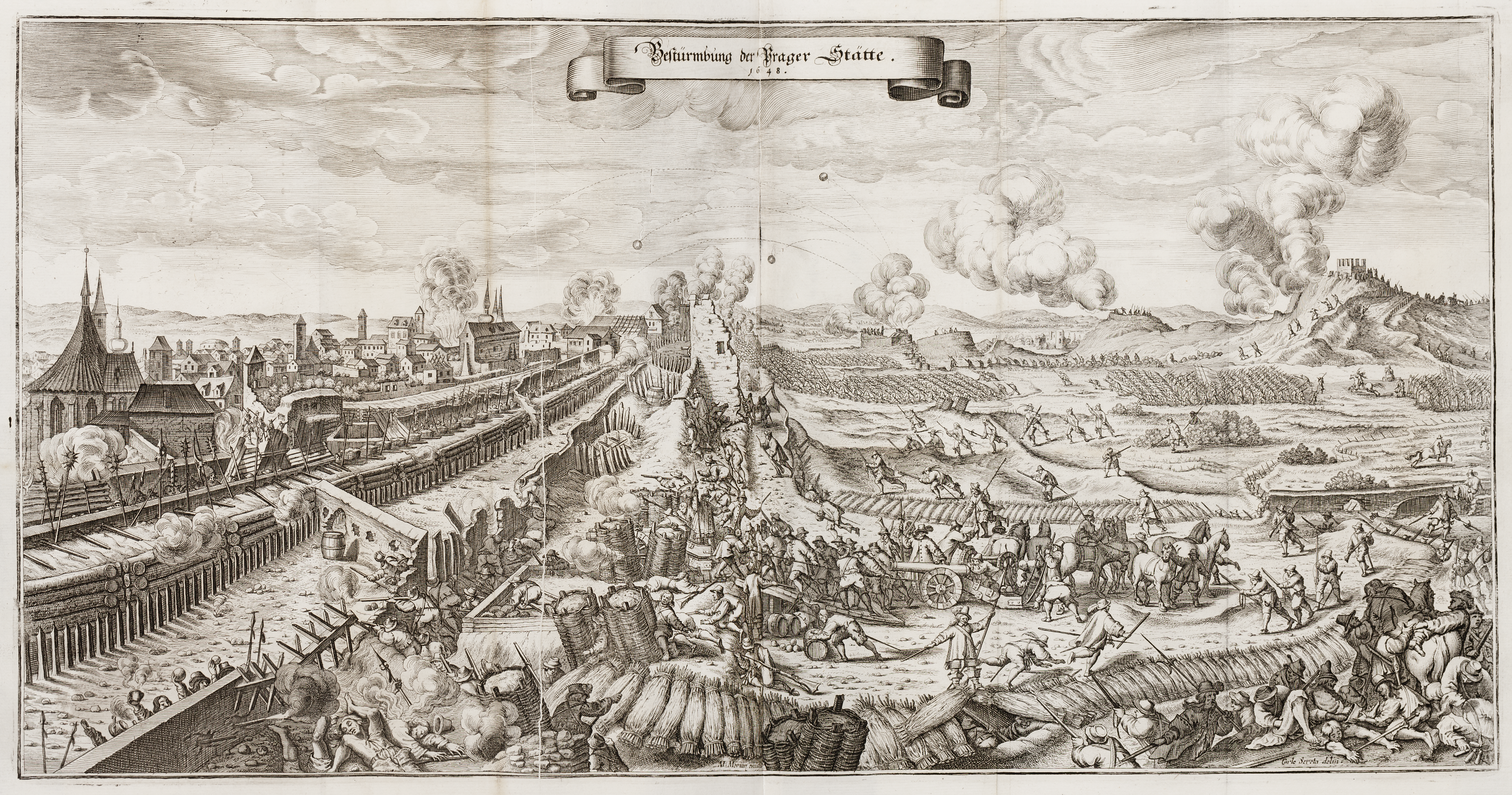
El asedio sueco de Praga en 1648

El general sueco Königsmark, que tras la batalla de Zusmarshausen se trasladó hacia Praga, logró capturar Mala Strana y Hradcany el 26 de julio, sin embargo, intentó continuar la ofensiva y cruzar el Puente Carlos para la ciudad vieja se enfrentó a una feroz resistencia de la gente del pueblo y la guarnición imperial. La lucha en Praga continuó hasta el final de la guerra. La batalla final se libró en el mismo lugar donde estalló la Guerra de Bohemia-Palatinado. En 1648, la coalición sueco-francesa derrotó al ejército emperador-bávaro y consolidó su poder. Los suecos sitiaron y capturaron Praga y se prepararon para atacar Viena, la capital imperial. El emperador decidió firmar el Tratado de Paz el 24 de octubre. 
Sin embargo, Suecia continuó luchando en Praga después del 26 de julio de 1648 por la conquista de Bohemia y el protestantismo. Praga, el último bastión del campo católico, resistió ferozmente y nunca se rindió. Carl X, entonces comandante en jefe del ejército sueco, que luego se convirtió en rey de Suecia, también se apresuró a ayudar y el asedio duró tres meses. Sin embargo, no lograron conquistar la parte de la margen derecha de Praga y la ciudad vieja, que resistió hasta el final de la guerra. Únicamente los territorios de la propia Austria permanecieron seguros en manos de los Habsburgo.

## La guerra en la península ibérica

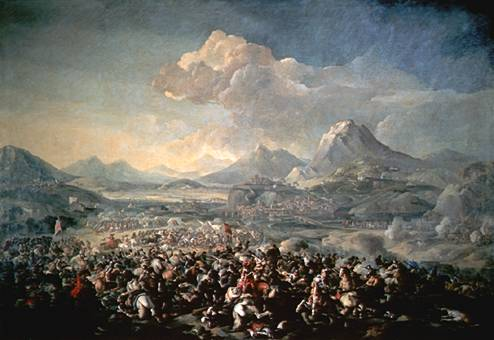
Batalla de Montujic de 1641

Las noticias de las victorias francesas en Flandes en 1640 proporcionaron un fuerte estímulo a los movimientos separatistas contra la España de los Habsburgo en los territorios de Cataluña y Portugal. Había sido el objetivo consciente del cardenal Richelieu promover una "guerra por diversión" contra los españoles aumentando las dificultades en el país que podrían alentarlos a retirarse de la guerra. Para librar esta guerra por diversión, el cardenal Richelieu había estado proporcionando ayuda a los catalanes y portugueses.
La revuelta catalana de la Guerra de los Segadores había surgido espontáneamente en mayo de 1640. La amenaza de que un territorio anti-Habsburgo estableciera una base poderosa al sur de los Pirineos provocó una reacción inmediata de la monarquía. El gobierno de los Habsburgo envió un gran ejército de 26.000 hombres para aplastar la revuelta catalana. De camino a Barcelona, el ejército español retomó varias ciudades, ejecutando a cientos de prisioneros, y un ejército rebelde de la recién proclamada República Catalana fue derrotado en Martorell, cerca de Barcelona, el 23 de enero. En respuesta, los rebeldes reforzaron sus esfuerzos y la Generalidad catalana obtuvo una importante victoria militar sobre el ejército español en la batalla de Montjuïc (26 de enero de 1641) que dominó la ciudad de Barcelona. Perpiñán fue arrebatada a los españoles después de un asedio de 10 meses, y todo el Rosellón cayó bajo el control directo francés. Los poderes gobernantes catalanes aceptaron a medias la proclamación de Luis XIII de Francia como conde soberano de Barcelona, como Lluís I de Cataluña. Durante la década siguiente los catalanes lucharon bajo el vasallaje francés, tomando la iniciativa después de Montjuïc. Mientras tanto, el aumento del control francés de los asuntos políticos y administrativos, en particular en el norte de Cataluña, y un firme enfoque militar en los reinos españoles vecinos de Valencia y Aragón, en línea con la guerra de Richelieu contra España, socavó gradualmente el entusiasmo catalán por los franceses.
Paralelamente, en diciembre de 1640, los portugueses se levantaron contra el dominio español y una vez más Richelieu, junto a la diplomacia inglesa, proporcionó ayuda a los insurgentes. El consiguiente conflicto con España llevó a Portugal a la guerra de los Treinta Años como, al menos, un jugador periférico. De 1641 a 1668, período durante el cual las dos naciones estuvieron en guerra, España buscó aislar militar y diplomáticamente a Portugal, y Portugal trató de encontrar los recursos para mantener su independencia a través de alianzas políticas y el mantenimiento de sus ingresos coloniales. Sin embargo, Portugal tuvo éxitos diplomáticos y terminó firmando el Tratado de La Haya con las Provincias Unidas de los Países Bajos para concretar una tregua de 10 años en medio de la Guerra luso-neerlandesa y forjar una flota para atacar a España. Además, para cumplir con los intereses de política exterior común de Portugal y Francia, se firmó una alianza entre los dos países en París el 1 de junio de 1641.
La guerra por diversión en la península ibérica tuvo el efecto deseado. Felipe IV de España se vio obligado a regañadientes a desviar su atención de la guerra en el norte de Europa para ocuparse de sus problemas en casa. De hecho, incluso en este momento, algunos de los asesores de Felipe IV, incluido el conde de Oñate, recomendaban que Felipe IV se retirara de sus compromisos en el extranjero. Con Tréveris, Alsacia y Lorena en manos francesas y los holandeses a cargo de Limburgo, el Canal y el Mar del Norte, se cortó la "Carretera española" que conectaba la España de los Habsburgo con las posesiones de los Habsburgo en los Países Bajos y Austria. Felipe IV ya no podía enviar refuerzos físicamente a los Países Bajos. El 4 de diciembre de 1642 murió el cardenal Richelieu. Sin embargo, su política de guerra por diversión siguió dando dividendos a Francia. España no pudo resistir el continuo tamborileo de las victorias francesas: Gravelines se perdió ante los franceses en 1644, seguido por Hulst en 1645 y Dunkerque en 1646. La guerra de los Treinta Años continuaría hasta 1648 cuando la Paz de Westfalia se firmó.
El conflicto entre Francia y España continuó en Cataluña hasta 1659, con el enfrentamiento entre dos soberanos y dos gobiernos catalanes, uno con sede en Barcelona, bajo el control de España y el otro en Perpingnan, bajo la ocupación de Francia. En 1652, las autoridades francesas renunciaron a los territorios de Cataluña al sur de los Pirineos, pero mantuvieron el control del Rosellón, lo que llevó a la firma del Tratado de los Pirineos en 1659, que finalmente puso fin a la guerra entre Francia y España, con la partición de la inquieta Cataluña entre ambos países. La Guerra de Restauración portuguesa terminó con el Tratado de Lisboa en 1668, que puso fin a la Unión Ibérica de 60 años. La autonomía de cada territorio se reafirmó, dentro del llamado neoforalismo y desde el respeto a los fueros.

## La guerra fuera de Europa

el Imperio Español durante la Unión Ibérica tenía posesiones por todo el mundo, importando el conflicto religioso a rincones fuera de Occidente.

La guerra de los Treinta Años se puede describir como la primera guerra paneuropea en la segunda mitad del segundo milenio, en la que participaron casi todos los países importantes. Fue una guerra religiosa, pero su razón principal fue la competencia entre estados por la hegemonía en Europa, sin embargo, debido a la escala internacional de la guerra y el envolvimiento de los imperios coloniales, este conflicto sería de una gran intensidad que algunos han bautizado este evento como la verdadera I Guerra Mundial, anterior a la ocurrida en el siglo XX.
En 1580, Felipe II de España también se convirtió en gobernante del Imperio portugués, creando la Unión Ibérica; como rivales comerciales de larga data, la guerra entre Holanda y Portugal de 1602 a 1663 fue una rama de la lucha holandesa por la independencia de España. Los portugueses dominaron la economía transatlántica conocida como comercio triangular, en la que se transportaban esclavos africanos desde África occidental y la Angola portuguesa para trabajar en plantaciones americanas en el Brasil portugués, que exportaba azúcar y tabaco a Europa. 

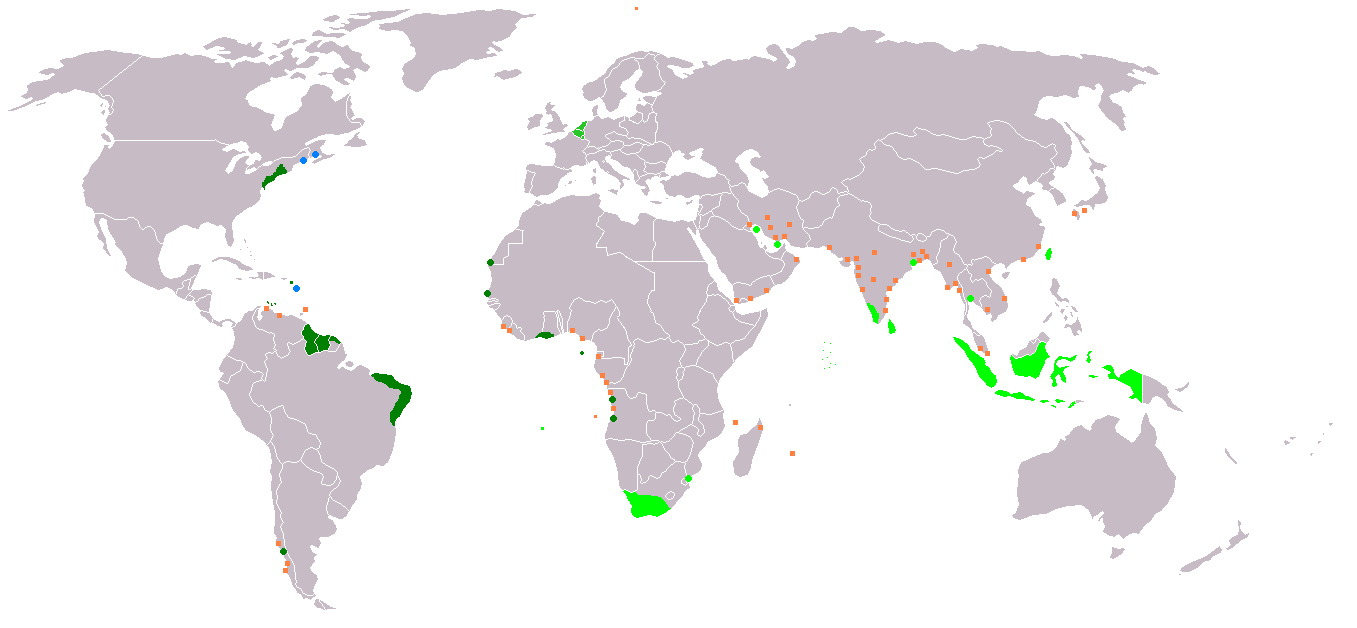
Mapa de los objetivos de conquista del Imperio neerlandés a nivel global, que en ciertos episodios tuvo apoyo del Imperio inglés y el Imperio francés.

Conocido por los historiadores holandeses como el "Gran Diseño" (un plan de la Compañía de las Indias Occidentales para cortar el poder hispano - portugués en el Atlántico y establecer un comercio tan lucrativo como en las Indias Orientales), el control de este comercio no solo sería extremadamente rentable (la verdadera motivación de la guerra fue el intento neerlandés de hacerse con el control del comercio de especias de la India) sino que también privaría a los españoles de los fondos necesarios para financiar su guerra en los Países Bajos. La Tregua de los Doce Años con los holandeses siguió en 1609, lo que permitió que los Países Bajos del Sur se recuperaran, pero fue un reconocimiento de facto de la independencia de la República Holandesa, y muchas potencias europeas establecieron relaciones diplomáticas con los holandeses. La tregua no detuvo la expansión comercial y colonial de los holandeses en el Caribe y las Indias Orientales, aunque España había tratado de imponer la liquidación de la Compañía Holandesa de las Indias Orientales como condición del tratado. Las concesiones menores de la República Holandesa fueron la eliminación del plan para crear una Compañía Holandesa de las Indias Occidentales y detener el acoso de los portugueses en Asia. Ambas concesiones fueron temporales, ya que los holandeses pronto volvieron a aprovecharse de los intereses portugueses, lo que ya había llevado a la guerra neerlandés-portuguesa en 1602 y continuaría hasta 1654. Al menos con la paz en Europa, la tregua de los Doce Años le dio al régimen de Felipe la oportunidad de comenzar para recuperar su posición financiera, sin embargo, como consecuencia de su fin, la República Holandesa comenzó a recibir el apoyo de Francia e Inglaterra al comienzo de la guerra de los Treinta Años. Con ello, los Estados Generales holandeses comenzaron una agresiva campaña de expansión comercial al Nuevo Mundo, sirviéndose de corsarios para atacar y saquear las flotas españolas y portuguesas. Mientras que Amberes sufría un bloqueo comercial de facto, los holandeses habían hecho serios avances contra el imperio portugués en Asia y habían expandido enormemente sus actividades en el Caribe. Los portugueses preguntaron cómo se podía justificar el dominio español si el rey no los protegía contra sus rivales comerciales. El Consejo de Indias se quejó de las incursiones holandesas en América.
Para cuando terminó la tregua, los holandeses fueron los agresores en esta guerra global por intereses comerciales; la iniciativa de un conflicto armado casi siempre vino del lado neerlandés. El poder neerlandés en Asia creció a lo largo de los años. En 1619, La VOC conquista Yakarta, convirtiéndola en su base en el este, consolidándose la posición holandesa tras el Asedio de Batavia contra el Sultanato de Mataram. Durante los siguientes veinte años, Goa y Batavia lucharon incesantemente entre sí en el Océano Índico como capitales del estado rival portugués de la India y la VOC desde el Sudeste Asiático. En Java, la ciudad de Batavia se estableció como la capital de las colonias holandesas en las Indias Orientales. Los administradores de Batavia entraron rápidamente en conflicto con la capital de la India portuguesa, Goa. Luego, la Compañía Holandesa de las Indias Occidentales se formó en 1621, su creación fue una iniciativa de calvinistas flamencos y brabantes que se habían refugiado en la República de las Siete Provincias, para escapar de la persecución religiosa, teniendo el propósito de lograr este objetivo del "Gran Diseño", y una flota holandesa capturó el puerto brasileño de Salvador, Bahía en 1624. La respuesta de los neerlandeses se concentró en el mar. Tomaron Recife de Pernambuco, en la costa del Brasil portugués. La resistencia portuguesa se reorganizó a partir de Arraial do Rio Vermelho, conteniendo a los invasores en el perímetro urbano de Salvador. En 1622, se daría la Captura anglo-persa de Ormuz en medio de la guerra luso-persa, la derrota de los portugueses tuvo muchas consecuencias, entre ellas la derrota en la Guerra de Mombasa y la toma del Fuerte Jesús por parte del Imán de Muscat, apoyado por el rey persa, Abás el Grande, lo que cambió por completo el equilibrio de poder y comercio, pues le dio a la Compañía Británica de las Indias Orientales la oportunidad de desarrollar el comercio con Persia. La posición portuguesa mejoró en la zona en 1630 con la conquista de la isla de Queshm. En el mismo año de 1622, Macao fue atacada varias veces, resistió el intento de conquistar la ciudad, después de dos días de lucha, en la Batalla de Macao, que se convertiría en la mayor derrota holandesa después de que los portugueses lo recuperaron en 1625. Mientras que los holandeses no pudieron capturar Macao en cuatro intentos desde donde Portugal monopolizó el lucrativo comercio entre China y Japón, los japoneses, ante la creciente sospecha del shogunato sobre las intenciones de los portugueses católicos, y tras la Rebelión de Shimabara de samuráis y cristianos japoneses aliados a los católicos contra el shogunato Tokugawa aliado de Holanda, llevó a su expulsión de los portugueses en 1639. Bajo la política sakoku posterior, desde 1639 hasta 1854 (215 años), los holandeses fueron la única potencia europea a la que se le permitió operar en Japón, confinados en 1639 a Hirado y luego desde 1641 en Deshima. También estallaría un conflicto proxy en Vietnam, la Guerra Civil Trịnh – Nguyễn, en la que la facción Trịnh Tráng obtuvo apoyo neerlandés y la facción Nguyễn apoyo portugués. 

Presencia colonial danesa en India, que estuvo en conflicto con los portugueses y después con los holandeses.

La primera Compañía Danesa de las Indias Orientales, fundada en 1616 bajo el rey Christian IV, se centró en el comercio con la India. La primera expedición, al mando del almirante Gjedde, tardó dos años en llegar a Ceilán, perdiendo más de la mitad de su tripulación. Portugal había reclamado la isla cuando llegaron, pero el 10 de mayo de 1620 se firmó un tratado con el Reino de Kandy y se sentaron las bases de un asentamiento en Trincomalee en la costa este de la isla. Ocuparon el colosal templo de Koneswaramen mayo de 1620 para iniciar la fortificación de la península antes de ser expulsados por los portugueses. Después de aterrizar en el continente indio, se concluyó un tratado con el gobernante del Reino de Tanjore, Raghunatha Nayak, quien otorgó a los daneses la posesión de la ciudad de Tranquebar (que seguiría siendo una colonia del imperio danés durante 200 años) y permiso para comerciar en el reino por tratado del 19 de noviembre de 1620. En Tranquebar establecieron Dansborg e instalaron al Capitán Crappe como el primer gobernador (opperhoved) de la India danesa. El tratado fue renovado el 30 de julio de 1621, y luego renovado y confirmado el 10 de mayo de 1676, por Shivaji, el fundador del Imperio Maratha. La presencia danesa-noruega tampoco fue deseada por los comerciantes ingleses y holandeses. Vieron que los daneses y los noruegos se beneficiaban de la protección de sus armadas, sin asumir ningún costo. Sin embargo, los ingleses y los holandeses no pudieron hacer ningún movimiento para anular de manera decisiva el comercio danés-noruego, debido al enredo de todas estas naciones comerciantes en guerras en Europa, en particular, la guerra de los Treinta Años; las consiguientes ramificaciones en la política exterior de cada nación silenciaron efectivamente las reacciones de los ingleses y holandeses. Para 1625 se había establecido una fábrica en Masulipatnam (actual distrito de Krishna de Andhra Pradesh ), el emporio más importante de la región. Se establecieron oficinas comerciales menores en Pipli y Balasore. A pesar de esto, en 1627 la colonia estaba en tan mal estado financiero que solo le quedaban tres barcos y no podía pagar el tributo acordado a los Nayak, aumentando las tensiones locales en India y el conflicto luso-neerlandés.
Mientras tanto, en Asia Oriental, los holandeses habían estado tratando de obtener permiso para comerciar libremente en China, sin mucho éxito. En 1622 establecieron una posición en Pescadores, pero fueron derrotados militarmente por los Ming en una guerra que duró de 1623 a 1624, y esto obligó a los holandeses a retirarse de Penghu y establecerse en Taiwán. El establecimiento de los neerlandeses de la Compañía Neerlandesa de las Indias Orientales en Anping (con el nombre inicial de Orange y posteriormente Fort Zeelandia), en la bahía de la actual ciudad de Tainan al sur de la isla de Taiwán desde 1624, resultaba negativo para España debido al floreciente comercio entre los mercaderes chinos y la colonia española de Manila. La presencia holandesa en Taiwán suponía una amenaza para los intereses comerciales españoles, y España, por iniciativa del capitán general de las Filipinas Fernando de Silva, envió una expedición desde las Filipinas para conquistar Taiwán al mando de Antonio Carreño Valdés. Desembarcaron en el norte de la isla evitando a los neerlandeses que se hallaban asentados en el sur, el 7 de mayo de 1626, en un lugar que denominaron Santiago. Se fundó en la bahía de Jilong el puerto de La Santísima Trinidad (actualmente Keelung) defendido por un fuerte llamado de San Salvador en la pequeña isla de Heping. Se crearon 6 pequeñas fortificaciones para defender el fuerte con un contingente de 200 españoles con poco más de una docena de piezas de artillería. En América, la Corona española enviaría una poderosa flota luso-española de cincuenta y dos barcos con doce mil hombres en 1625, bajo el mando de Fadrique de Toledo Osório, conocida como Jornada dos Vassalos. Este bloquea el puerto de Salvador, consiguiendo la rendición holandesa. Ese año Piet Heyn intentó un ataque a la Vila de Vitória, en la Capitanía de Espírito Santo, que fue frustrado por iniciativa de la joven María Ortiz. Luego se dirige a Luanda, que ataca. En el mismo año, se dio un enfrentamiento naval entre una flota portuguesa y una flota angloholandesa aliada, que tuvo lugar del 1 al 24 de febrero de 1625 en el Golfo Pérsico, quizás la batalla naval más grande jamás librada en el Golfo Pérsico. Aunque fue una victoria táctica aliada, con la fuerza anglo-holandesa infligiendo varias veces sus pérdidas a los portugueses, resultó en una victoria estratégica portuguesa, ya que pudieron recuperar el control del golfo Pérsico, sin embargo, marcó el principio del fin del control portugués de dicho golfo, ya que dejó de representar una amenaza para sus rivales comerciales europeos después de 1629 debido a que el lado portugués sufrió casi diez veces más pérdidas que la flota combinada angloholandesa. También en 1625, se daría la batalla de Elmina, librada cerca del castillo de São Jorge da Mina (Castillo de Elmina) en la Costa de Oro portuguesa en 1625. Se libró entre 1.200 soldados de la Compañía Holandesa de las Indias Occidentales (transportada por una flota de 15 barcos) que desembarcó y asaltó la guarnición portuguesa del castillo. La guarnición fue reforzada por 200 aliados africanos puestos al servicio del gobernador portugués Sottomayor por los caciques locales, resultando en victoria portuguesa. En 1628 el corsario Piet Heyn se apoderó de la flota de Indias en Cuba, durante la Batalla de la Bahía de Matanzas; una segunda flota holandesa enviada a América estableció el Brasil neerlandés en 1630, que se mantuvo en manos neerlandesas hasta 1654. La siguiente parte fue apoderarse de los centros de comercio de esclavos en África, principalmente Angola y Santo Tomé; apoyado por el Reino del Kongo, cuya posición estaba amenazada por la expansión portuguesa, los holandeses ocuparían con éxito ambos territorios en 1641. Ante ello, el rey Felipe III de Portugal autoriza la creación de la Compañía Portuguesa de las Indias Orientales para hacer frente a su rival neerlandés en el Este. También en 1629, se dio la batalla del río Duyon entre las fuerzas portuguesas comandadas por Nuno Álvares Botelho, reconocido en Portugal como el último gran comandante de la India portuguesa, y las fuerzas del Sultanato de Aceh (aliado de los otomanos), que estaban dirigidas por el general Lassemane, que logró una victoria absoluta por parte de los portugueses por el que la fuerza de su formidable flota del sultanato llegó a su fin. La presencia de los españoles en el norte de la isla de Taiwán y de los neerlandeses en el sur llevó a una rivalidad entre ambas potencias. Los españoles de Taiwán consiguieron repeler la primera agresión naval holandesa en 1630 organizada por Pieter Nuyts. La pérdida de alguno de los barcos de abastecimiento anual enviado desde Manila, hizo que los españoles de la isla se internaran en el interior en busca de provisiones. Como consecuencia, en 1636 se produjo un alzamiento de los indígenas del área de Tamsui, quienes destruyeron la fortificación española, muriendo 30 de sus 60 defensores, pero fue reconstruida después.

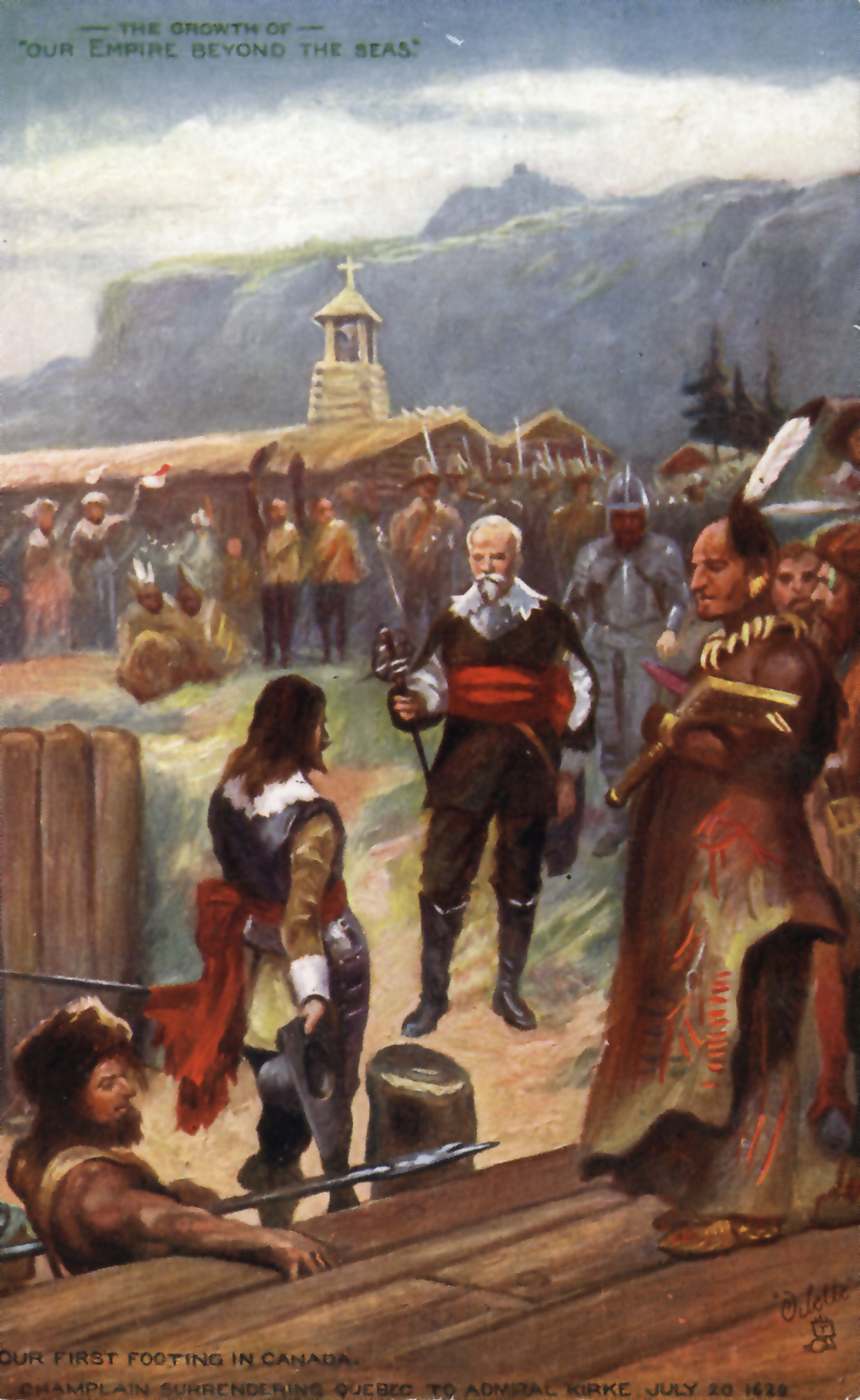
Champlain entregando Quebec al almirante Kirke, 20 de julio de 1629

Además, En América del Norte y el Caribe, durante enero de 1624, una pequeña expedición inglesa había establecido asentamientos en la isla de San Cristóbal en el Caribe, aunque esas islas fueron reclamadas por España desde que las islas fueron descubiertas por los españoles en 1498. Los colonos franceses pronto se unieron a ellos y se desarrolló la cooperación local entre las dos naciones contra los caribes. Ya en 1625/26, la isla sirvió a un bergantín francés como escape y base. Poco después, las dos fortificaciones se convirtieron en Fort Charles y Fort Pointe de Sable. Incluso durante la guerra entre sus países de origen en Europa, la cooperación anglo-francesa continuó en el Caribe. Solo después de la conclusión del tratado de paz entre Inglaterra y Francia en Europa en julio de 1629 es que estalló un breve tiroteo por la división territorial de la isla. Mientras tanto, los colonos ingleses también habían fundado un primer asentamiento en la vecina isla Nieves en 1628. Otra campaña marítima holandesa, dirigida por el almirante Jacques l'Hermite y la llamada flota de Nassau, habían navegado por el cabo de Hornos para atacar territorios españoles desde el otro lado del subcontinente sudamericano y aunque las noticias de esta expedición eran escasas, los periódicos hacían todo lo posible por seguir su curso. Aunque L'Hermite había muerto a principios de junio de 1624 en Perú y su flota había partido hacia Indonesia. También, entre el 25 de septiembre y el 17 de octubre de 1625 una expedición de los holandeses encabezados por Balduino Enrico (Boudewijn Hendricksz) intenta hacerse con la isla sitiando San Juan durante varios meses dentro de la Batalla de San Juan. Sin embargo, finalmente, resulta incapaz de capturar la fortaleza de la ciudad y ha de retirarse. Para proteger su precaria posición en Albany de los ingleses y franceses cercanos, la Compañía de Nueva Holanda fundó la ciudad fortificada de Nueva Ámsterdam en 1625, en la desembocadura del Hudson, fomentando el asentamiento de las áreas circundantes de Long Island y Nueva Jersey. En Canadá, en medio de la Guerra anglo-francesa, una fuerza inglesa dirigida por David Kirke lanzó una campaña contra Nueva Francia en 1628, siendo su objetivo la colonia francesa de Quebec bajo el mando de Samuel de Champlain. La fuerza navegó por el río San Lorenzo y ocupó Tadoussac y Cap Tourmente. Kirke rápidamente arrasó los asentamientos franceses y luego bloqueó el San Lorenzo. Los ingleses lograron capturar un convoy de suministros con destino a Nueva Francia, perjudicando gravemente la capacidad de esa colonia católica para resistir el ataque. El invierno obligó a los hermanos Kirke a regresar a Inglaterra, donde el rey Carlos I, al enterarse de los éxitos, aumentó el número de la flota de Kirke para regresar en la primavera. Champlain, cuyos residentes estaban al borde de la inanición, esperaba que llegara una flota de socorro. La flota fue interceptada y capturada por los ingleses en su camino río arriba hacia Quebec. Kirke, ahora consciente de las condiciones desesperadas en Quebec, exigió la rendición; al no tener alternativa, Champlain se rindió el 19 de julio de 1629. Los ingleses ocuparon la colonia con Kirke como gobernador. En 1632, Carlos I acordó devolver las tierras a cambio de que Luis XIII aceptara pagar la dote de la esposa de Carlos. Estos términos se convirtieron en ley con el Tratado de Saint-Germain-en-Laye. Las tierras de Quebec y Acadia fueron devueltas a la Compañía Francesa de los Cien Asociados.
En el mismo año 1629, en medio de la Guerra anglo-española, la colonia anglo-francesa de las islas San Cristóbal y Nieves había crecido lo suficiente como para ser considerada una amenaza para las Antillas españolas. Los colonos ingleses habían sido reclutados en un número de casi 3000 efectivos, y se les había suministrado cañones y munición. En consecuencia, se dieron órdenes al comandante de la Armada de Sotavento, en el Virreinato de Nueva España, de despejar las fuertemente armadas colonias francesas e inglesas. En otoño, pues, llegaron dos flotas españolas. El primero constaba de siete galeones y otros tres navíos al mando del almirante Fadrique de Toledo y su adjunto el vicealmirante Antonio de Oquendo. La segunda flota estaba formada por diez galeones al mando del almirante Martín de Vallecilla. Más tarde escoltaría a la Flota de Plata anual. La expedición española, bajo el mando del almirante Fadrique Álvarez de Toledo Osorio, se acercó en un primer momento a la isla Nieves, tomándola y destruyendo varias naves inglesas ancladas en ella. Más tarde, los soldados españoles fueron enviados a tierra para destruir las pocas estructuras de nueva construcción y hacer prisioneros a los colonos. Cuando Nieves fue ocupada por las fuerzas españolas, los hacendados fueron abandonados por sus sirvientes y esclavos, que nadaron hacia los buques hispanos al grito de "libertad, alegre libertad" prefiriendo la colaboración con los españoles al yugo de sus patrones ingleses. El 7 de septiembre de 1629, los españoles se trasladaron a la isla hermana de San Cristóbal e incendiaron todo el asentamiento. Después de ser detenida por una tormenta, la flota del almirante de Toledo apareció frente a San Cristóbal y bombardeó por primera vez el fuerte francés Basseterre. Posteriormente, desembarcó tropas en una playa cerca de Fort Charles. Los ingleses rechazaron los primeros ataques en un sistema de trincheras preparado, pero gracias a su superioridad numérica, los españoles finalmente irrumpieron en la defensa inglesa. El comandante francés Du Roissey luego evacuó a 400 colonos franceses de la isla. Mientras los españoles arrasaban Fort Charles, los colonos ingleses y franceses restantes en St. Kitts se rindieron. La expedición representó un gran éxito español: 129 cañones, 42 morteros, 1350 mosquetes, municiones, 3100 prisioneros y media docena de presas habían caído en manos del almirante de Toledo. En las semanas que siguieron, de Toledo continuó atacando asentamientos anglo-franceses más pequeños, por ejemplo, en Hispaniola. Al salir de San Cristóbal y Nieves el 4 de octubre de 1629, llevó a 800 colonos católicos a Cartagena, mientras que los otros 2.300 fueron devueltos a Europa en barcos españoles. Sin embargo, ninguna guarnición española se quedó atrás, por lo que los ingleses pronto pudieron regresar. Como consecuencia de la Batalla de San Cristóbal y según los términos de la rendición, los españoles aceptaron embarcar a unos 700 de los colonos de vuelta a Inglaterra. Otros colonos, estimados entre 200 y 400, lograron escapar de la captura mediante la huida a colinas y bosques. Tras la firma del Tratado de Madrid en 1630 entre las coronas inglesa y española, los españoles se marcharon entregando la isla a Inglaterra. Los fugitivos regresaron a sus plantaciones, formando así el núcleo de una nueva fase de colonización. Había resultado ser un fiasco costoso para Inglaterra, cuyos comerciantes perdieron los rentables mercados de telas flamencas debido a los pesados derechos de aduana después de la guerra. Desde la primavera de 1630, incrementaron sus esfuerzos de colonización en el Caribe (particularmente las Bahamas), utilizando durante mucho tiempo a Tortuga como base. Posteriormente, en 1633 se daría la Recuperación de San Martín por parte de los españoles, expulsando a los holandeses de la isla, lo que eliminó un centro de piratería holandesa, que debilitó tanto esta actividad como el comercio neerlandés en el Caribe. En 1633 los españoles invadieron San Martín y Anguila, y expulsaron a los habitantes franceses y neerlandeses. Ambos se unieron para repeler a los españoles y fue durante una batalla naval de San Martín de 1644 que el comandante neerlandés Peter Stuyvesant, más tarde gobernador de Nueva Ámsterdam, asedió sin éxito Fort Amsterdam y se vio obligado a retirarse con la pérdida de cientos de hombres, resultando en un esfuerzo infructuoso por recuperar la isla hasta su devolución en la Paz de Westfalia. En 1638, cuando Suecia fue una gran potencia militar, se estableció una colonia suya en Norteamérica con el mandato de establecer dominios protestantes entre Florida y Terranova con fines comerciales, fundándose Nueva Suecia y siendo colonizada por suecos, fineses y estonios al servicio de la Compañía Sueca del Sur, además de accionistas holandeses y alemanes retirados del frente de guerra.
Si bien hubo muchos derrotas infligidas a los protestantes en el frente de combate contra los ingleses, no hubo una misma suerte en la fase de combate contra los holandeses, pues el recrudecimiento del tráfico de esclavos desde África y el recrudecimiento de la presión fiscal son ejemplos de situaciones que contribuyeron al final de la prosperidad española vivida poco antes de la guerra de los Treinta Años, que desembocaría en la desviación de la riqueza de Portugal de la monarquía de los Habsburgo para sostener el lado católico en el conflicto, creando tensiones dentro de la Unión Ibérica. El vínculo entre Brasil y la Corona española, así como la monarquía de Felipe IV, se estableció de forma sutil y secundaria. La “marginalidad” atribuida a la zona quedó expresada en los escritos de los habitantes del territorio entre los siglos XVI y XVII cuando mencionaban la falta de ayuda de la Corona española, así como la ausencia de registros de las actividades que se realizaban en América y la breve mención del territorio en los documentos que recogen el peso de la monarquía de Felipe en el resto del mundo. Además, el testamento de su padre, Felipe III, a pesar de numerar sus diversas posesiones territoriales, no incluía tierras brasileñas. Incluso la Corona portuguesa y los que ocuparon las tierras entendieron que, antes y durante el dominio de los Habsburgo, Brasil era de poca importancia. 

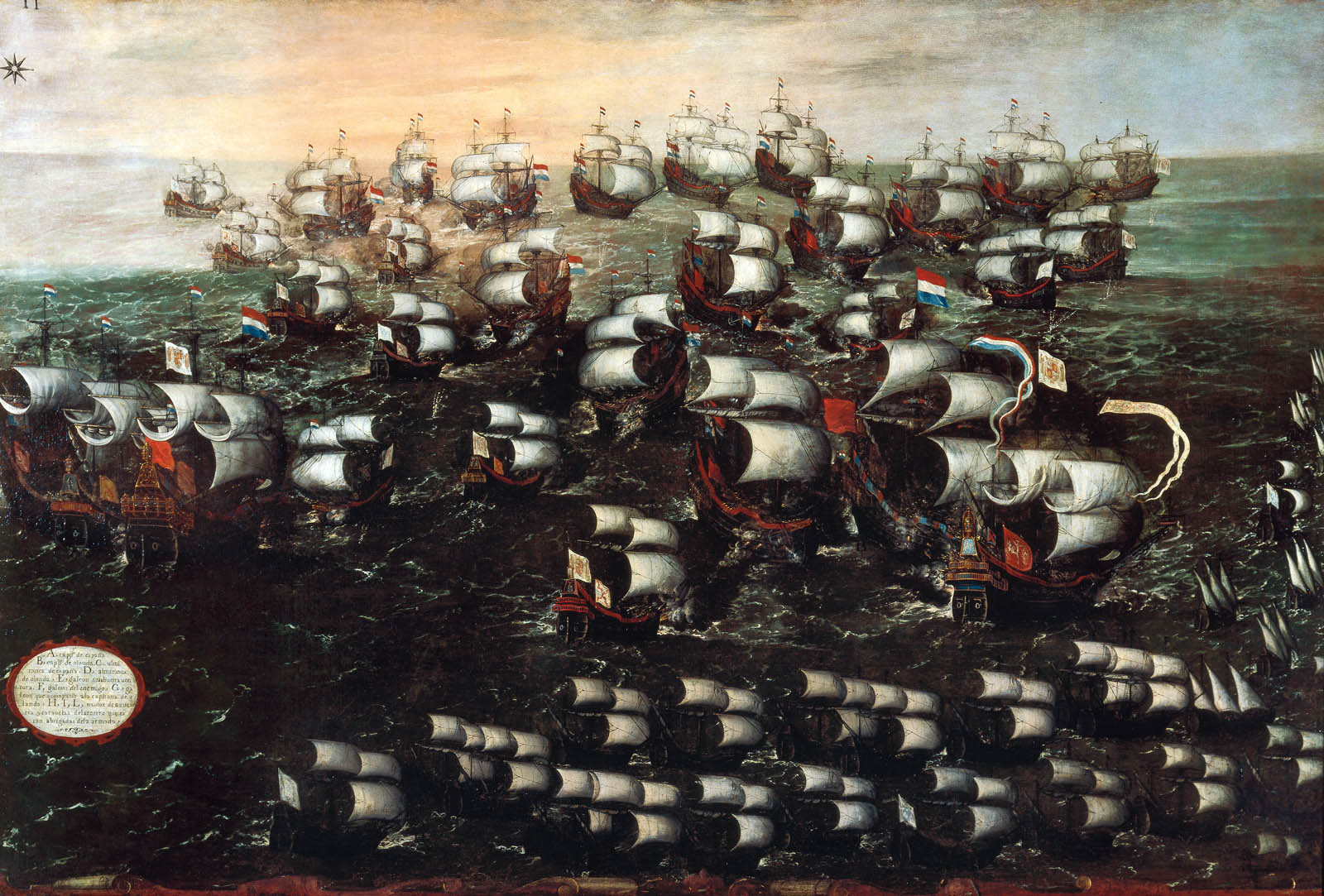
Barcos portugueses y españoles que luchan contra los holandeses en la Batalla Naval de Abrolhos (también conocida como la Batalla Naval de Pernambuco) del 12 de septiembre de 1631.

La Capitanía de Pernambuco, la más rica de todas las posesiones portuguesas, es conquistada por la WIC en 1630, a través de una nueva y poderosa flota con sesenta y siete barcos, la más grande jamás vista en la colonia, bajo el mando de Hendrick Lonck. El territorio ocupado pasa a llamarse Nueva Holanda, cubriendo siete de las diecinueve capitanías en Brasil en ese momento. Sin embargo, gran parte de Brasil permaneció en manos portuguesas, que eran una amenaza constante para el dominio neerlandés. En 1631, un escuadrón portugués-español derrota a los holandeses en la Batalla de Abrolhos y logra desembarcar tropas en Pernambuco. Sin embargo, en 1637, los holandeses conquistan los últimos focos de resistencia luso-brasileña en Nueva Holanda. Comenzando el gobierno del Conde Mauricio de Nassau. Al año siguiente, los holandeses tomaron São Jorge da Mina en Guinea tras la Batalla de Elmina, iniciando ataques a los puestos comerciales en la costa de África Occidental, con el objetivo de asegurar esclavos para la producción de azúcar en los territorios conquistados en Brasil. En 1637, los holandeses fundaron el primer puesto comercial a orillas del Mekong. En el futuro, su influencia se extendió a todo el Mar de China Meridional. El comercio era principalmente entre Camboya y Japón. A partir de 1641, los barcos portugueses tenían prohibido comerciar en aguas japonesas, mientras que los chinos y los holandeses no. En un intento de eludir la prohibición, los portugueses transportaron sus mercancías en barcos chinos. Una flota luso-española no logró desembarcar en Pernambuco nuevamente en 1640, siendo destruida cerca de la isla de Itamaracá. La guerra por Brasil se reinicia. Mientras tanto, los holandeses conquistaban Santo Tomé y Príncipe y Luanda, en Angola (pues el Reino del Congo se unió a la República de las Siete Provincias Unidas de los Países Bajos contra Portugal en 1641), los cuales eran centros de suministro de esclavos, dicha ocupación holandesa de Angola incentivaría a una guerra de reconquista portuguesa de Angola. Las fuerzas holandesas tomaron el control de Luanda y firmaron un tratado con la reina Nzinga del Reino de Ndongo. Nzinga atacó sin éxito a los portugueses en Fort Massangano. Ella reclutó nuevos combatientes y se preparó para enfrentar a los portugueses en la batalla nuevamente, pero Salvador Correia de Sá lideró a las fuerzas portuguesas de Brasil para expulsar a los holandeses y reafirmar el control en Angola. Las fuerzas de Nzinga se retiraron nuevamente a Matamba. Además, se darían Batallas en Goa en 1638 y 1639 entre portugueses y holandeses, en la que posteriormente intervendrían los holandeses en la Guerra cingalesa-portuguesa por el cual Ceilán estaría asediada por la VOC, con apoyo del Reino de Kandy, a partir de 1640, derrotando a los portugueses y sus aliados indios laskiriñña. Con esta victoria, los holandeses obtuvieron acceso a un gran puerto que luego usaron como una base naval conveniente para atacar Goa y otras defensas portuguesas del sur de la India. También obtuvieron acceso al comercio de canela de Sri Lanka y lograron un punto de apoyo permanente en la isla. El 14 de julio de 1641, tras una dura lucha que duró cinco meses, Malaca fue conquistada por la VOC holandesa, en lo que supuso la culminación de la guerra en Indonesia y el mayor golpe al imperio portugués en el este, privándolo de un importante control del estrecho. El almirante de WIC, Jan Corneliszoon Lichthardt, captura la isla de São Luís de manos de los portugueses, comenzando el dominio neerlandés en Maranhão. Los holandeses toman Axim en la actual Ghana en 1642. En simultáneo, el príncipe camboyano Ponheya Tyan, con la complicidad de comerciantes musulmanes de Malaya, organizó el derrocamiento y asesinato del rey Ang Non I. Con su ayuda, se convirtió del budismo al Islam, cambió su nombre a Ibrahim y se casó con una mujer malaya. Después de acceder al trono, el nuevo rey envió una carta al gobernador general de la Compañía Holandesa de las Indias Orientales en Batavia: Anthony van Diemen. En mayo de 1642, un emisario neerlandés llegó a Camboya con dos barcos y felicitó al rey por su victoria sobre los usurpadores, y también le advirtió contra la influencia de la monarquía católica de España y Portugal, que tenía influencia bajo los gobernantes anteriores y eran enemigos de su país, el nuevo monarca otorgó muchos privilegios a sus nuevos correligionarios, que en su mayoría eran comerciantes y temían la competencia con los holandeses, consiguieron convencer al rey de que rompiera relaciones con este último, lo que generaría una guerra de Holanda contra Camboya en 1644. El mismo año de 1642, la presencia española en Taiwán acabó con la ofensiva de una flota holandesa que conquistó La Santísima Trinidad y expulsó a los españoles de la isla de Formosa.
En 1642, la colonia danesa-noruega en India declara la guerra al Imperio Mogol y comienza a asaltar barcos en la Bahía de Bengala. En unos pocos meses capturaron uno de los barcos del emperador mogol, lo incorporaron a su flota (rebautizada como Premio Bengalí) y vendieron las mercancías en Tranquebar por una ganancia sustancial, pero al año siguiente, Holanda y Suecia declaran la guerra a Dinamarca-Noruega en medio de la Guerra de Torstenson. Las propiedades de las fábricas danesas y noruegas caen cada vez más bajo el control neerlandés. El Nayak envía pequeñas bandas para asaltar Tranquebar.
También llegarían a darse una expedición neerlandesa a Valdivia, con el objetivo de establecer una colonia en las ruinas abandonadas de la ciudad española de Valdivia, en el Reino de Chile. En su camino a esta ciudad, la expedición saqueó los asentamientos españoles de Carelmapu y Castro en la provincia de Chiloé. Los neerlandeses arribaron a Valdivia el 24 de agosto de 1643 y dieron a la colonia el nombre de Brouwershaven, en homenaje de su capitán Hendrik Brouwer, que había fallecido varias semanas antes de este hito. La colonia tuvo una corta vida y fue abandonada el 28 de octubre de 1643. Sin embargo, esta ocupación generó una gran alarma entre las autoridades del Virreinato del Perú, que decidieron en 1645 la refundación de la ciudad de Valdivia y el inicio de la construcción de un sistema de fortificaciones marítimas para prevenir la ocurrencia de otros proyectos similares. También en 1646 se dio la Batalla de La Naval de Manila en las que las fuerzas españolas repelieron varios ataques de fuerzas holandesas que intentaban invadir Manila en Filipinas, lo que aunado a la victoria decisiva de la Batalla del Puerto de Cavite del año próximo, abandonaron sus esfuerzos por capturar Manila y Filipinas, y España mantuvo la Capitanía General de las Filipinas. En 1647, el reino del Congo y el reino de Dongo, con ayuda de guerreros jaga, participarían en la última campaña exitosa contra los portugueses y sus aliados africanos y el Reino de Benguela, en la Batalla de Combi.
El proceso de expansión hispana, que se inició en 1560 y se prolongó hasta la segunda década del siglo XVII, se consolidó con la expulsión de franceses y holandeses, además de la derrota de indígenas grupos que resistieron, a raíz de numerosos conflictos, pues estalla la insurrección pernambucana de los luso-brasileños descontentos con la administración de la WIC. Entre 1648-1649, se libraron las Batallas de los Guararapes, ganadas por los luso-brasileños en el Estado de Pernambuco. La primera batalla tuvo lugar el 19 de abril de 1648 y la segunda el 19 de febrero de 1649. Las fuerzas luso-brasileñas estaban dirigidas por los hacendados André Vidal de Negreiros y João Fernandes Vieira, el africano Henrique Dias y el indígena Felipe Camarão. En el mismo año, 1648, en Río de Janeiro, Salvador Correia de Sá e Benevides prepara una flota de 15 barcos con el pretexto de llevar ayuda a los portugueses sitiados por los guerreros de la reina Nzinga en Angola. Salieron de Río de Janeiro el 12 de mayo y, gracias a contactos con sacerdotes jesuitas, lograron reconquistar Luanda el 15 de agosto. La campaña duró de 1648 a 1652, recuperando Angola y la isla de São Tomé para los portugueses.
A diferencia de Asia, los éxitos holandeses contra los portugueses en Brasil y África fueron efímeros. Años de asentamiento habían dejado grandes comunidades portuguesas bajo el dominio de los holandeses, que eran comerciantes por naturaleza más que colonizadores. Aunque finalmente fueron expulsados de Brasil, Angola y Santo Tomé, los holandeses retuvieron el Cabo de Buena Esperanza, así como puestos comerciales asiáticos portugueses en Malaca, la costa de Malabar, las Molucas y Ceilán. La incapacidad o falta de voluntad de España para brindar protección contra estos ataques a nivel mundial aumentó el resentimiento de los portugueses y fueron factores importantes en el estallido de la Guerra de Restauración portuguesa en 1640. La guerra resultó en la pérdida del dominio portugués en el este y la fundación del imperio colonial neerlandés en los territorios conquistados. Los intereses británicos también se beneficiaron del prolongado conflicto entre sus dos principales rivales en Oriente.
En simultáneo, el potencial de conflicto entre los otomanos y Venecia todavía estaba presente, como se evidencia en 1638, cuando una flota veneciana atacó y destruyó una flota de piratas berberiscos que habían buscado protección en el puerto otomano de Valona, bombardeando la ciudad en el proceso. El sultán Murad IV se enfureció: amenazó con ejecutar a todos los venecianos del Imperio y prohibió el comercio veneciano. Finalmente, y dado que los otomanos todavía estaban en guerra con los persas, la situación se calmó y la República pagó a los otomanos una indemnización de 250.000 monedas.Sin embargo, un episodio similar en 1644 tuvo un resultado completamente diferente. Los Caballeros de Malta, animados, reanudaron los ataques a los barcos musulmanes en todo el Mediterráneo. Su economía de la República de Venecia, que una vez había prosperado debido a su control sobre el comercio de especias orientales, había sufrido como resultado de la apertura de las nuevas rutas comerciales del Atlántico y de la pérdida del importante mercado alemán debido a la guerra de los Treinta Años. Además, la República se había visto envuelta en una serie de guerras en el norte de Italia, como la Guerra de Mantua, y se vio aún más debilitada por un brote de la peste en 1629-1631. En julio de 1644, un barco otomano con destino a Egipto, que transportaba al ex eunuco negro jefe del harén, al cadí de El Cairo y a muchos peregrinos que se dirigían a La Meca, fue asediado y capturado por los Caballeros de Malta. En respuesta, los otomanos en 1645 acumularon una flota considerable sin un objetivo establecido, aunque muchos creían que navegaría en Malta. Finalmente, los turcos desembarcaron en Creta en 1648. Los venecianos tuvieron que defender solos su última isla importante en el Egeo, ya que Austria se estaba recuperando de la guerra de los Treinta Años y España estaba en guerra con Francia. Sin embargo, la República de Venecia todavía tenía una flota poderosa y el asedio turco de la última fortaleza veneciana en Creta se prolongó. Entre 1645 y 1648, los otomanos capturaron casi toda la isla, y en mayo de 1648 comenzaron un sitio en la capital, Candia (actual Heraclión). El bloqueo veneciano de los Dardanelos fue una grave humillación para el Imperio Otomano e hizo imposible abastecer adecuadamente a la fuerza expedicionaria en Creta. Durante los siguientes diez años, ya terminada la Guerra de los Treinta años, España logró hacer las paces con Francia y Austria reanudó la guerra con los turcos. Sin embargo, al final, en 1664, los turcos hicieron las paces con Austria, y la flota veneciana finalmente fue derrotada, y la isla de Creta cayó después de diez años de asedio.

## Paz de Westfalia

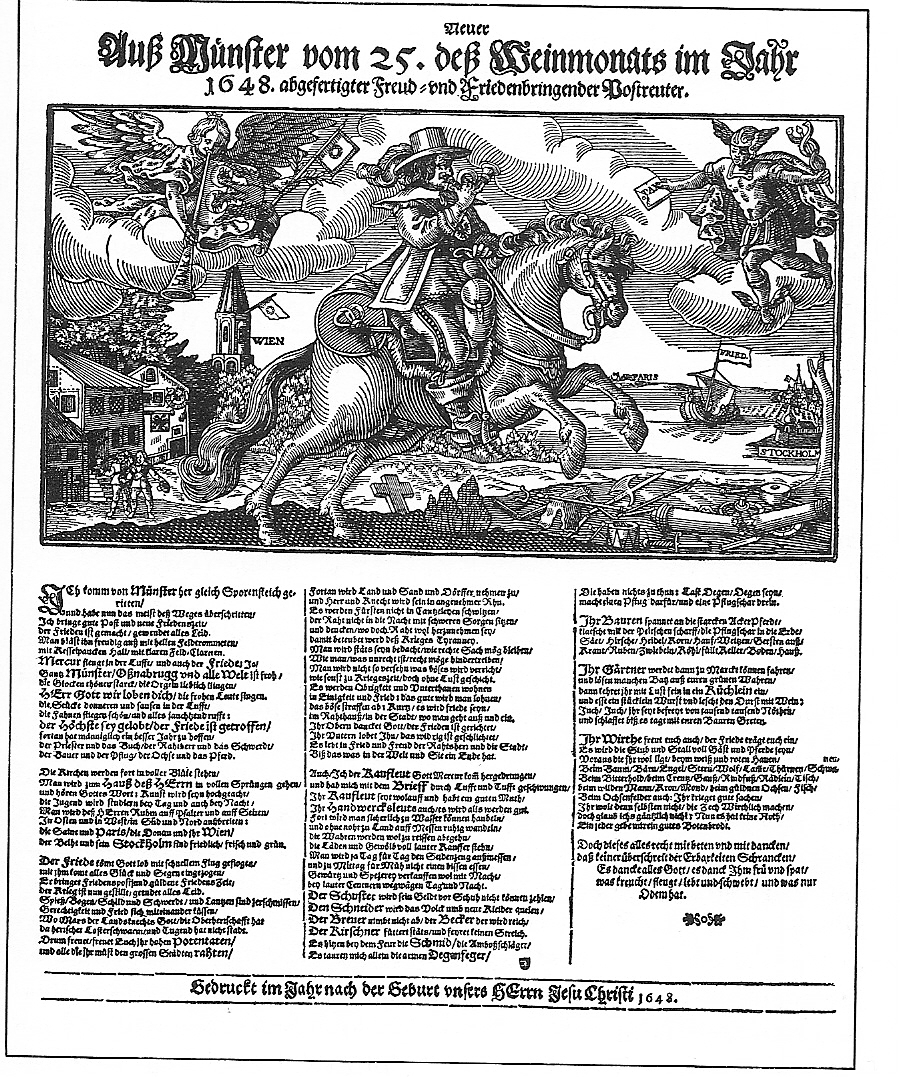
Un volante anuncia la conclusión de la paz en Münster, que puso fin a la guerra de los Treinta Años.

Después de cuatro años de negociaciones de paz, la paz finalmente se concluyó en octubre de 1648 y después de treinta años, la guerra finalmente terminó. Ya en la década de 1630 se habían hecho intentos de mediación y búsqueda de la paz, pero las partes trataban constantemente de encontrar momentos que fueran más apropiados, es decir, se ganaría más con la paz que con la continuación de la guerra.En 1638, comenzaron las negociaciones preliminares en Hamburgo, a veces denominadas "Congreso de Hamburgo". Las discusiones se centraron en establecer las condiciones para iniciar conversaciones de paz. No hubo resultado de estas discusiones debido al hecho de que Francia no tenía interés en una conferencia o en la paz. Desde el lado imperial, los estados alemanes no fueron reconocidos como parte negociadora en pie de igualdad y la retirada de esta posición se produjo gradualmente y no fue definitiva hasta 1645. En diciembre de 1641, se firmó un acuerdo para comenzar negociaciones reales sobre la paz. El plan era que las negociaciones comenzaran en marzo de 1642, pero los primeros diplomáticos llegaron a Osnabrück y Münster en el verano de 1643 y los enviados franceses no llegaron a Münster hasta marzo de 1644, al mismo tiempo que el negociador sueco Johan Oxenstierna entraba en Osnabrück. El Enviado Imperial Maximilian von Trauttmansdorff llegó el último de todos, en noviembre de 1645. En Münster, los partidos católicos negociaron entre Francia, España, Baviera, representantes del Elector de Colonia, Maguncia y Trier, los Estados católicos y negociadores de los Países Bajos protestantes con los representantes del emperador. En Osnabrück, tuvieron lugar negociaciones entre los partidos protestantes de Suecia, Brandeburgo, Sajonia, Württemberg y Hesse, así como estadistas protestantes alemanes y representantes del emperador. Francia y Suecia presentaron sus demandas en el verano de 1645 y así pudieron comenzar las negociaciones. Las partes estaban ahora preparadas para hacer las paces. Después de la derrota en Jankov, el emperador Fernando III se dio cuenta de que la paz era la única opción y Francia quería la paz para dirigir todas sus fuerzas contra el principal enemigo España y así poder contentarse con ganancias territoriales menores en un acuerdo de paz. Los suecos rechazaron una propuesta de que Christian de Dinamarca actuara como mediador, y las partes finalmente acordaron al legado papal Fabio Chigi y el enviado veneciano Alvise Contarini. Finalmente, el éxito del bando protestante en 1648 y el saqueo en Praga habían convencido al emperador de que era hora de la paz. Las negociaciones se retrasaron debido a que los delegados no tenían una posición de poder que les permitiera ir más allá del marco negociador. Por lo tanto, tenían que enviar cartas por correo postal o mensajero a la capital de su país de origen. Llevó dos semanas a Estocolmo y al menos cuatro semanas a Madrid para enviar un mensaje. La Paz de Westfalia finalmente se pudo firmar en octubre de 1648 y constaba de dos tratados diferentes; en el que Suecia y el emperador eran las partes centrales del tratado y Francia y el emperador en el otro. Los Tratados de Westfalia concluyen la guerra de los Treinta Años y, simultáneamente, la guerra de los Ochenta Años, aunque Mazarino insistió en excluir al Círculo Borgoñón del tratado de Münster, lo que permitió a Francia continuar su campaña contra España en los Países Bajos 

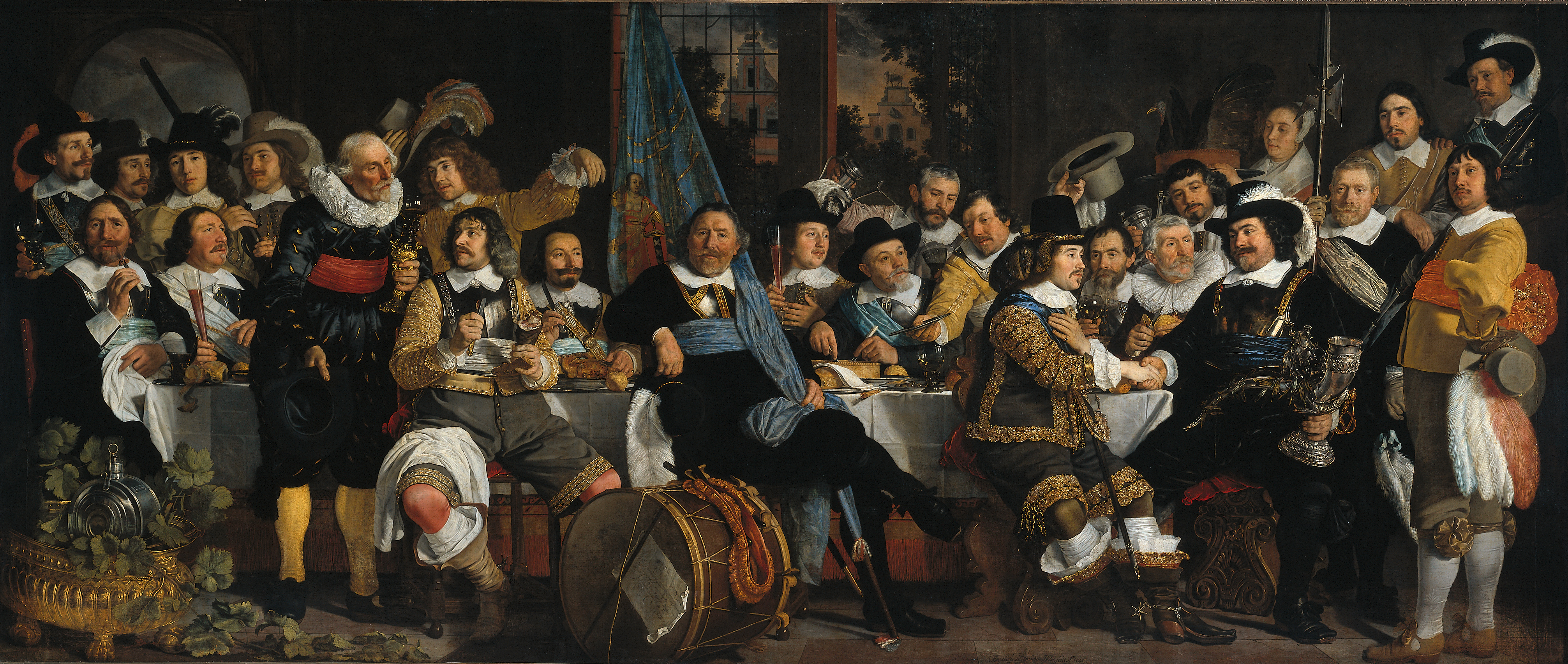
Banquete de la Guardia Cívica de Amsterdam con motivo de la Paz de Münster por Bartholomeus van der Helst, pintado en 1648.

Como consecuencia de estos tratados, Francia logró importantes ventajas territoriales en Alsacia y la frontera renana, Suecia se quedó con Pomerania occidental y diversos enclaves alemanes del mar del Norte y el Báltico, convirtiéndose en miembro del Imperio. Brandeburgo se expandió en Pomerania oriental y obtuvo algunos territorios en Alemania occidental, mientras el duque de Baviera retenía el alto Palatinado y la condición de elector, que se restituiría a los herederos de Federico V, junto al bajo Palatinado, hecho que se tradujo en el aumento del colegio electoral imperial a ocho miembros. Por su parte, la independencia formal de Suiza fue acatada por el Imperio. Esta institución fue la más perjudicada, pues el reconocimiento de la soberanía de los príncipes y las ciudades vaciaba de contenido el título imperial. La consagración de la libertad religiosa de los príncipes, que impondrían su fe en sus estados se extendió al calvinismo y puso fin al ciclo de guerras religiosas que habían ensangrentado Europa desde el siglo XVI, pues el artículo 7 reconoció al calvinismo como una fe reformada y eliminó el ius reformandi, el requisito de que si un gobernante cambiaba de religión, sus súbditos tenían que hacer lo mismo. Estos términos no se aplicaban a las tierras hereditarias de la monarquía de los Habsburgo, como la Baja y la Alta Austria. El artículo 5 volvió a confirmar el acuerdo de Augsburgo, estableció 1624 como base, o "Normaljahr", para determinar la religión dominante de un estado y garantizó la libertad de culto de las minorías religiosas. Se ha argumentado que fueron un "gran punto de inflexión en la historia legal alemana y europea", porque fueron más allá de los acuerdos de paz normales y efectuaron importantes cambios constitucionales y religiosos en el propio Imperio.
Los Habsburgo vieneses, a pesar de algunas concesiones, fortalecieron el control sobre sus posesiones patrimoniales, gobernadas desde Austria. La gran perdedora de este prolongado conflicto fue Alemania en su conjunto, sometida a terribles devastaciones durante tres décadas —especialmente en regiones como Renania, que perdió dos tercios de su población— y afectada por pérdidas materiales que tardaron decenios en ser reparadas. Por su parte, Inglaterra y Holanda se afianzaron como potencias marítimas, lo cual les llevaría a un gran desarrollo comercial y colonial pero también a una rivalidad militar entre ambas. Francia se confirmó como la nueva potencia europea, aunque todavía tenía que dirimir su rivalidad con España.
El ejército francés del Príncipe de Condé derrotó a los españoles en la batalla de Lens en 1648, la cual fue seguida de negociaciones. Los entes políticos que tomaron parte de las mismas fueron: el Sacro Imperio Romano Germánico bajo Fernando III, Francia, España, las Provincias Unidas, Suiza, Suecia, Dinamarca-Noruega, Portugal, y el Papado. La conferencia de paz progresó a pasos agigantados debido a esta serie de situaciones bélicas. Todos los países europeos participaron en la conferencia internacional excepto Inglaterra, Polonia, el Imperio Otomano y Rusia (aunque en la lista de aliados, ante la insistencia de Suecia, se incluye al “Gran Duque de Moscú”). La paz de Westfalia en 1648 fue el resultado de estas negociaciones. Fernando se resistió a firmar hasta el último momento posible, y lo hizo el 24 de octubre solo después de una aplastante victoria francesa sobre España en Lens, y con las tropas suecas a punto de tomar Praga.
Negociados a lo largo de varios años, se firman en dos lugares separados, por razones de precedencia e incompatibilidad religiosa:
- En Osnabrück entre el Sacro Imperio, Suecia y las potencias protestantes.
- En Münster entre el Imperio, Francia y las demás potencias católicas, además de la paz entre España y la República Holandesa

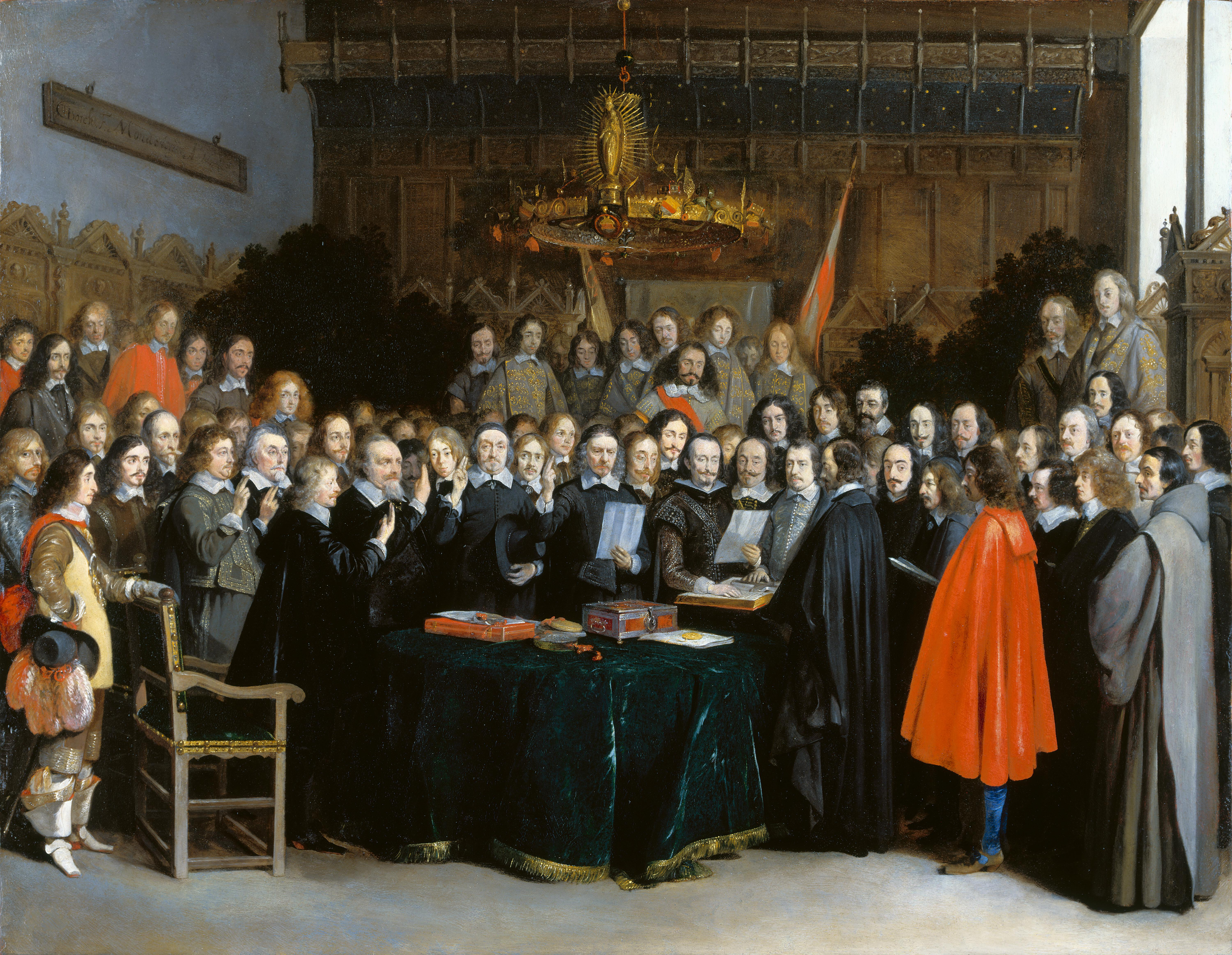
Firma del Tratado de Münster. Pintura de Gerard ter Borch (1648).

La guerra entre Francia y España no está incluida en sus disposiciones. Un total de 109 delegaciones asistieron en un momento u otro, con conversaciones divididas entre Münster y Osnabrück. Las ideas centrales de la paz de Westfalia fueron:
- La Paz de Praga fue incorporada en la Paz de Westfalia (la cual incorporaba también la Paz de Augsburgo, aunque las fechas de las posesiones de tierra que habían sido establecidas por medio de la Paz de Praga fueron de nuevo establecidas de 1624 a 1627, lo cual favoreció a los protestantes). Los calvinistas fueron, de esta forma, reconocidos internacionalmente, y el Edicto de Restitución fue de nuevo rescindido. La primera Dieta de Speyer fue aceptada.
- Redistribuciones territoriales:
  - Francia obtuvo el reconocimiento de sus posesiones en los obispados de Metz, Toul, Verdún y parte de la Alsacia (Belfort, Condado de Ferrete, el Sundgau y las cuarenta villas imperiales del Landvogtei de Haguenau). Además obtenía Breisach y Philippsburg. Territorios a expensas de Austria Anterior y el SIRG. También adquirió voto en la Dieta Imperial Germánica.
  - Suecia obtuvo la Pomerania occidental (a expensas de Brandeburgo que debía heredarlo), Wismar, Poel y los arzobispados de Bremen y Verden. También obtuvo el control sobre la desembocadura del Oder, Elba y Weser. Al igual que Francia, obtuvo voto en la Dieta Imperial Germánica. Dinamarca, que reclamaba para sí los llamados ducados del Elba, fue ignorada.
  - Baviera adquirió voto en el Consejo Imperial de Electores y conserva el Alto Palatinado.
  - Sajonia recibió a Lusacia, perdida por el Reino de Bohemia
  - Brandemburgo obtuvo la Pomerania central una vez firmado el Tratado de Stettin (1653), el arzobispado de Magdeburgo como Ducado (a la muerte de Augusto de Sajonia-Weissenfels en 1680), el Obispado de Minden y el de Halberstadt.
  - Suiza fue reconocida como nación completamente independiente.
  - Las Provincias Unidas fueron reconocidas como nación independiente (antes de su rebelión, el siglo anterior, habían formado parte de la monarquía Habsburgo) y estas entregan la fortaleza de Erkelenz a los Países Bajos españoles y Gennep a Brandemburgo. Tratado de Münster.
  - A los estados alemanes (alrededor de 360), se les dio el derecho de ejercer su propia política exterior, pero no podían emprender guerras contra el emperador del Sacro Imperio Romano. El imperio, como entidad política, todavía podía emprender guerras y firmar tratados.
  - Se abolió la posibilidad de elección del emperador romano vivente imperatore (en vida del emperador reinante).
  - Los Palatinados fueron divididos entre el restablecido Elector Palatino Carlos Luis (hijo y heredero de Federico V) y el Elector-Duque Maximiliano de Baviera (lo que significaba la división entre protestantes y católicos). Carlos Luis obtuvo el Bajo Palatinado (Palatinado renano) y Maximiliano mantuvo el Alto Palatinado. Se crea un 8.º escaño electoral a su favor de Carlos Luis.
  - El Principado de Transilvania fue incluido en los tratados de paz como aliado de los franceses y los suecos, y Transilvania fue considerada un país soberano, una potencia estabilizadora en la región.[126] Se reconocieron sus ganancias territoriales en la Paz de Lins de 1645, por el que recibió los siete condados húngaros de Tisza (Szatmár, Szabolcs, Bereg, Ugocsa, Zemplén, Abaúj, Borsod).

Preguntas que quedaron sin respuesta, especialmente sobre el tema de la retirada de tropas, se aclararon en los meses siguientes, pues tratado de paz no afectó la orden de desmovilización y retirada de tropas. La decisión de estas cuestiones se encomendó al Congreso Ejecutivo de Núremberg, que comenzó en abril de 1649. La transferencia de soldados a la vida civil fue problemática en muchos lugares. Algunos mercenarios anteriores formaron bandas que deambulaban por el país, mientras que otros sirvieron como guardias para protegerse de esas mismas bandas. Una cierta ventaja del acuerdo fallido entre Francia y España fue que los soldados pudieron encontrar más empleo en la continuación de la guerra entre los dos países. Los anuncios venecianos de la guerra de Creta contra los otomanos también ofrecieron a muchos mercenarios la oportunidad de continuar con su servicio militar. La lucha no terminó de inmediato, ya que desmovilizar a más de 200.000 soldados fue un asunto complejo, y la última guarnición sueca no abandonó Alemania hasta 1654.
Esta paz creó las relaciones geopolíticas de una Europa que persistió hasta 1815 y más allá; el estado-nación de Francia, los comienzos de una Alemania unificada y un bloque austrohúngaro separado, una España disminuida pero aún significativa, estados independientes más pequeños como Dinamarca, Suecia y Suiza, junto con una división de los Países Bajos entre la República Holandesa y lo que se convirtió en Bélgica en 1830.
En el imperio, se confirmó la validez de la Ordenanza de Paz Religiosa de Augsburgo, se abolió la cláusula de "reserva para el clero", que fue la causa del conflicto, y se utilizó como estándar los límites de las posesiones de la Iglesia católica al estado del 1 de enero de 1624. Además, los calvinistas también fueron reconocidos oficialmente en pie de igualdad con el luteranismo, y la Dieta Imperial se decidió por un acuerdo entre las facciones antiguas y nuevas, lo que básicamente impidió que las cuestiones religiosas causaran conflictos dentro del imperio. Sin embargo, la libertad de religión permaneció permitida por el príncipe territorial, pero la libertad individual no fue permitida. Se retiró la autoridad del emperador, se fortalecieron los derechos del estado imperial y se requirió el consentimiento de los estados imperiales para la guerra con países extranjeros y la promulgación de la ley. Así, la "libertad de Alemania" se convirtió en "libertad de los estados alemanes". Los príncipes imperiales recibieron el derecho de celebrar alianzas entre ellos y con estados extranjeros, siempre que estas alianzas no estuvieran dirigidas contra el emperador o el imperio. Se concedió amnistía a todos los príncipes y ciudades caídos en desgracia, se levantaron las restricciones comerciales y los embargos impuestos durante la guerra y se introdujo la libre navegación en el Rin. Al mismo tiempo, las desembocaduras de todos los ríos principales a través de los cuales se realizaba el comercio terminaron en manos de otros países. Para el Sacro Imperio, la Paz de Westfalia supuso la pérdida de poder real del emperador y una mayor autonomía de los más de 300 estados resultantes. El Imperio se escinde en una multitud de pequeños Estados prácticamente independientes: su poseedor no tiene más que una autoridad muy reducida mientras los turcos amenazan sus fronteras orientales. Además, su debilitamiento abre la puerta al advenimiento de los Estados modernos, preludio de los derechos de los pueblos a la libre determinación, por lo tanto al advenimiento de las democracias modernas.
Los Tratados de Westfalia plantean e inician la necesidad de un equilibrio político “que opere por y en la pluralidad de los Estados”. En este sentido, estos acuerdos revelan el fin de un orden tradicional y el establecimiento progresivo, y luego, la dominación de un nuevo orden. Este nuevo orden puso fin a la idea de una paz terrenal perpetua administrada por “un imperio [europeo] de los últimos días” volviendo a la idea de una autoridad pastoral. De ahora en adelante, los principios de la administración humana se basarán cada vez más en la primacía de la razón de Estado. Estos tratados aparecen, por tanto, como un pivote temporal, un umbral de paso de un orden autoritario de tipo pastoral al de instauración progresiva de una gubernamentalidad basada en una racionalidad política que favorezca la economía política del Estado soberano, este último en sí mismo fundamento del derecho internacional moderno y contemporáneo. Muestra de este nuevo orden sería que la paz fue denunciada más tarde por el Papa Inocencio X, quien consideró los obispados cedidos a Francia y Brandeburgo como propiedad de la Iglesia católica y, por lo tanto, suyos para asignarlos, cuestiones en base al viejo orden de universitas christiana. que fueron relegadas por el nuevo orden de la razón de estado También decepcionó a muchos exiliados al aceptar el catolicismo como la religión dominante en Bohemia, Alta y Baja Austria, todos los cuales fueron bastiones protestantes antes de 1618, denostandose hasta que punto había elevado su poder el nuevo estado moderno frente al viejo estado medieval.
La historiografía ha señalado a la paz de Westfalia como la paz en la que se creó el primer sistema internacional, la Soberanía de Westfalia, se abogó por la secularización de la política —acabando así con las guerras de religión—, y edificando el primer paso hacia la destrucción de la sociedad corporativa en beneficio del ideario individualista esbozado en Leviatán (Hobbes), donde las personas ceden libremente su capacidad de actuar violentamente así como su voluntad en beneficio del príncipe, quien pasa a centralizar la violencia (absolutismo). En cuanto a las ideas, la guerra hizo avanzar entre las élites la idea de soberanía nacional, con el lenguaje como factor unificador, prefigurando el nacimiento de las modernas concepciones liberales del Estado y los futuros nacionalismos consecuentes. Pues, en épocas anteriores, había lealtades políticas y religiosas superpuestas. Según la nueva ley, los ciudadanos deben respetar primero las leyes de sus gobiernos, y no las de los poderes vecinos, ya sean seculares o espirituales.

### Otros Tratados
- Tratado de Vic (Vic-sur-Seille) firmado el 6 de enero de 1632 entre el duque de Lorena, Carlos IV, y Luis XIII.
- Tratado de Liverdun: Firmado el 26 de junio de 1632 en Nancy, capital del ducado de Lorena, al verse amenazada directamente por los franceses, el duque de Lorena tuvo que volver a firmar un tratado con Luis XIII de Francia. Este último hace que los lugares principales sean devueltos pero el duque debe ceder al rey, durante cuatro años, las ciudades de Stenay, Dun-sur-Meuse, Jametz y Clermont; esta ciudad será entregada definitivamente a Francia a cambio de una indemnización. Por otro lado, Carlos IV de Lorena promete rendir homenaje al rey por el Ducado de Bar en el plazo de un año.
- Tratado de Charmes: fue firmado el 19 de septiembre de 1633, entre Richelieu y Carlos IV en la casa de Chaldron, conocida como la casa de los Lobos, propiedad del duque de Lorena; el ejército ducal cede la ciudad de Nancy al ejército francés cinco días después. los 25 de septiembre, el propio rey se instaló en la ciudad ducal, nombrando un gobernador: el barón de Brassac (Jean de Galard de Béarn, nacido en 1580, conde de Brassac, barón de Saint-Maurice y de Rochebeaucourt). Se instaló en el palacio del gobernador el 1 de octubre de 1633.
- Tratado de los Pirineos: entre España y Francia, 7 de noviembre de 1659: La fortaleza de Pignerol, Artois y el Rosellón también se anexan a Francia
- Tratado de Vincennes: entre Francia y Lorena, 1661.
- Tratado de Andrúsovo: entre Polonia y Rusia en 1667.

## Consecuencias

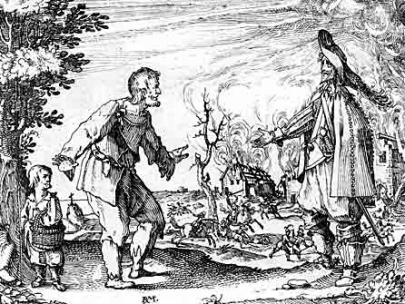
Un campesino suplica clemencia frente a una granja incendiada.

- La devastación causada por la guerra ha sido durante mucho tiempo objeto de controversia entre los historiadores. Las estimaciones de pérdidas civiles entre la población de Alemania de hasta el treinta por ciento son tratadas ahora con cautela (los más alcistas hablan de cinco millones de alemanes muertos). Es casi completamente cierto que la guerra causó un trastorno serio a la economía de la Europa Central, pero es posible que no haya hecho más que exacerbar los cambios en términos de comercio, causados por otros factores.
- En los ejércitos de los bandos opuestos, las epidemias se desencadenaron. El movimiento constante de soldados, así como la huida de la población civil, condujo al hecho de que las enfermedades se propagaron lejos de los focos de la enfermedad. La información sobre numerosas epidemias se conservó en los libros parroquiales y los informes fiscales. Al principio, este problema apareció localmente, pero cuando los ejércitos danés e imperial se encontraron en Sajonia y Turingia en 1625-1626, el número de casos comenzó a crecer rápidamente. Las crónicas locales mencionan la llamada "enfermedad húngara" y la "enfermedad maestra", que son identificadas como tifus. Tras los enfrentamientos entre Francia y los Habsburgo en Italia, la peste bubónica arrasó el norte de la península de los Apeninos. Durante el sitio de Núremberg los ejércitos de ambos bandos fueron atacados con escorbuto y tifus. En las últimas décadas de la guerra, Alemania se vio afectada por constantes brotes de disentería y tifus. El estadístico médico F. Printing señaló que en Alemania murieron más personas a causa de la peste durante la guerra que en las batallas.[132][133][134]
- La pérdida demográfica sólo pudo ser recuperada por los estados alemanes hasta el siglo XVIII (la inmigración también contribuyó a este aumento: los suizos a Baviera y los hugonotes franceses a Brandeburgo). También debido a que el emperador Fernando III de los Habsburgo permitió que cantidades sustanciales de judíos se reasentaran en Praga y Budapest, y en ciudades imperiales "libres" como Fráncfort; y otros príncipes alemanes también relajaron sus prohibiciones sobre los judíos.[135]
- En el Reino de Bohemia, las penurias de la guerra afectaron a las ciudades checas, que tenían que pagar la mayor cantidad de impuestos directa e indirectamente, estas penurias fortalecieron a los gremios y ralentizaron el desarrollo económico de la ciudad.[136] A pesar de que las tierras checas estuvieron protegidas de las mayores penurias de la guerra durante la mayor parte de la guerra, la población disminuyó en un tercio y después de la guerra, el 20 % de las haciendas en Bohemia y el 22 % en Moravia quedaron desiertas.[137] El sacerdote e historiador checo Bohuslav Balbín escribió unos años después de la guerra: Eso es todo lo que queda del castillo que encerró aquí. En otro lugar, una torre solitaria empinada, el único vestigio de un pueblo o fortaleza que se tragó las llamas. No sería posible mencionar ciudades o incluso un castillo que no sería quemado”.[138] También marcaron el final de la independencia de los estados checos y el surgimiento de un reino hereditario en poder de los Habsburgo, que retuvieron estos países hasta 1918.

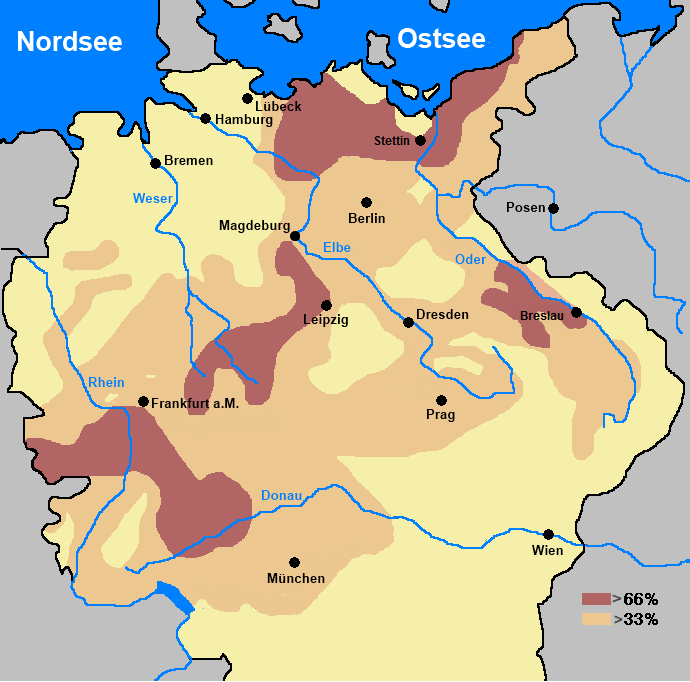
Disminución de la población en el territorio del Sacro Imperio Romano Germánico. 66%=más de 2/3 de la población. 33%=más de 1/3 de la población.

- A los príncipes del imperio se les otorgó el derecho a una política exterior independiente (ius foederationis), por lo que el imperio quedó solo como un conjunto de cientos de estados independientes. Las decisiones de política exterior y la legislación del emperador, a su vez, estaban ligadas a la aprobación de la asamblea imperial, donde más de doscientos miembros permanentes habrían tenido que decidir por unanimidad; así la asamblea imperial se volvió indecisa. La fragmentación del Imperio germano-romano se fortaleció aún más.
- Se ha sugerido que la ruptura del orden social causada por la guerra fue a menudo más significativa y duradera que el daño inmediato. El colapso del gobierno local creó campesinos sin tierra, que se unieron para protegerse de los soldados de ambos bandos, y condujo a rebeliones generalizadas en la Alta Austria, Baviera y Brandeburgo. Los soldados devastaron un área antes de continuar, dejando grandes extensiones de tierra vacías de gente y cambiando el ecosistema. La escasez de alimentos empeoró por una explosión en la población de roedores; Baviera fue invadida por lobos en el invierno de 1638, y sus cosechas fueron destruidas por manadas de cerdos salvajes en la primavera siguiente.
- A fines del siglo XVIII, los levantamientos campesinos de la Alta Austria amainarían debido a las políticas de reforma de la emperatriz María Teresa y su hijo y sucesor José II durante el período de la Restauración durante el gobierno de Metternich para evitar futuros levantamientos como el de la Guerra de los 30 años. Sin embargo, el estado de ánimo rebelde entre los campesinos volvería a aumentar. Los violentos levantamientos campesinos finalmente llegaron a su fin con la abolición de la servidumbre en las tierras hereditarias de los Habsburgo en 1848.
- El resultado inmediato de la guerra, y que sin embargo iba a perdurar durante cerca de dos siglos, fue la consagración de una Alemania dividida entre muchos territorios, todos los cuales, a pesar de su continuidad en la pertenencia al imperio hasta la formal disolución de este en 1806, tenían soberanía de facto, lo que fortaleció el particularismo político alemán. El objetivo de debilitar a los Habsburgo fue logrado por Francia y Suecia, convirtiéndose en garantes de Alemania y fortaleciendo la independencia de los estados imperiales como Prusia, el futuro poderío prusiano estaría en embrionaje por el ascenso al poder de este estado del norte de Alemania. La lucha de Alemania por su unificación frente a la intervención de las potencias europeas que pretendían impedirlo dio como resultado que se cierre el camino hacia la unificación como Estado-nación de Alemania y se determinó el atraso de Alemania hasta el siglo XIX. La Paz reconfirmó las "libertades alemanas", poniendo fin a los intentos de los Habsburgo de convertir el Sacro Imperio Romano Germánico en un estado más centralizado similar a España. Durante los siguientes 50 años, Baviera, Brandeburgo-Prusia, Sajonia y otros siguieron cada vez más sus propias políticas. A pesar de estos reveses, las tierras de los Habsburgo sufrieron menos la guerra que muchas otras y se convirtieron en un bloque mucho más coherente con la absorción de Bohemia y la restauración del catolicismo en todos sus territorios. Se ha especulado que esta debilidad fue una de las causas subyacentes del posterior militarismo y romanticismo alemán. Para los escritores alemanes, y en menor medida checos, la guerra siguió siendo recordada como un momento decisivo de trauma nacional, siendo el poeta y dramaturgo del siglo XVIII Friedrich Schiller uno de los muchos que la utilizaron en su obra. Conocida como la 'Gran Guerra Alemana', 'Gran Guerra' o 'Gran Cisma', para los nacionalistas alemanes del siglo XIX y principios del XX mostró los peligros de una Alemania dividida y se utilizó para justificar la creación del 2.º Imperio Alemán en 1871, así como el Gran Reich Germánico previsto por los nazis.[139]
- La economía en Alemania colapsó debido a la inflación de 1619 a 1623, y las ciudades de la Liga Hanseática y las ciudades del sur de Alemania involucradas en transacciones financieras fueron destruidas en gran parte. Entre los vencedores de la guerra se encontraba la ciudad de Hamburgo, que probablemente no logró su objetivo de convertirse en una ciudad libre, pero que pudo asentarse en gran parte del comercio de Alemania Central. Para las grandes metrópolis comerciales de la Alta Alemania, la guerra aceleró la fase de recesión de finales del siglo XVI. Por otro lado, las ciudades residenciales se beneficiaron de su declive, ya que pudieron canalizar grandes flujos de consumo en su dirección. En las principales ciudades comerciales del sur católico, la guerra forzó el período de declive que comenzó a fines del siglo XVI, y un auge de la ética protestante del trabajo en el norte, lo que afectaría el futuro de la industrialización de Alemania.
- Los contemporáneos hablaron de un 'frenesí de desesperación' cuando la gente buscaba dar sentido al derramamiento de sangre implacable y, a menudo, al azar desatado por la guerra. Atribuido por las autoridades religiosas a la retribución divina por el pecado, otros intentos de identificar una causa sobrenatural dieron lugar a una serie de cazas de brujas, que comenzaron en Franconia en 1626 y se extendieron rápidamente a otras partes de Alemania. Aunque la guerra causó una destrucción inmensa, también se le atribuye haber provocado un renacimiento en la literatura alemana, incluida la creación de sociedades dedicadas a la "purga de elementos extranjeros" del idioma alemán. Un ejemplo es Simplicius Simplicissimus, a menudo sugerido como uno de los primeros ejemplos de la novela picaresca; escrito por Hans Jakob Christoffel von Grimmelshausen en 1668, incluye un retrato realista de la vida de un soldado basado en sus propias experiencias, muchas de las cuales están verificadas por otras fuentes. Otros ejemplos menos famosos incluyen los diarios de Peter Hagendorf, un participante en el Saqueo de Magdeburgo .cuya descripción de las brutalidades cotidianas de la guerra sigue siendo convincente.
- En las tierras de la Corona Checa, hubo una "edad oscura" durante e inmediatamente después de la guerra, como resultado de que muchas personas fueron asesinadas en la región y muchos intelectuales tuvieron que irse por creencias religiosas. Uno de los checos más importantes que se fue del país fue Jan Amos Komenský. Además, las confiscaciones posteriores a la Montaña Blanca dieron como resultado principalmente la liquidación práctica de la caballería en Bohemia y, junto con la fusión en unidades territoriales más grandes, la extinción de cientos de pequeñas propiedades. Como resultado, decenas de residencias aristocráticas, especialmente fortalezas, perderían su significado. Incluso los magníficos castillos renacentistas, que se referían principalmente a los enormes dominios moravos de los Liechtenstein y los Dietrichstein, quedaron al margen de los grandes terratenientes.[140] Bohuslav Balbín, como defensor de la cultura checa, menciona en su obra que más de 80 familias que emigraron desaparecieron del entorno checo durante el siglo XVII. Por el contrario, algunas familias de inmigrantes se familiarizaron con el entorno checo a través de matrimonios y participación en la administración estatal y, por último, pero no menos importante, mediante la financiación de una serie de monumentos de arquitectura barroca (Trauttmansdorff, Thun-Hohenstein). La obra más importante sobre el tema de las confiscaciones posteriores a la Guerra es la Historia de las Confiscaciones en Bohemia después de 1618 de Tomáš Bílek, se ocupó de la propiedad de la orden jesuita (fue criticado muchas veces debido a una serie de inexactitudes menores).
- La guerra también fue un punto de inflexión en la economía europea, con el flujo de capital de los Países Bajos a Suecia, la tecnología de desarrollo minero que fluía de Lieja y una gran cantidad de armas exportadas de Suecia a los Países Bajos. En el Congreso de Westfalia, los suecos fueron acusados de destruir casi dos mil castillos, dieciocho mil aldeas y más de mil quinientas ciudades, quemando y destruyendo casi todas las plantas metalúrgicas y de fundición y minas de mineral.[141] El deterioro masivo de la moneda condujo a una crisis monetaria y a la inflación asociada. España, apoyada inicialmente por el oro de las Américas, salió económica y políticamente muy debilitada del conflicto
- El tratado confirmó la independencia holandesa, aunque la Dieta Imperial no aceptó formalmente que ya no fuera parte del Imperio hasta 1728. A los holandeses también se les otorgó el monopolio del comercio realizado a través del estuario del Escalda, asegurando el dominio comercial de Ámsterdam. Amberes, capital de los Países Bajos españoles y anteriormente el puerto más importante del norte de Europa, no se recuperaría hasta finales del siglo XIX. Los Habsburgo españoles finalmente tuvieron que aceptar la existencia de los Países Bajos del Norte protestantes, libres e independientes. En la segunda mitad del siglo XVII, Francia se convertirá en el principal enemigo de Holanda, e incluso España será aliada de Holanda.

Expansión territorial francesa tras la guerra, daría paso a las futuras conquistas de Luis XIV.

- Expansión territorial francesa tras la guerra, daría paso a las futuras conquistas de Luis XIV.La guerra de los Treinta Años con la Crisis del siglo XVII reestructuró la distribución de poder previa. La decadencia de España se hizo claramente visible tras la Crisis de 1640. Los españoles tuvieron que reconocer la independencia de los Países Bajos en 1648. Mientras España estaba ocupada con Francia durante el periodo francés, Portugal declaró su independencia (había permanecido bajo dominio español desde que Felipe II tomó el control del país después de que el rey portugués muriese sin dejar herederos). La familia Braganza se convirtió en la casa gobernante de Portugal, poniendo fin a la unión personal hispano-portuguesa de seis décadas. Aunque España sufrió varias derrotas durante la guerra, pudo mantener su posición en el sur de los Países Bajos e Italia. Francia fue vista a partir de entonces como el poder dominante en Europa y se consolidaría tras la guerra de los Nueve Años y la guerra de sucesión española, por lo que el Reino de España perdió su posición como gran potencia.
- Una de las consecuencias a largo plazo de la guerra es que Francia obtuvo el estatus de gran potencia y luchó por la hegemonía europea y mundial. La influencia francesa ganó terreno en el dividido Imperio germano-romano: el cardenal Mazarino estableció la Federación del Rin en 1658, también conocida como la Liga del Rin, en apoyo de los intereses franceses en Alemania (en parte contra los turcos y en parte contra los Habsburgo). En el territorio de la Mancomunidad Polaco-Lituana, el rey Jan III Sobieski se convirtió en el líder del fuerte partido amistoso con los franceses, lo que permitió a los franceses apoyar el movimiento anti-Habsburgo en Hungría en la década de 1670. Podría decirse que Francia ganó más de la guerra de los Treinta Años que cualquier otra potencia; en 1648, la mayoría de los objetivos de Richelieu se habían logrado. Estos incluyeron la separación de los Habsburgo españoles y austriacos (adquirió Alsacia, una tierra de habla germánica), la expansión de la frontera francesa hacia el Imperio y el fin de la supremacía militar española en el norte de Europa. Además, al rey de Francia se le otorgó el derecho de enviar a su representante a las sesiones de la dieta imperial alemana, aunque Alsacia y Lorena serán el foco de los conflictos franco-alemanes hasta 1945.

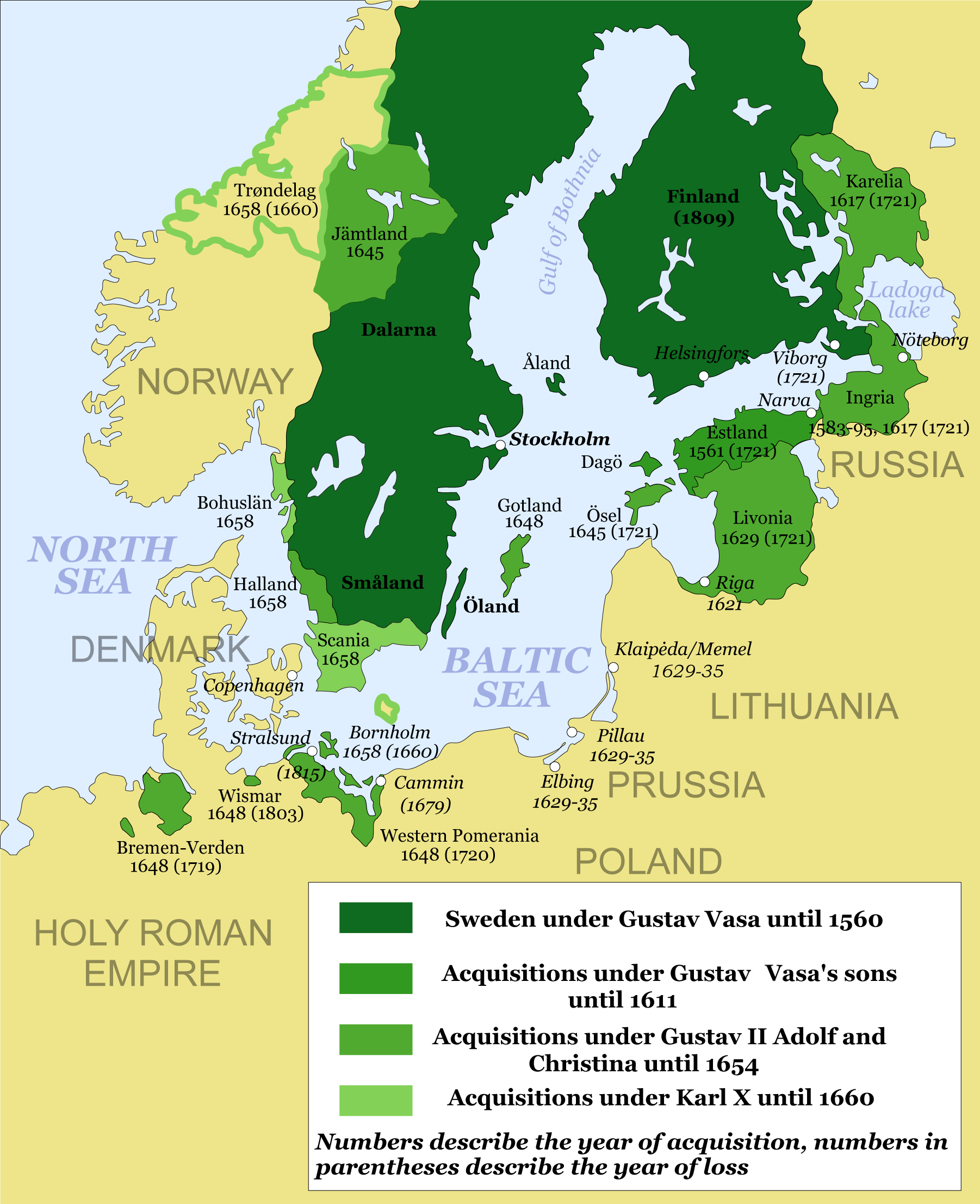
Ganancias del Imperio sueco.

- Ganancias del Imperio sueco.Los beneficios de Westfalia para los suecos resultaron efímeros. A diferencia de las ganancias francesas que se incorporaron a Francia, los territorios suecos siguieron siendo parte del Imperio y se convirtieron en miembros de los kreis de Baja y Alta Sajonia. Si bien esto les dio escaños en la Dieta Imperial, también los puso en conflicto directo con Brandeburgo-Prusia y Sajonia, sus competidores en Pomerania. Los ingresos de sus posesiones imperiales permanecieron en Alemania y no beneficiaron al reino de Suecia. Sin embargo, durante los últimos años de la guerra de los Treinta Años, Suecia se vio envuelta en un conflicto con Dinamarca, entre 1643 y 1645, denominado la guerra de Torstenson, finalizada con el Tratado de Brömsebro. El resultado favorable a Suecia de este conflicto y la conclusión de la guerra en Europa por medio de la Paz de Westfalia ayudaron a establecer plenamente a la Suecia posbélica como una gran potencia en Europa y Escandinavia como gran dueña del Báltico (en detrimento de Dinamarca), que se acentúo más tras el Diluvio de Polonia y duró hasta el final de la Gran Guerra del Norte. La prosperidad sueca sirvió de antesala para financiar un Imperio colonial sueco a largo plazo e intervenir en los asunto del Norte ante nuevos rivales como Brandeburgo-Prusia en Pomerania. Aunque dos intentos suecos de imponer su control sobre el puerto de Bremen fracasaron en 1654 y 1666.
- Las guerras europeas en las que participó Dinamarca le hicieron perder para siempre su estatus de gran potencia, además que arruinaron a la Compañía Danesa de las Indias Orientales, y el comercio en India cesó por completo entre 1643 y 1669, tiempo durante el cual se perdieron todas las adquisiciones anteriores de la India danesa, excepto Tranquebar, que resistió hasta que llegó ayuda de Dinamarca en 1669. Sin embargo, en 1648, cuando muere Cristián IV, patrón de la colonia, la Compañía Danesa de las Indias Orientales quedaría en quiebra y debilitaría permanentemente al Imperio danés. Dos años más tarde, su hijo, Federico III, abolió la empresa colonial. Aunque la compañía había sido abolida, las pocas colonias se mantendrían como propiedad real de Dinamarca hasta que el comercio se estabilizara.
- También tuvo un gran efecto negativo en las economías de las naciones en guerra. Cayó la clase feudal tradicional y, en su lugar, surgió una nueva clase como la clase Junker, y cada estado territorial se convirtió en una monarquía absolutista. Bajo estas circunstancias, la familia Hohenzollern surgió en lugar de la familia Habsburgo, que debilitó su cohesión, y el centro político del pueblo alemán se trasladó al norte en generaciones posteriores. Los Habsburgo de Austria conservan su trono, pero en realidad sobrevivieron a los siglos XVIII y XIX como Archiduques de Austria y más tarde como Emperadores de Austria, no como Kaiseres alemanes.
- Según la historiografía marxista (M. Smirin, B. Purishev, B. F. Porshnev, J. Zutis), se caracterizaría la guerra como un conflicto entre la reacción católica feudal dirigida por los Habsburgo y sus aliados de Polonia-Lituania contra la coalición progresista de Francia, Suecia, Rusia y los estados protestantes en antesala al ascenso de la hegemonía de la clase burguesa en las sociedades, siendo la guerra el momento clave en la transición del feudalismo al capitalismo, puesto que los países que salen reforzados de ella (fundamentalmente Inglaterra) se encaminan al proceso que comienza con la Revolución burguesa y que en el siglo XVIII les llevará a la Revolución industrial; mientras que en los países que salen en peores condiciones de ella (fundamentalmente España) pierden la posición de centralidad que hasta entonces habían tenido en la Civilización Occidental.
- El absolutismo triunfa en todo el continente. En el cristianismo medieval, doctrinas como la de las dos espadas y el agustinismo político, llevaron a la constitución de los dos poderes universales (pontificado e imperio), lo que incorpora la posibilidad de una duplicidad en el poder, y con ella la del equilibrio entre ambos dentro de un estado, donde el poder espiritual tiene ascendencia moral y política sobre el poder temporal, ejercido por el príncipe, en virtud del cual éste preside los destinos de los hombres en estricto cumplimiento de los preceptos religiosos. La ascesis intramundana del alma en el Reino de los Cielos depende, en esta forma, exclusivamente del poder espiritual, condición misma del ejercicio del poder político temporal-terrenal. Tras la Revolución protestante, esta duplicidad se mantuvo como característica de la tradición católica en la Europa del Sur, como la Monarquía Católica, mientras que en los países protestantes supuso una especie de retorno a la idea de un mero déspota inexpugnable, que pasó a ser de nuevo concebible con la doctrina del Derecho divino de los reyes y el Cesarismo, puesto que, frente a los formidables poderes de los barones feudales y del Papa, así como a los desafíos impuestos por la Reforma protestante, varios pensadores europeos, de inclinación estatocrática y proto absolutistas, concibieron una especie de 'tercera vía' entre el Imperio y el Papado para las naciones. Defendieron una teoría que afirmaba definitivamente la autoridad y legitimidad de los monarcas, colocándolos por encima de la nobleza y el clero católico, así como de los protestantes. En consecuencia, la relación de subordinación entre los dos poderes es reemplazada por una dicotomía dialéctica tomada de la doctrina de los Dos reinos, uno de los cuales, el reino terrestre, está bajo las prerrogativas exclusivas del príncipe, y el otro, el de cielo, cae bajo la jurisdicción de la iglesia, en una relación de exclusividad recíproca que impide la usurpación de un poder sobre el otro, aunque también impide el principio de subsidiariedad católico en favor de la autonomía de las esferas sociales protestante. La Monarquía Tradicional iría perdiendo popularidad contra el absolutismo que el Renacimiento estaba engrosando con sus teorías humanistas y que la reforma protestante iba a arrojar victoriosamente al campo de las definiciones legales con la hegemonía del Regalismo en la corte francesa de los Borbones. La lucha religioso-nacional de la guerra contribuye fuertemente al declive de las asambleas representativas del estado (como los Landtags de Alemania o los Estados generales de Francia) y a la concentración de toda la plenitud del poder estatal en manos de los reyes. La Monarquía Católica de Felipe IV, como otras monarquías compuestas europeas, tuvo que hacer frente a importantes desafíos internos y externos que cuestionaban su estructura política y social. La monarquía francesa era la que estaba en mejor posición para evolucionar, no sin dificultades, al absolutismo, mientras que la inglesa, en momentos no menos terribles (guerra civil inglesa), terminó encontrando una solución más pragmática: la monarquía constitucional tras la victoria del parlamentarismo en la Revolución inglesa. Mientras que en Alemania se mantendría la Monarquía feudal hasta el siglo XIX.
- Los edictos acordados durante la firma del Tratado de Westfalia fueron instrumentos para sentar los fundamentos de lo que todavía hoy son consideradas como las ideas centrales de la nación-estado soberana. Se acordó que los ciudadanos de las respectivas naciones debían atenerse a las leyes y designios de sus respectivos gobiernos en lugar de a las leyes y designios de los poderes vecinos, ya fuesen religiosos o seculares. Esta certidumbre contrastaba mucho con los tiempos precedentes, en los que el solapamiento de lealtades políticas y religiosas era un acontecimiento común.
- Los adherentes de las corrientes más grandes del cristianismo en el territorio del Sacro Imperio Romano Germánico (catolicismo, luteranismo y calvinismo) obtuvieron los mismos derechos en él. El resultado de la guerra de los Treinta Años fue un fuerte debilitamiento de la influencia de los factores religiosos en la vida de los estados europeos. Su política exterior comenzó a basarse en intereses económicos, dinásticos y geopolíticos.
- Frente a la visión española y del Sacro Imperio de una universitas christiana, triunfaron las ideas francesas que exaltaban la razón de Estado como justificación de la actuación internacional. El Estado sustituiría a otras instituciones internacionales o transnacionales como la máxima autoridad en las relaciones internacionales. En la práctica esto suponía que el Estado dejaba de estar sujeto a normas morales externas a él mismo.
- El centro de gravedad político de la Casa de los Habsburgo se ha desplazado a la cuenca central del Danubio. Sin embargo, la dinastía de los Habsburgo no sufrió una derrota total; abolió el Estamento en las provincias austríaca y checa, lo que creó una oportunidad para construir el absolutismo siglos después.[142] Los Habsburgo conservaron el poder absoluto en sus tierras hereditarias (las tierras de la Corona Checa, las tierras austriacas): aquí prevaleció la recatolización y las confiscaciones permanecieron en vigor. También se quedaron en Hungría, donde tuvieron que tolerar la fe protestante. Si no ha recobrado su influencia dentro del Imperio, Austria, en cambio, ha reforzado su control sobre los territorios hereditarios de los Habsburgo y su ejército es más poderoso que al comienzo del conflicto.
- Los Landtags pierden por completo su antiguo carácter de fuerza política activa tras la Reforma protestante y la guerra de los Treinta Años, la cual impuso la formación del estado-nación moderno en la Paz de Westfalia, puesto que para debilitar al Sacro Imperio Romano Germánico, la principal autoridad transnacional de la época que disputaba ser un Imperio universal, se proclamó la primacía de los estados alemanes frente a poderes externos, como el Emperador o el Papa, puesto que se ambicionaba que la Iglesia también había de ser controlada por el estado moderno, tanto en su relación con el papado como en el control del clero local nacional. La convulsión de la Reforma tiene que entenderse en este contexto como el inicio de las primeras nacionalizaciones.
- Al sentar las bases del estado nación moderno, Westfalia cambió la relación entre los súbditos y sus gobernantes. Anteriormente, muchos tenían lealtades políticas y religiosas superpuestas, a veces en conflicto; ahora se entendía que estaban sujetos ante todo a las leyes y edictos de su respectiva autoridad estatal, no a las pretensiones de ninguna otra entidad, religiosa o secular. Esto facilitó el reclutamiento de fuerzas nacionales de tamaño significativo, leales a su estado y su líder; una lección aprendida de Wallenstein y la invasión sueca fue la necesidad de sus propios ejércitos permanentes, y Alemania en su conjunto se convirtió en una sociedad mucho más militarizada, llegando a su máxima expresión con Federico el Grande de Prusia.
- El término secularización se acuñó durante las negociaciones de paz y áreas que anteriormente habían sido gobernadas eclesiásticamente se convirtieron en seculares. La religión se convirtió así en el individuo del individuo y no en algo que impregnara toda la cultura y, a la larga, conduciría a la tolerancia religiosa. Generando libertad religiosa, un cambio en la estructura del Sacro imperio (siendo desmantelado cuando los estados obtuvieron una soberanía completa y el poder del emperador se redujo al mínimo mediante el tratado de paz) y la consolidación del absolutismo francés como potencia en la segunda mitad del siglo XVII, generando la decadencia del feudalismo y el ascenso del absolutismo.
- Inesperadamente, pero con gran perjuicio, fue con la independencia de los Países Bajos y la pérdida de importantes áreas costeras y puertos en el Mar Báltico a manos de Suecia, que casi todos los puertos importantes de Alemania quedaron bajo control extranjero. Los estados alemanes casi no tenían acceso al mar y, por lo tanto, se les prohibió en gran medida realizar comercio exterior. Apenas Bremen y Hamburgo, las ciudades portuarias alemanas más importantes, todavía tenían libre acceso al Mar del Norte y al comercio mundial. Esto restringió la capacidad del Reich para beneficiarse del comercio marítimo resurgente. Así, Alemania no solo había perdido influencia sobre su futuro frente a los países vecinos, sino que también se vio aislada comercialmente de las oportunidades que abría el transporte marítimo y la adquisición de colonias, en beneficio de países como Inglaterra, Holanda y Dinamarca. Proyectos coloniales alemanes como la Compañía africana de Brandeburgo de Pillau y más tarde de Emden, o del Colonialismo austríaco, por otro lado, no tuvieron un éxito duradero debido a su baja base financiera. Las consecuencias económicas a largo plazo de la guerra de los Treinta Años, para la colonización de grandes conquistas territoriales, que posteriormente llevaron otros países europeos, son objeto de controversia en la investigación.
- Las relaciones e interacciones entre los judíos y el resto de la sociedad europea sufrieron varios cambios durante el estallido de la guerra de los Treinta Años, marcó el fin de dos siglos de persecución y expulsión de judíos desde el siglo XIV.[143] Los judíos fueron acosados y perseguidos y, en general, obligados a huir de las tierras del imperio durante la Edad Media. Pero los estragos de la guerra, la población diezmada y el comercio desaparecido, cambiaron esa actitud. Los nuevos gobernantes del imperio fracturado necesitaban comerciantes calificados, por lo que comenzaron a revertir las expulsiones y permitieron que los judíos se establecieran y asumieran una residencia restringida. Todos los judíos tenían que registrarse en el Landjudenchaften regional para obtener un permiso de residencia y comercio. A finales del siglo XVII, los judíos regresaron a la mayoría de las grandes ciudades y pueblos de los que habían sido expulsados un siglo antes. A corto plazo, la guerra de 30 años mejoró significativamente el estatus de los judíos en Europa central, pues este largo conflicto favoreció la reintegración de los judíos.[144] Muchos empresarios judíos del siglo XVII sentaron las bases de su modesta fortuna mediante la rápida compra y eliminación de los escombros que quedaron en el campo de batalla de la guerra de los Treinta Años, endeudando a las monarquías de la época con los judíos de la corte.[145][146][147] A la larga, regresaron a las tierras alemanas el antisemitismo arraigado y el odio innato hacia los judíos que culminó 300 años después con el Holocausto.
- Durante la guerra se inicia una nueva dirección artística, el Barroco, que desplaza al Renacimiento y se convierte en instrumento de la Contrarreforma.
- Después de la guerra de los Treinta Años, Francia, Inglaterra, Suecia y los Países Bajos pudieron convertirse en estados-nación. Con el florecimiento del comercio se produjo en estos países un florecimiento de la burguesía proto-liberal, cuya ausencia en Alemania se volvió de inmensa importancia para el futuro. El Imperio alemán siguió siendo una alianza flexible de principados. Cuando esta alianza se convirtió en el factor de paz más importante en Europa durante los siguientes 150 años (hasta las guerras napoleónicas), lo hizo a expensas del potencial económico de Alemania.
- En Inglaterra, Irlanda y Escocia, países relativamente devastados económicamente por la guerra, estalló una guerra civil durante la guerra de los Treinta Años, que resultó en el reinado de Oliver Cromwell en 1651.
- La derrota de España y de las fuerzas imperiales supuso también el debilitamiento del poder de los Habsburgo, permitiendo la dominación de los Borbones franceses. Los países que se han mantenido al margen y se han “salvado” también podrán participar próximamente en la competición de poder: como Inglaterra y Rusia .Los tratados de paz se firman en un país en ruinas que tardará décadas en recuperarse. Los otros beligerantes (Suecia, Francia) estarán económicamente agotados.
- Los estados europeos se están dando cuenta poco a poco de las desventajas de emplear mercenarios, que era la regla casi general durante la guerra de los Treinta Años. Europa se está moviendo hacia un sistema de ejército profesional: el número del ejército permanente está aumentando exponencialmente en Francia. En Alemania, la Marcha de Brandeburgo es uno de los estados que comienzan a construir un ejército nacional. La guerra de los Treinta Años contribuye al nacimiento del concepto de ejército moderno.Mapa de Europa en 1648 tras la Paz de Westfalia. La zona gris representa a los pequeños estados alemanes incluidos en el Sacro Imperio Romano Germánico.

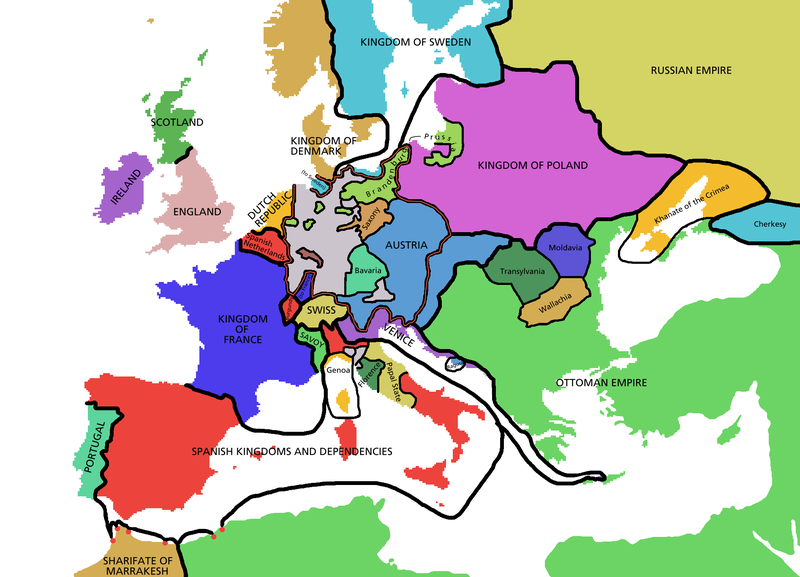
Mapa de Europa en 1648 tras la Paz de Westfalia. La zona gris representa a los pequeños estados alemanes incluidos en el Sacro Imperio Romano Germánico.

- Se ha argumentado que la Paz estableció el principio conocido como soberanía de Westfalia, la idea de la no injerencia en los asuntos internos por parte de poderes externos, aunque desde entonces esto ha sido cuestionado. El proceso, o modelo de 'Congreso', se adoptó para las negociaciones en Aix-la-Chapelle en 1668, Nimega en 1678 y Ryswick en 1697; a diferencia del sistema del Congreso de Viena del siglo XIX, estos eran para poner fin a las guerras, en lugar de prevenirlas, por lo que las referencias al 'equilibrio de poder' pueden ser meltendidas.[148]
- La Paz de Westfalia no significó la paz total en Europa, pues los conflictos continuaron en varios lugares hasta alrededor de la década de 1660.[149] El conflicto entre Francia y España continuó hasta 1659 y dentro de Francia estalló un levantamiento contra el gobierno del Cardenal Mazarino, la llamada Fronda. En las islas británicas, en 1648, estalló la Segunda Guerra Civil donde las tropas del rey y del parlamento se enfrentaron entre sí. Desde que el Parlamento inglés en 1651 prohibió a los barcos mercantes de otros países importar mercancías a puertos ingleses de países distintos al suyo, estalló la guerra entre Inglaterra y los Países Bajos. En Suecia, Carlos X Gustav ascendió al trono en 1654 y debía defender los territorios conquistados en Alemania, pero también tratar con los enemigos hereditarios: Dinamarca, Rusia y Polonia. Para apoyar al ejército, debe mantenerse en el país donde tuvo lugar la guerra. Nunca se consideró romper la paz de Westfalia, pero con Polonia solo prevaleció el estancamiento y quedaron varias disputas sin resolver. En julio de 1655, por lo tanto, estalló la guerra con Polonia y en 1657, Dinamarca declaró la guerra, desencadenando la Segunda guerra nórdica. La paz en el Norte no se concluyó hasta 1661 con el Tratado de Cardis entre Suecia y Rusia. A su vez, en la península ibérica se continuaba la guerra de independencia de Portugal contra España hasta 1669 y se mantuvo el conflicto colonial luso-neerlandés hasta 1663.
- La guerra también tuvo consecuencias en el extranjero, ya que las potencias europeas extendieron su lucha a través del poder naval a las colonias de ultramar. En 1630, una flota holandesa de 70 barcos había tomado las ricas áreas exportadoras de azúcar de Pernambuco (Brasil) de manos de los portugueses, pero lo habían perdido todo en 1654. También hubo combates en África y Asia. La destrucción del templo Koneswaram de Trincomalee en 1624 y el templo de Ketheeswaram acompañó una extensa campaña de destrucción de quinientos santuarios hindúes, la biblioteca Saraswathi Mahal y la conversión forzada al catolicismo en el país tamil realizada por los portugueses tras la conquista del reino de Jaffna. El país fue testigo de las batallas de la guerra de los Treinta Años y de las hostilidades generales de la guerra de los Ochenta Años; Portugal y más tarde los holandeses e ingleses usaron fuertes construidos a partir de los templos destruidos, incluido el Fuerte Fredrick en Trincomalee, para librar batallas navales con los holandeses, daneses, franceses e ingleses que vieron el comienzo de la pérdida del soberano Estado-nación tamil en la isla, fue el comienzo de la pérdida de la soberanía de Ceilán. Más tarde, los holandeses y los ingleses sucedieron a los portugueses como gobernantes coloniales de la isla.[150][151]

## Propaganda
La propaganda escrita tuvo su gran avance durante la guerra de los Treinta Años y se difundió en diversas formas, como panfletos, periódicos, volantes y libros impresos. El objetivo era resaltar el lado propio y ennegrecer al oponente. El oponente a menudo fue acusado de esforzarse por dominar el mundo o de ser instigador de atrocidades. Por su parte, se afirmó que Dios estaba de su parte. El tamaño de los folletos variaba entre cuatrocientas y trescientas páginas, con una media de entre diez y treinta páginas. Los folletos generalmente contenían un verso, que se complementaba con una imagen. De esta manera, tanto las personas alfabetizadas como las analfabetas podríanparticipar en el mensaje de los volantes. La propaganda también podría difundirse leyendo en voz alta a grupos de personas reunidas. La propaganda fue ordenada y pagada por los príncipes y monarcas comprometidos en la guerra y, a menudo, se basó en prejuicios y humor; Las exageraciones y las caricaturas eran elementos importantes.
En Suecia, el gobierno utilizó la propaganda para preparar a la población para la entrada en la guerra europea en curso emitiendo cartas abiertas a la población. Estos fueron leídos en las iglesias durante los días de oración y se llaman carteles de los días de oración. La principal forma de difundir la propaganda fue a través de la oficina de correos y a lo largo de las rutas postales.
El evento, conocido como el Saqueo de Magdeburgo, fue la mayor masacre de la guerra de los Treinta Años, por el que fueron distribuidos cientos de panfletos y volantes. Se convirtió en una eficaz herramienta de propaganda anticatólica para los protestantes. La ciudad fue destruida en gran parte por el fuego y quedó casi completamente despoblada después de más de 20.000 muertos.
Los corresponsales de Colonia de los periódicos del sur de Alemania agregaron una capa extra de interpretación a los eventos marítimos del frente colonial y los prepararon para un mercado de noticias específicamente alemán al resaltar su relevancia para la situación política dentro del Sacro Imperio Romano Germánico.
Se dice que la victoria de la coalición protestante ayudó a la larga a propagar en el imaginario colectivo la Leyenda negra de la Inquisición Católica y la Leyenda negra española como humillación a los países católicos derrotados.